# Crapaud dans l'imaginaire et la tradition en Occident

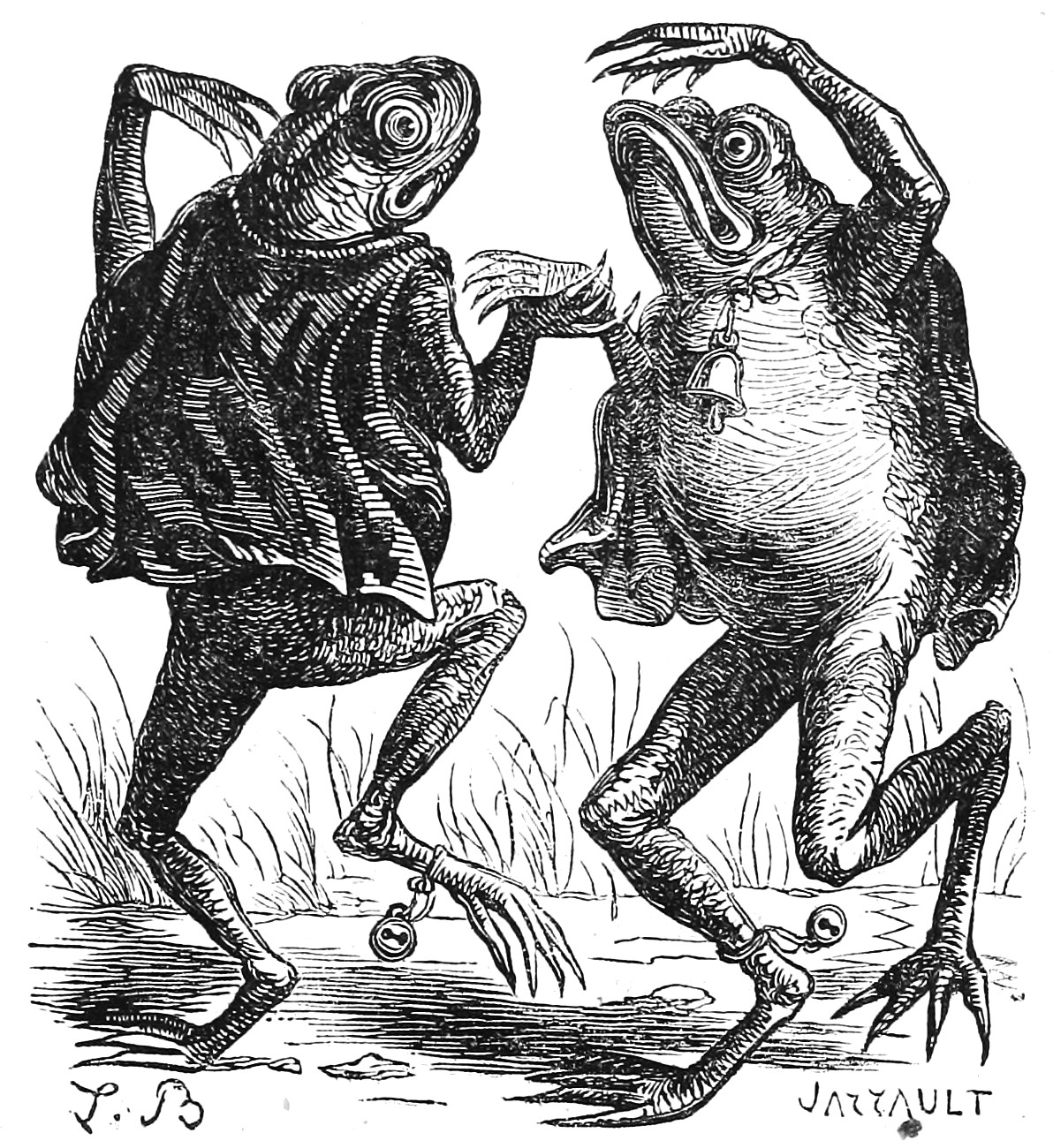
Danse de crapauds dans le Dictionnaire infernal, 1863.

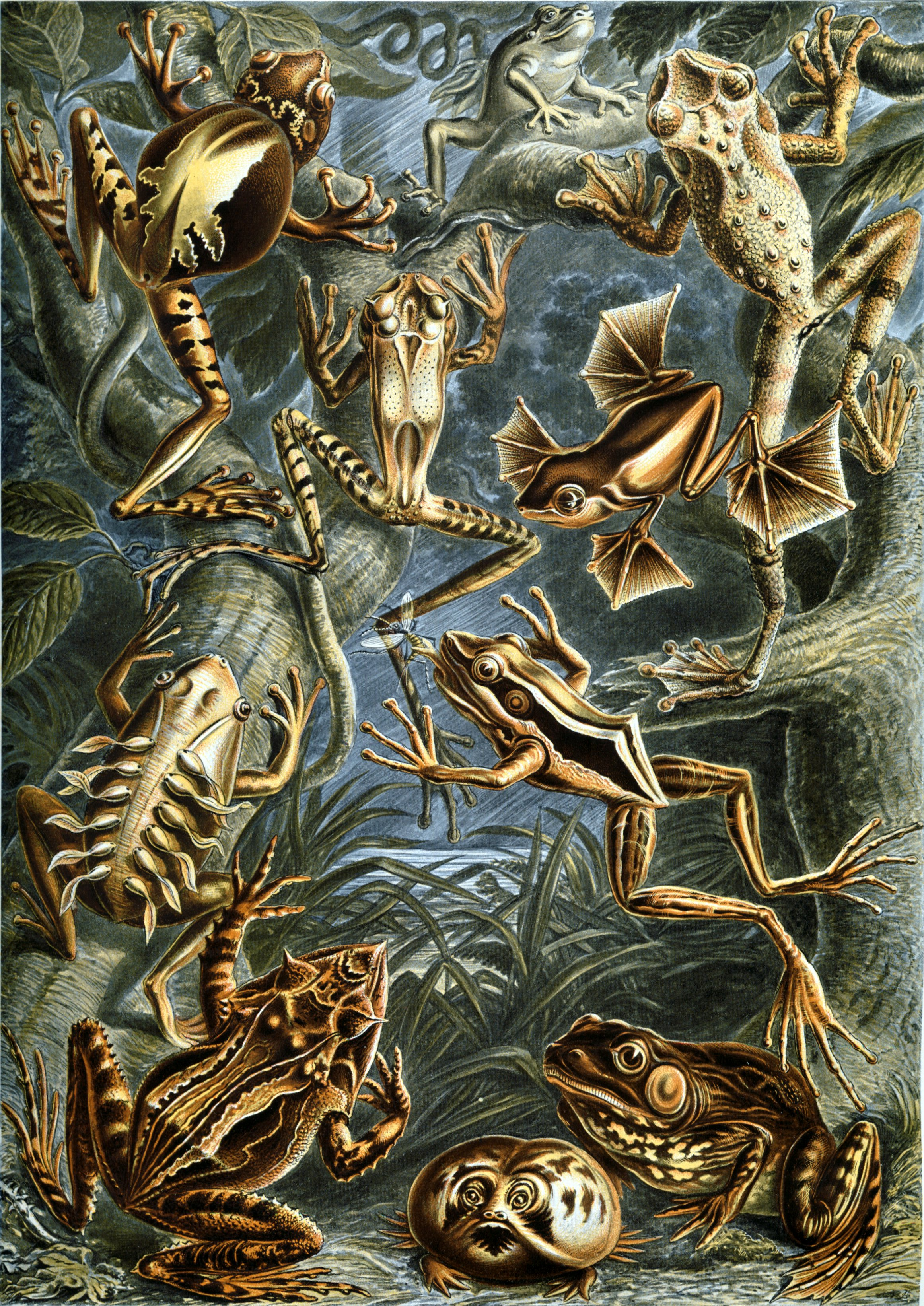
Batrachia par Ernst Haeckel, 1902

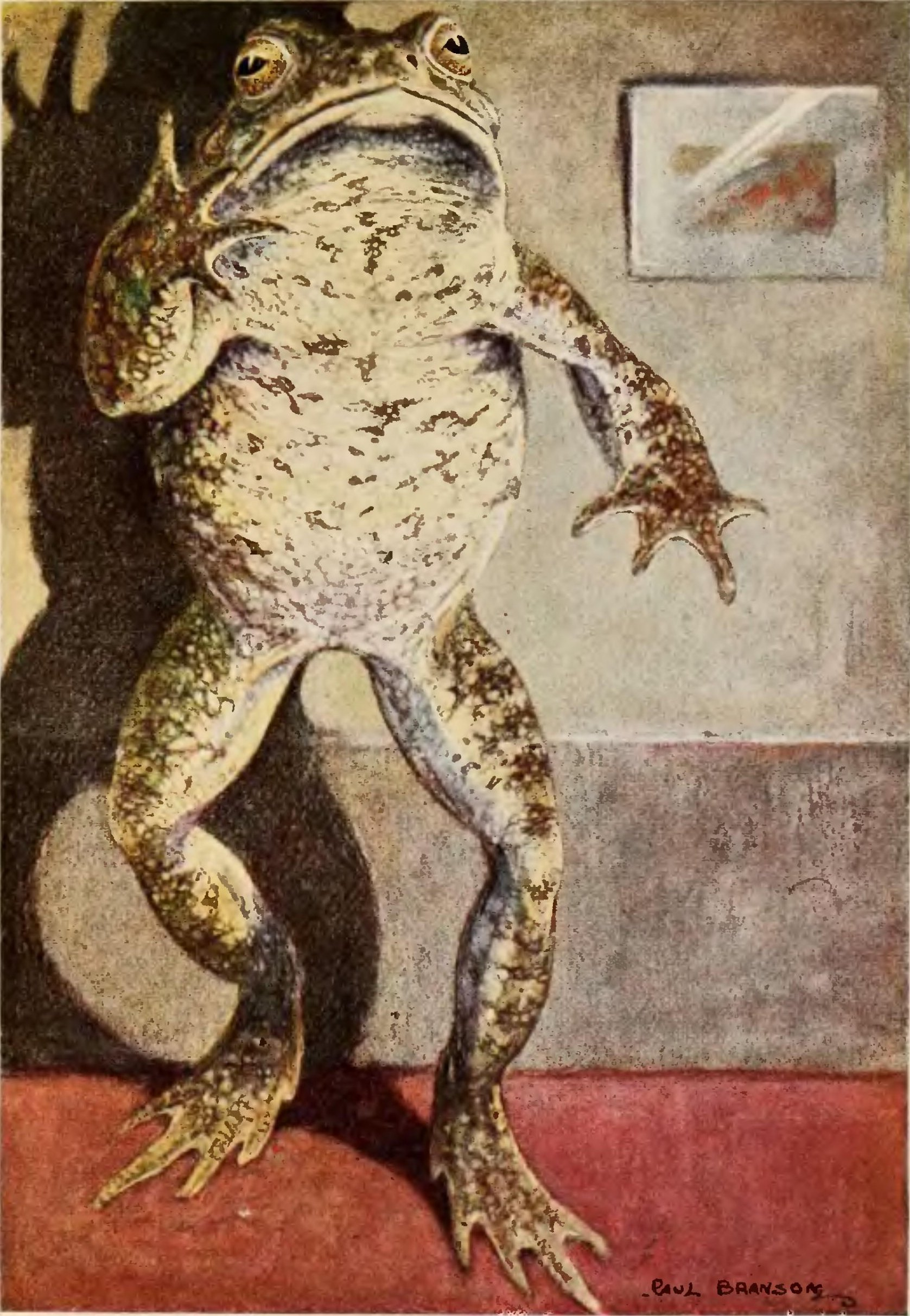
Mr Crapaud debout, Paul Bransom, 1913.

Le crapaud dans l'imaginaire et la tradition est un sujet dont la symbolique remonte à la Préhistoire. Animal ressenti comme étrange, vivant dans la terre, venimeux et à l'aspect inquiétant avec sa peau pustuleuse, le crapaud est depuis l'Antiquité associé au monde des morts et à la magie.
Animal chtonien, il est associé à Hécate par les Grecs et plusieurs fois retrouvé en contexte funéraire dans l'antiquité romaine, en particulier auprès d'enfants. Sa symbolique va se détériorer au cours du Moyen Âge, en particulier à cause de ses liens avec la magie et la sexualité. Il devient un des animaux du Diable et le compagnon inséparable de la sorcière et de ses potions magiques. Même après la fin de la chasse aux sorcières, il garde une image négative, toléré dans certaines préparations pharmaceutiques mais surtout associé à des poisons. Jusqu'à la fin du XIXe siècle, il reste un animal détesté et volontiers martyrisé lors de ses rencontres avec les hommes, qui ne cessent de l'associer à un riche folklore. On continue de voir en lui un animal hors-norme, capable de survie prolongée dans des pierres closes.
En Alsace et dans de nombreuses régions germaniques, il est associé aux maladies, avec de nombreux ex-voto en forme de crapaud qui sont déposés dans des lieux de culte. Reconnu comme utile au jardin, et défendu par quelques poètes (notamment Victor Hugo) son image s'améliore vers la fin du XIXe siècle et au cours du XXe siècle.

## Étymologie
La première occurrence du mot crapaud en français remonte à environ 1180 dans Li Romans d'Alixandre d'Alexandre de Bernay : « Pire est orguel de serf que venin de crapot » (branche III, v. 258),.
Deux versions s'affrontent pour remonter à l'origine du nom commun français crapaud :
- il viendrait du germanique krappa signifiant « crochet » (en raison des pattes crochues du crapaud), d'où dérivent également agrafer, grappe, crampon ou encore grapi. C'est la version actuellement retenue par le site de référence du Centre national de ressources textuelles et lexicales[1] ;
- une étymologie plus ancienne fait remonter le terme à crape signifiant « squamosité, crasse » attesté en 1393, mais cette origine fait difficulté du point de vue chronologique[1].

Il est possible que les deux origines aient pu s'allier dans l'esprit des locuteurs de la fin du Moyen Âge.

## Les origines antiques de la symbolique du crapaud

### Préhistoire
Le crapaud est bien connu des hommes, au moins depuis le Néolithique puisqu'il figure à leurs repas (camp de Chassey), mais leurs représentations restent rares. Quelques exemples d'amphibiens ont été identifiés dans l'art du Paléolithique supérieur, mais il s'agissait toujours de batraciens urodèles (avec queue : salamandre, triton).
Un batracien anoure de 16 cm a été identifié dans une série de peintures rupestres néolithiques de la grotte de Tajo de las Figuras en Andalousie,. Il faut d'emblée signaler la difficulté de différencier les différents types de batraciens dans l'art ancien, en particulier les grenouilles des crapauds, mais aussi parfois des tortues.
Il a également été retrouvé l'image d'un batracien de l'âge du bronze dans des fouilles de Seelow ainsi que sur de nombreuses fibules, notamment celle trouvée à Bornholm et d'autres conservés dans des musées scandinaves ; d'autres trouvailles du même type dans la région de Perm aux portes de la Sibérie, à Krško, ou lors de fouilles à Poitiers en 1880.
Une figure ressemblant à un crapaud est gravée sur un os provenant d'un marais près de Travenort (Holstein) et une autre sur un harpon en bois d'élan trouvé dans l'île danoise de Langeland. Un dessin sur une poterie de Podbaba au nord de Prague, représente un crapaud (ou une grenouille) et on remarque un autre, identique au premier, sur le col d'une cruche à anse de Jordansmühle en Silésie datant de la fin du Néolithique.

### Égypte antique

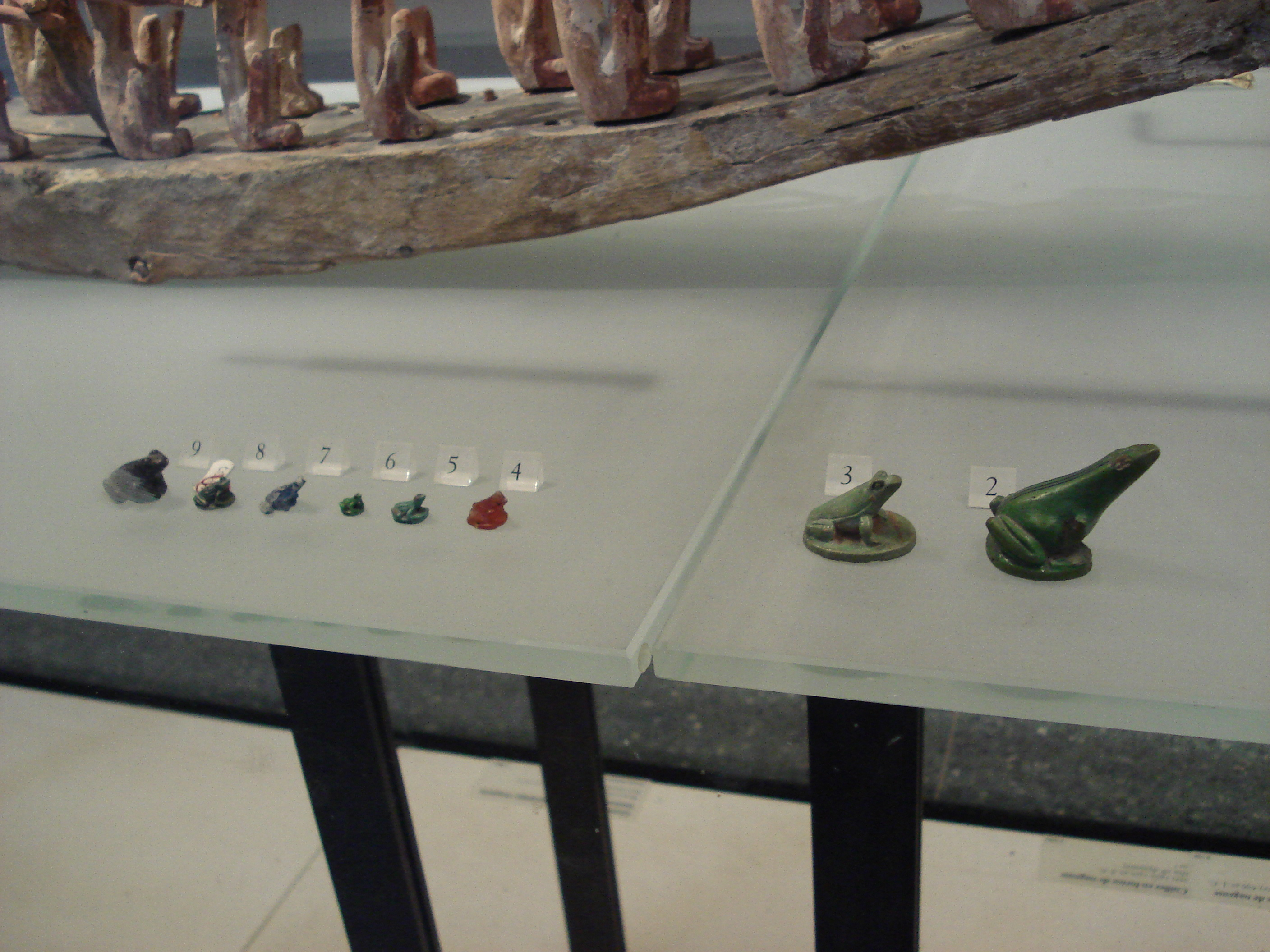
Amulettes égyptiennes en forme de batracien, musée du Louvre.

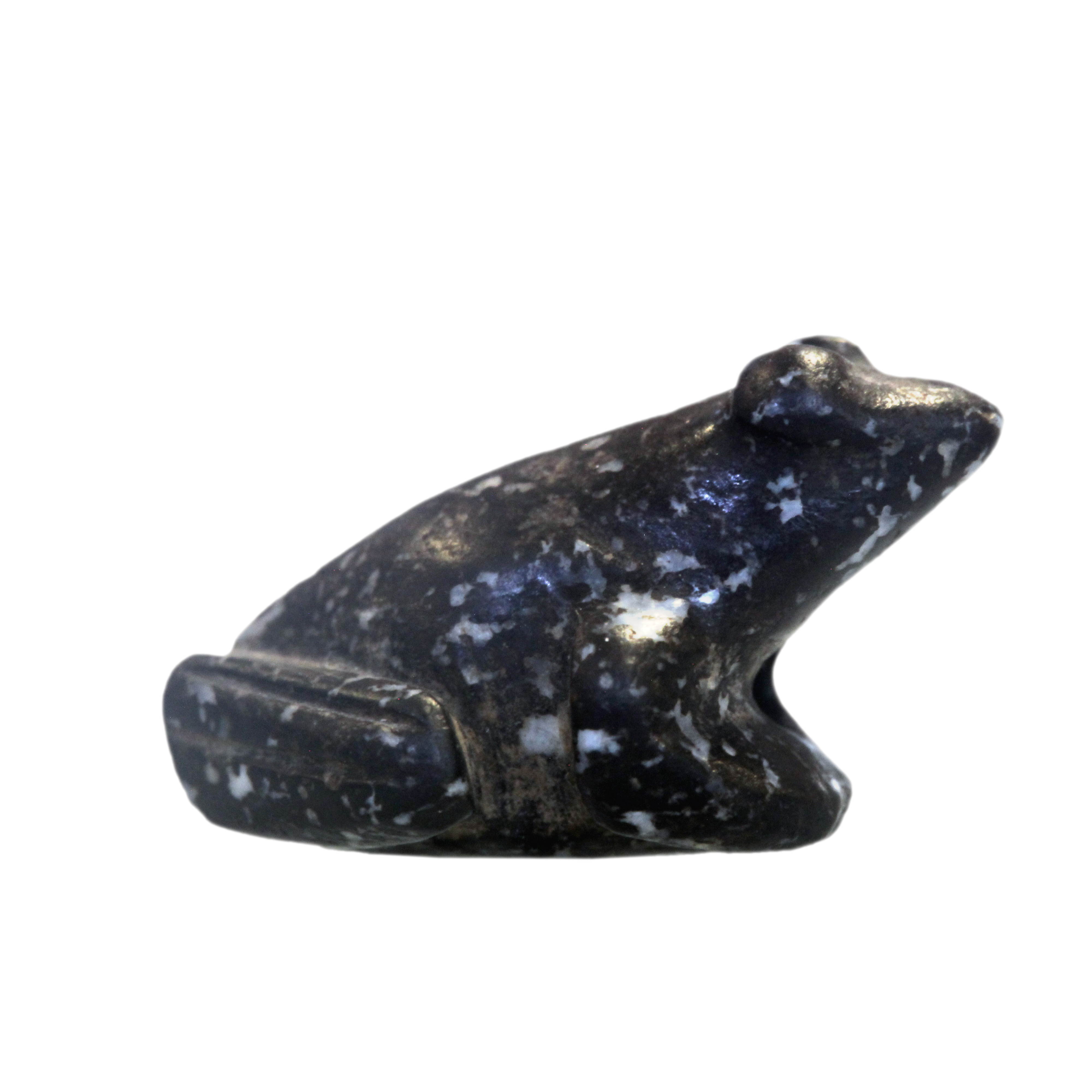
Statuette égyptienne AF 2549, musée du Louvre.

Dans l'Égypte antique, grenouilles et crapauds restent indifférenciés. Leur symbolisme est très positif, ils illustrent le retour à la vie après l'hiver et la résurrection, le crapaud étant censé naître spontanément du limon du Nil,. Son apparition sous forme de têtard avant de prendre sa forme définitive en fait un symbole du fœtus humain.
Héqet en est la déesse associée, à tête de batracien. Elle est une des divinités qui participe à la création du monde. Elle symbolise la fécondité féminine et protège les femmes en couches. Sa représentation est assez rare sous forme anthropomorphe, mais de nombreuses amulettes de batraciens ont été retrouvées,. Dans les textes égyptiens, le signe de la grenouille prend la valeur de « rajeunir » et « ressusciter », elle assiste à la naissance du soleil et accompagne le nom du Nil qui fertilise l'Égypte.
Dès l'Antiquité égyptienne l'image du batracien est donc associée d'une part à celle de la fécondité et de la sexualité féminine, et d'autre part à la mort et la résurrection. Ces deux associations vont accompagner l'image du crapaud tout au long de l'histoire occidentale.
Hiéroglyphe de la déesse Héqet : 
| H | q · t | I7 |

### Grèce antique
À partir de l'Antiquité grecque, le crapaud (φρύνη femelle et φρῦνος masculin) est souvent distingué de la grenouille (βάτραχος).
La sombre et mystérieuse déesse Hécate est qualifiée de crapaud femelle dans un hymne orphique. Déesse chtonienne, c'est la divinité de la magie, des cauchemars et des carrefours et de leur symbolique. Associée à Hécate, Baubo est identifiée à un crapaud femelle. L'histoire curieuse de Baubo appartient à la tradition orphique. Cette suivante de Déméter ne savait plus quoi faire pour distraire sa maîtresse après qu'elle eut perdu sa fille Perséphone, emportée aux Enfers par Hadès. Démeter venait même de refuser le cycéon (mixture d'orge et d'herbes) qui lui est offert. Baubo retrousse alors son péplos et, « découvrant ses parties [intimes], les montre à la déesse », qui rit et reprend le goût de vivre. Sa curieuse histoire lie une fois de plus le crapaud et le sexe féminin mais annonce aussi la suite de l'histoire allégorique de Perséphone en rappelant le mythe égyptien du retour de la vie associé aux batraciens.
Certaines figurines représentant une femme, cuisses écartées et dévoilant son sexe ont été assimilées à Baubo. Il a été noté l'analogie, tant avec une attitude habituelle du batracien qu'avec celui d'une femme accouchant,.
Non sans ironie et humour, une des plus belles femmes de son temps, l'hétaïre Mnésareté, est bien plus connue sous le surnom de Phryné (crapaud femelle) en raison de son teint jaune. Il est possible aussi que l'allusion plus subtile à la sexualité féminine ait put aussi favoriser ce surnom.

### Rome

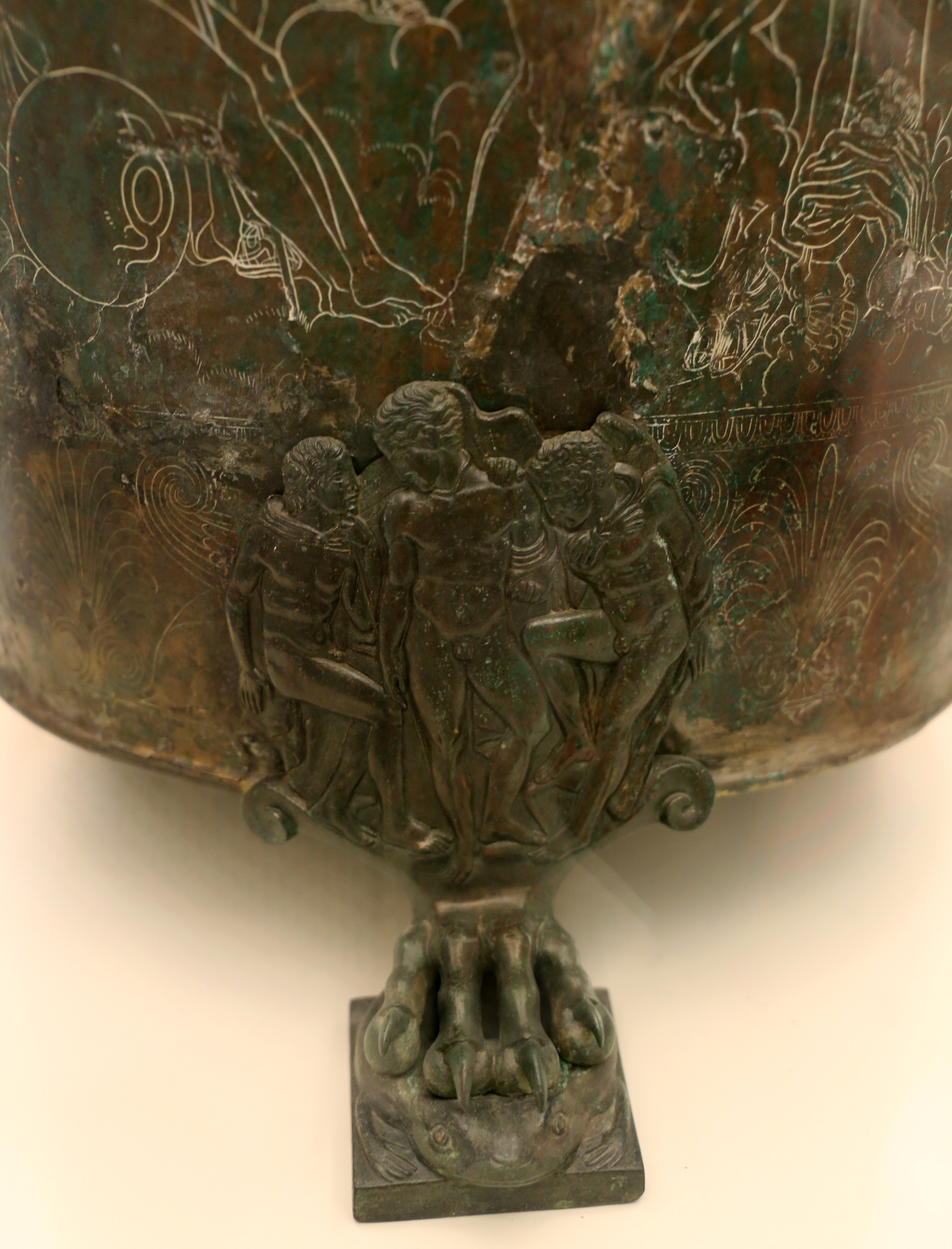
Un pied de la Cista Ficoroni : patte de lion reposant sur un crapaud.

À l'époque romaine, la présence du crapaud est surtout perceptible dans deux domaines : la magie et la mort.
Pline l'Ancien qui décrit le crapaud dans son Histoire naturelle, rapporte son utilisation dans des préparations magiques et donne quelques recettes. Il est tenu pour fort venimeux par les Grecs et les Romains de l'Antiquité. Quand Horace met en scène l'abominable figure de Canidie, il présente une sorcière qui restera le type de la folie criminelle pendant des siècles. À son hideux mélange — « sang d'un affreux crapaud, œufs et plumage d'une strige, herbes d'Iolcos et d'Hibérie », elle doit ajouter également la moelle et le foie d'un enfant. Cette mixture doit lui rendre l'amour de son vieux galant, et le crapaud en tant qu'ingrédient, se fait complice de la vielle sorcière dans son désir sexuel. Cette scène n'est pas qu'une invention littéraire d'Horace puisqu'une intervention de Cicéron en plein sénat évoque des pratiques de sorcellerie criminelle, et l'épitaphe sur la tombe d'un enfant de quatre ans dénonce une sorcière meurtrière.
Le crapaud a été plusieurs fois retrouvé autour de sépultures romaines, en particulier celles d'enfants,.
On peut noter que la fameuse Cista Ficoroni, datée d'environ 430 av. J.-C. (et premier objet d'art sur lequel est mentionné le nom de Rome), est soutenue par des pieds de lion qui reposent sur des crapauds. Il s'agit d'un coffre cylindrique destiné à recevoir des effets personnels d'une défunte. Les crapauds mettant en lien la ciste et le sol, participent à la symbolique funéraire de l'objet. Des représentations de crapauds ont été retrouvées auprès des tombeaux, par exemple dans le camp légionnaire romain de Mustafa Pacha, à l’est d’Alexandrie. On trouve aussi des cadavres de crapauds près de sépultures, notamment autour d'enfants dans la nécropole de Poggio Gramignano à Lugnano in Teverina, à Ville-sur-Retourne, à Pommiers. La fonction symbolique est mal connue, probablement en lien avec la nature terrestre de l'animal et l'imaginaire chtonien qui lui est associé. Le crapaud peut jouer le rôle d'un assistant de l'âme lors de sa transition entre deux mondes pour l’aider lors de son dernier et périlleux rite de passage. Il est également possible que les crapauds aient pu être des amulettes ou des animaux vivants de compagnie ou thérapeutiques auprès de malades.
Les artistes romains ont également utilisé le crapaud pour décorer des lampes et des fibules.

### Le crapaud, animal chtonien dans l'Antiquité
Le crapaud est un animal chtonien par excellence, il reprend en effet tous les thèmes associées aux divinités chtoniennes : le lien à la terre, au monde souterrain, et par là aux Enfers et aux morts. Symbolisant la fécondité, la résurrection saisonnière, il évoque également les divinités chtoniennes primitives, comme les idoles féminines du néolithique et de l'âge du bronze.
Quand il évoque le crapaud, Virgile insiste sur sa vie souterraine, dans un trou sous la terre. Mais il passe aussi du monde souterrain à la surface, faisant de lui un lien entre les deux mondes. Les batraciens, animaux élémentaires, sont le symbole de la matière primitive, humide et informe, ils participent aux origines du monde et contribuent à sa création. Leur image comme symbole de résurrection et d’immortalité était commune aux Indo-Européens. Les crapauds sont en particulier associés à la déesse chtonienne Hécate.
Le crapaud semble avoir gardé longtemps ce lien avec la terre : en Alsace au XIXe siècle, il pouvait encore être vu comme un gardien surnaturel des trésors enfouis dans la terre, et sa réputation de pouvoir vivre des siècles dans une gangue de pierre apparaît comme un autre exemple.

### Dans la Bible

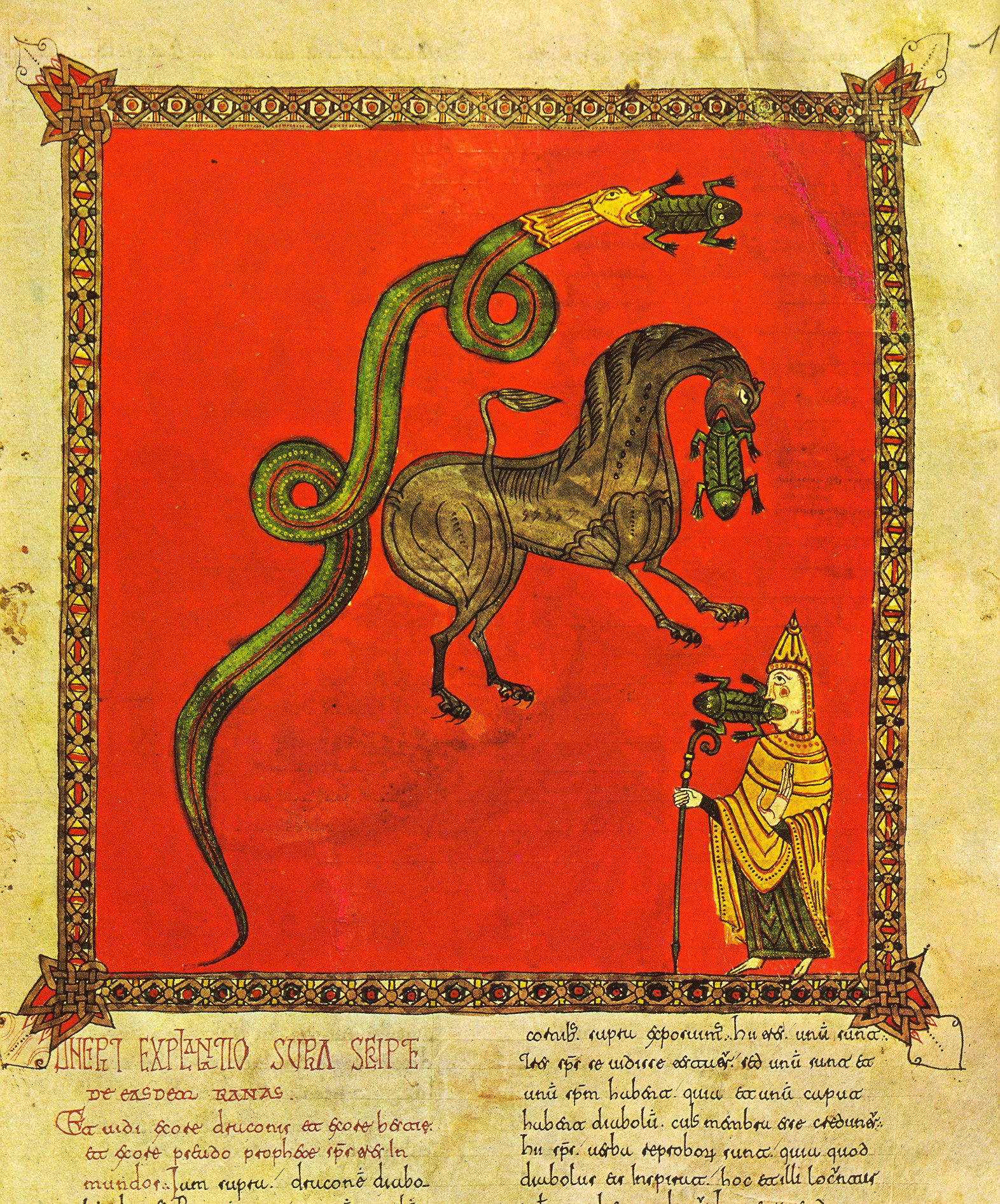
Les grenouilles de l'Apocalypse, miniature du Beatus d'Osma, 1086.

Le crapaud n’apparaît pas dans la Bible, sauf par association avec les grenouilles, mais toujours sous forme négative. En particulier lors de l'épisode de la deuxième plaie d'Égypte et l'invasion du territoire de Pharaon par les grenouilles Exode, 7, 26-29 et 8,1-10. Dans l'Apocalypse (comme plus tard dans les contes de Perrault) des grenouilles symbolisant le mal sortent de la bouche des maudits : « Et je vis sortir de la bouche du dragon, et de la bouche de la bête, et de la bouche du faux prophète, trois esprits impurs, semblables à des grenouilles ».

## Le crapaud dans l'imaginaire chrétien du Moyen Âge

### La symbolique du crapaud au Moyen Âge chrétien
L'arrivée du monde chrétien va complètement faire basculer l'image du crapaud vers un animal entièrement négatif, jusqu'à en faire un des animaux les plus rejetés et les plus associés au Diable, à l'instar du serpent et plus encore que le chat. La raison en est probablement une accumulation d'éléments néfastes : aux anciens reproches déjà supportés par l'animal, laid, venimeux, il faut ajouter désormais la proximité avec la terre et la mort, ses liens avec la magie (désormais réprouvée dans la morale chrétienne) et la défiance chrétienne face à la sexualité, surtout féminine. Déjà fortement stigmatisé depuis le début du Moyen Âge, les Cisterciens vont achever la diabolisation du crapaud vers la fin du XIIe siècle. Dans l'iconographie et dans la littérature chrétienne, le crapaud aura désormais exclusivement une utilisation négative et stigmatisante.
Toujours associées à l'idée de faute et de damnation, le crapaud est plus spécifiquement lié à deux péchés : la luxure et l'avarice et plus rarement à la paresse, voire la gourmandise. Le crapaud, comme le serpent, est censé mordre l'endroit du corps par laquelle le pécheur s'est damné : le pied pour le paresseux, la gorge pour le gourmand.
La représentation de la luxure reprend l'idée de localiser de l'animal diabolique sur l'anatomie en cause. Mais dans ce cas, se surajoute l'ancienne symbolique du rapport entre le crapaud et la féminité.

### Iconographie du crapaud dans l'art chrétien

#### Dans le chaudron des damnés

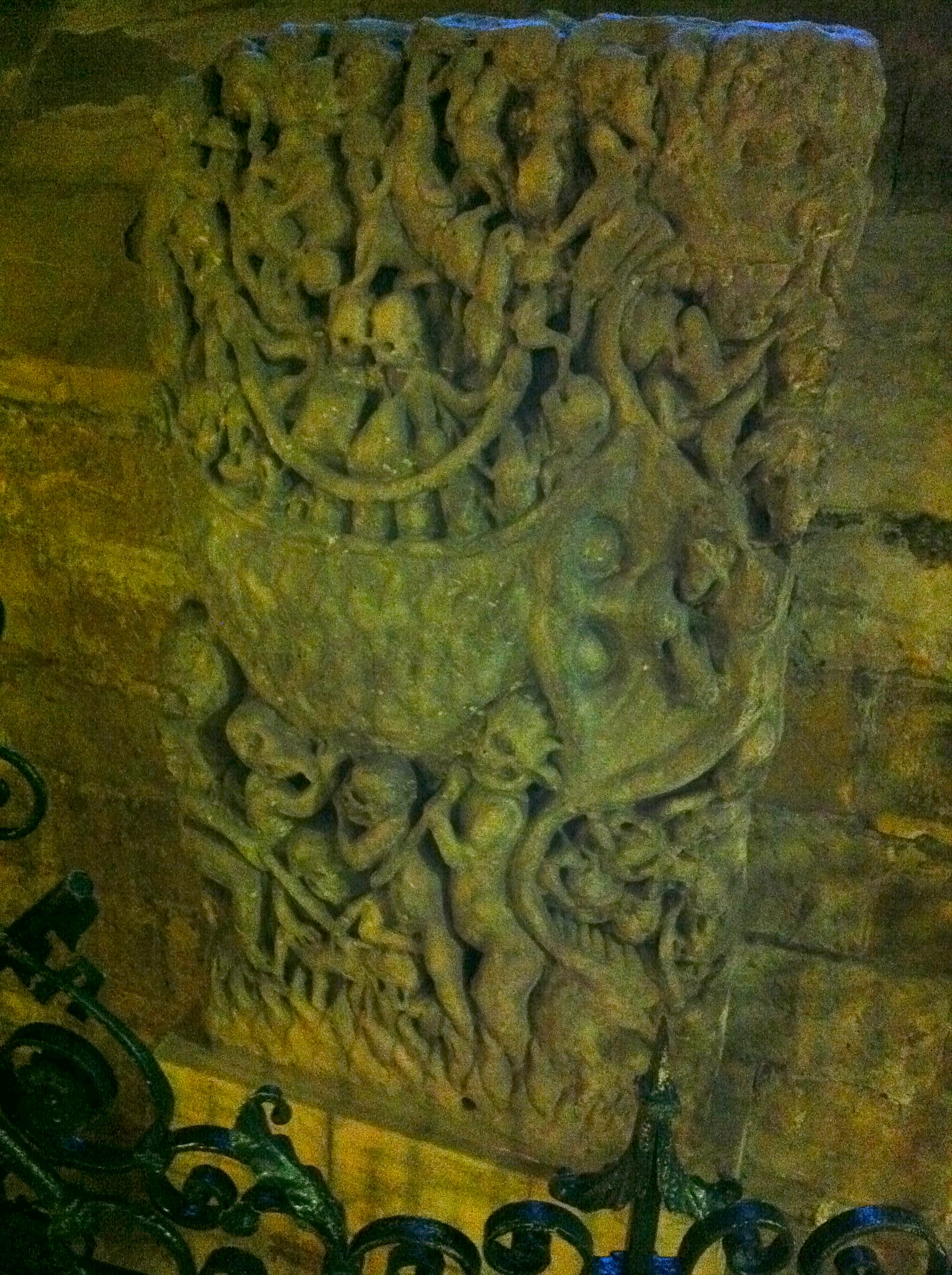
La pierre des damnés de cathédrale d'York.

Dans la crypte de la cathédrale d'York, un bas-relief datant de l'époque normande montre une série de damnés précipités dans le chaudron infernal de l'enfer. Un homme portant deux sacs y personnifie l'avarice et une femme dénudée représente la luxure, la pierre est décorée de plusieurs crapauds. Une autre image dans la cathédrale Notre-Dame d'Amiens montre de la même façon des damnés entassés par les démons dans une chaudière dont le feu est attisé par deux diables. La plupart des réprouvés ont des lézards ou des crapauds qui s'attachent à diverses parties de leur corps, notamment aux parties génitales.

#### La femme allaitant des serpents et des crapauds
Une étrange image médiévale, de nombreuses fois reproduite dans la pierre sculptée des églises, est celle d'une femme qui allaite des serpents ou des crapauds et dont le sexe peut être dévoré par un crapaud. Les deux représentations les plus célèbres et commentées sont celles de l'abbaye Saint-Pierre de Moissac et de l'Octogone de Montmorillon,. Le thème est aussi visible sur un chapiteau (architecture) de l'Abbaye Saint-Nicolas d'Angers, à l'abbatiale Sainte-Croix de Bordeaux, à la basilique Saint-Sernin de Toulouse, à l'abbaye Saint-Jouin de Marnes, à l'abbaye de Charlieu, à Blesle (chapiteau du chevet, à l’angle : femme allaitant un serpent et un batracien, sur les faces latérales, à gauche, homme tenant un récipient, à droite, homme avec une bourse au cou, les deux animaux sortant de leurs bouches), à Beaulieu-sur-Dordogne (reliefs plaqués sur le mur sud de l’abbatiale : femme allaitant deux serpents, le sexe dévoré par un batracien), à Estibaliz (chapiteau de la croisée du transept : femme nue allaitant un serpent et un batracien).
Une enquête plus poussée a permis en 2019 d'identifier 110 représentations de ce type dans l'art roman en France et en Espagne. Sur cet échantillon, il s'agit le plus souvent de deux serpents, mais aussi de deux crapauds dans 9 cas, d'un couple serpent/batracien dans 7 cas et d'un batracien seul dans 2 cas. Le sexe féminin n'est attaqué qu'assez rarement, quatre fois sur 110 : trois fois par un crapaud (à Moissac, Beaulieu-sur-Dordogne et Bourg-Argental) et une fois par un serpent (à Tudela en Espagne). Si le serpent est donc plus associé aux seins, le crapaud s'attaque plus au sexe féminin.
Les auteurs ont toujours identifié cette iconographie à une représentation de la luxure,. Mais il pourrait s'agir plus précisément d'un certain type de luxure, la prostitution et la mauvaise mère qui allaite mal ses enfants ou ceux qui lui sont confiés.

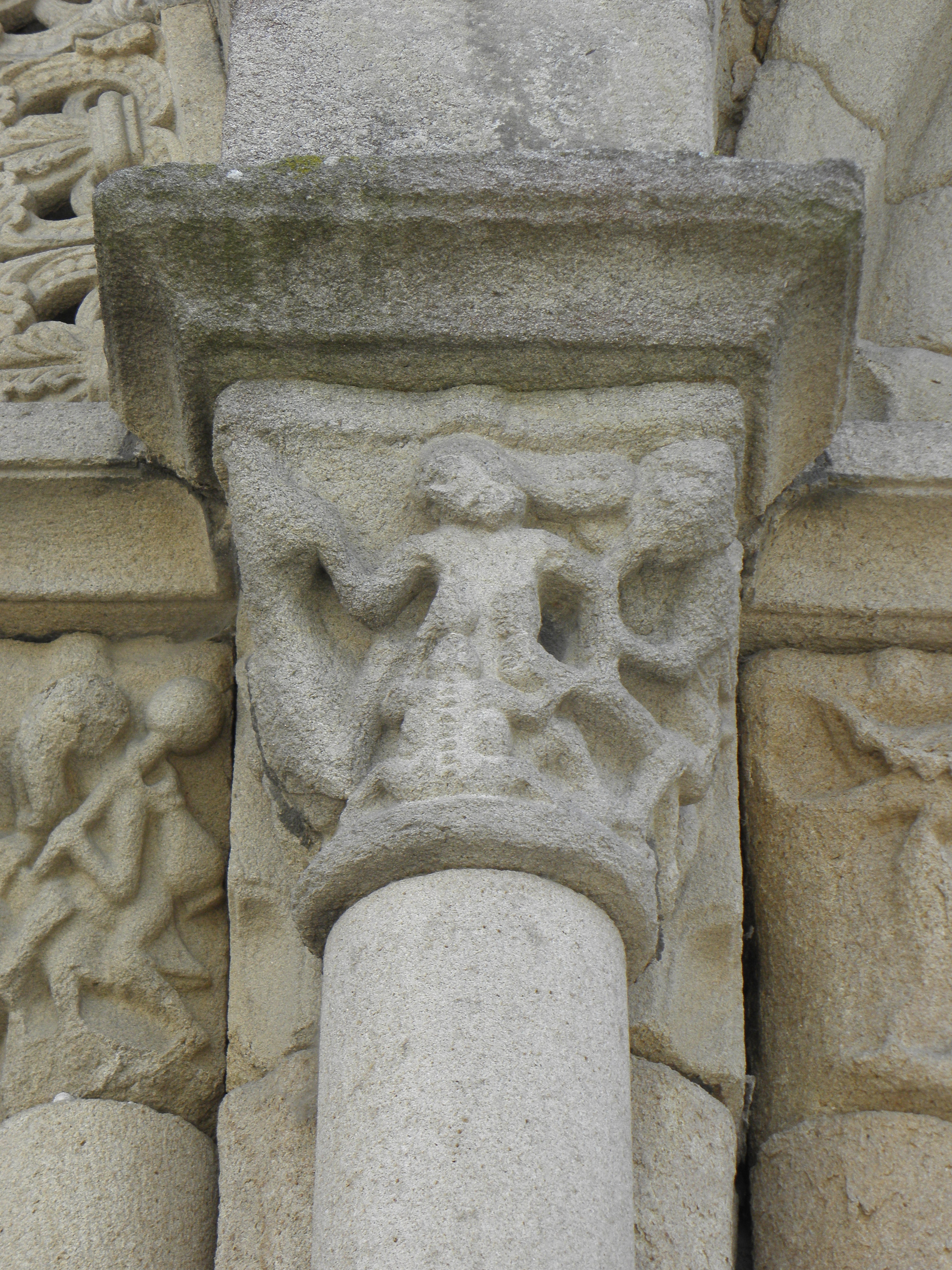
Chapiteau de la façade ouest de la Basilique Saint-Sauveur de Dinan
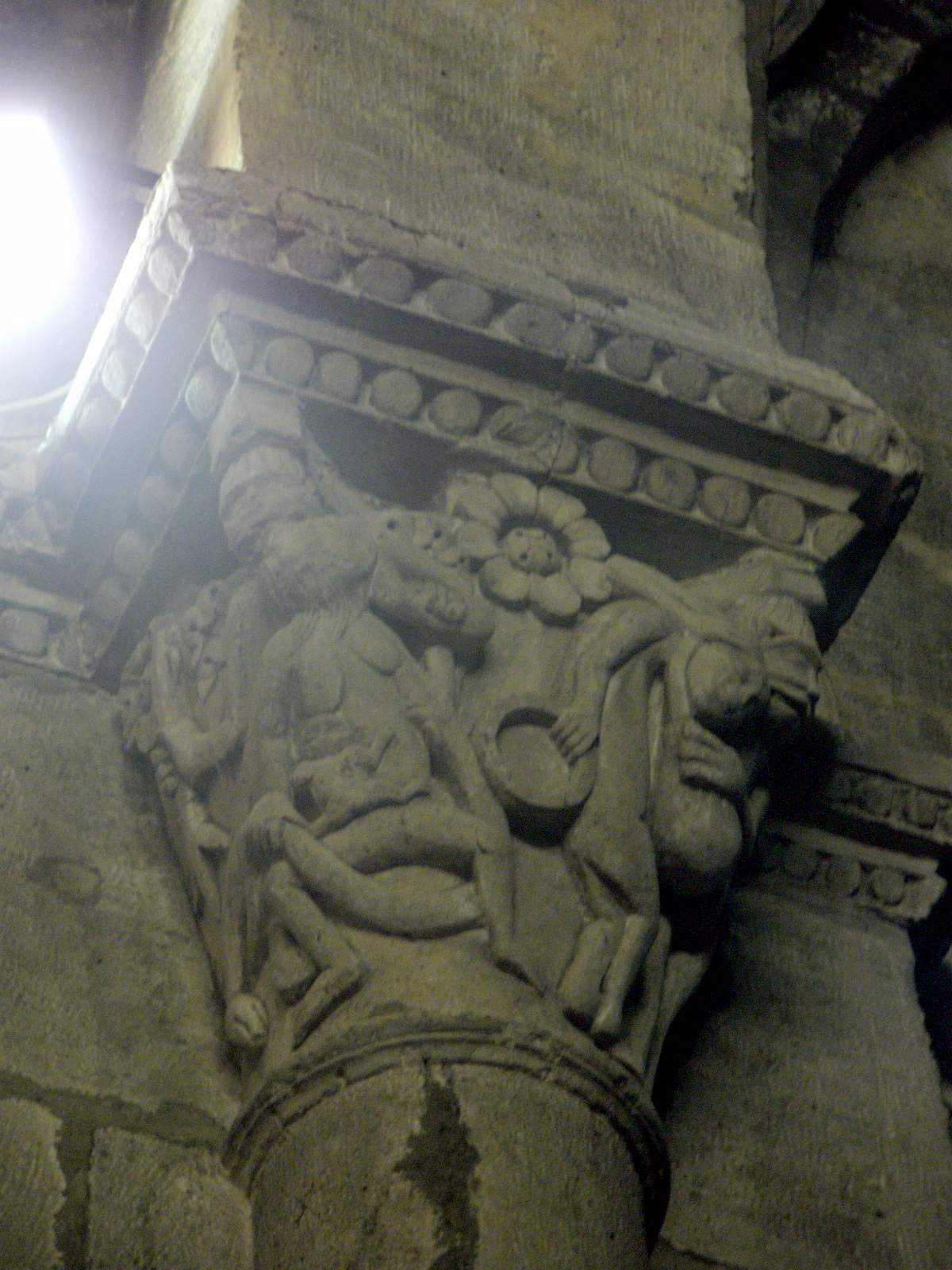
Chapiteau à Estibaliz
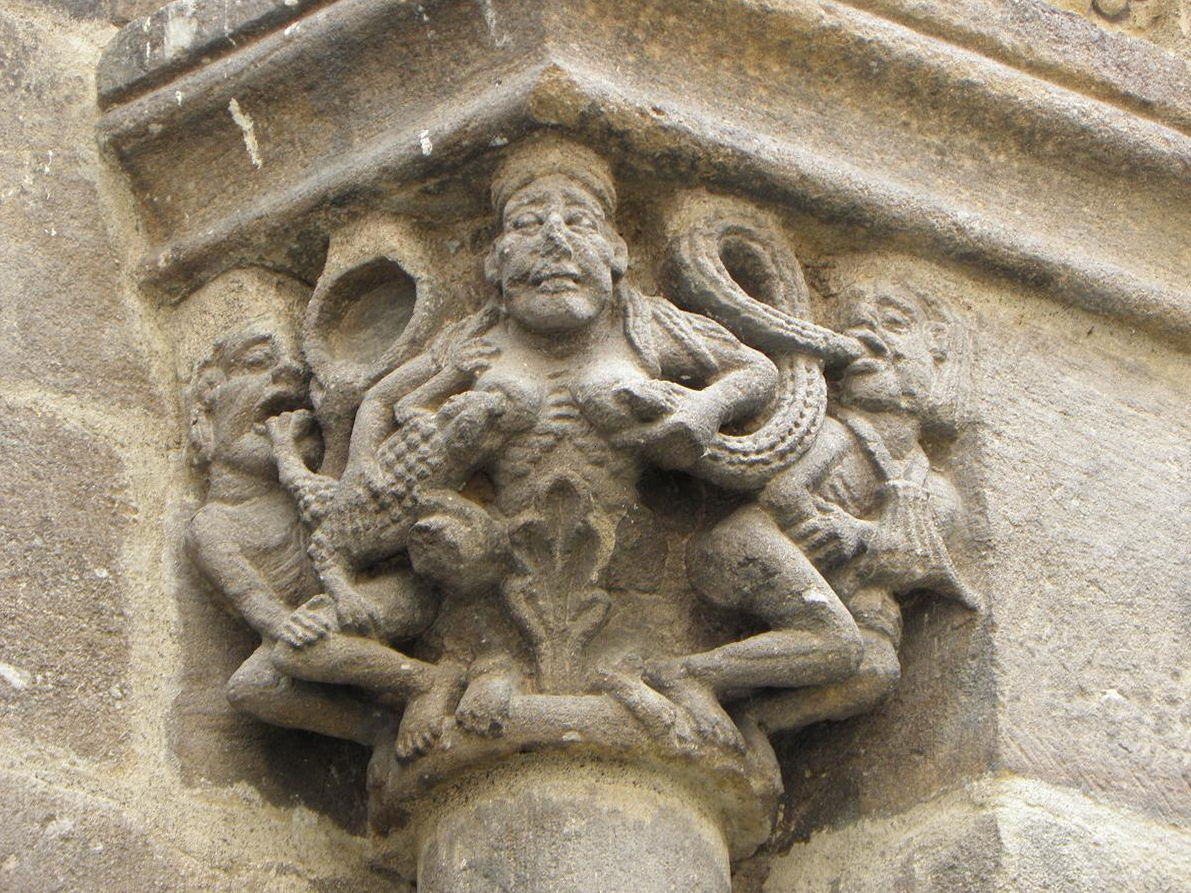
Chapiteau du chevet à Blesle
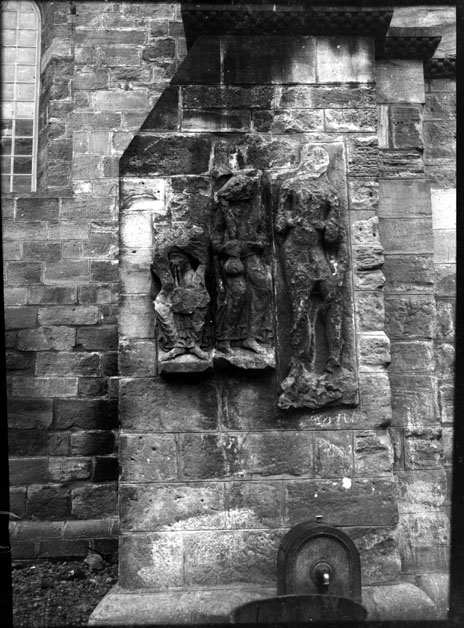
Pierre sculptée à Beaulieu-sur-Dordogne
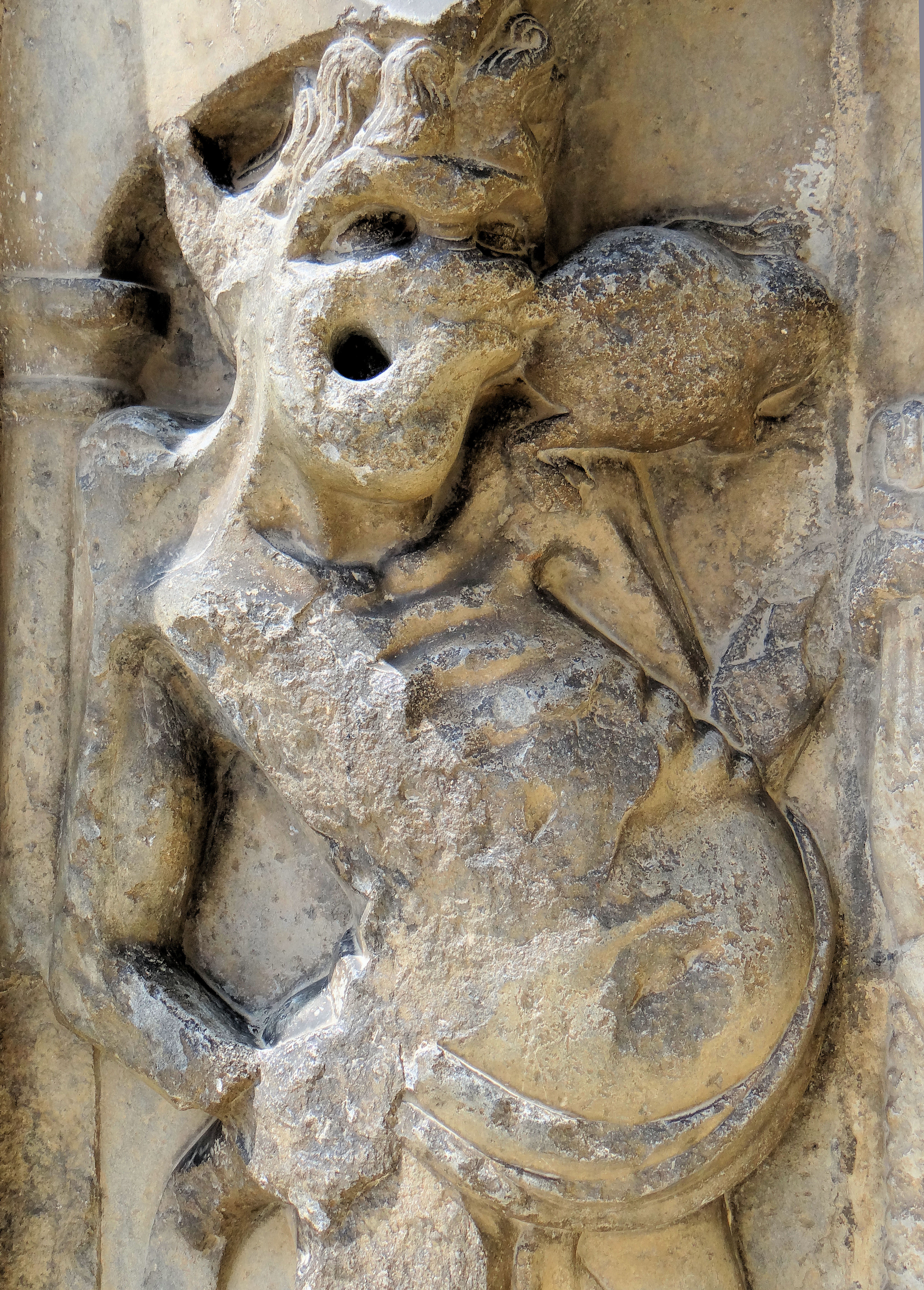
Portail de l'église à Moissac
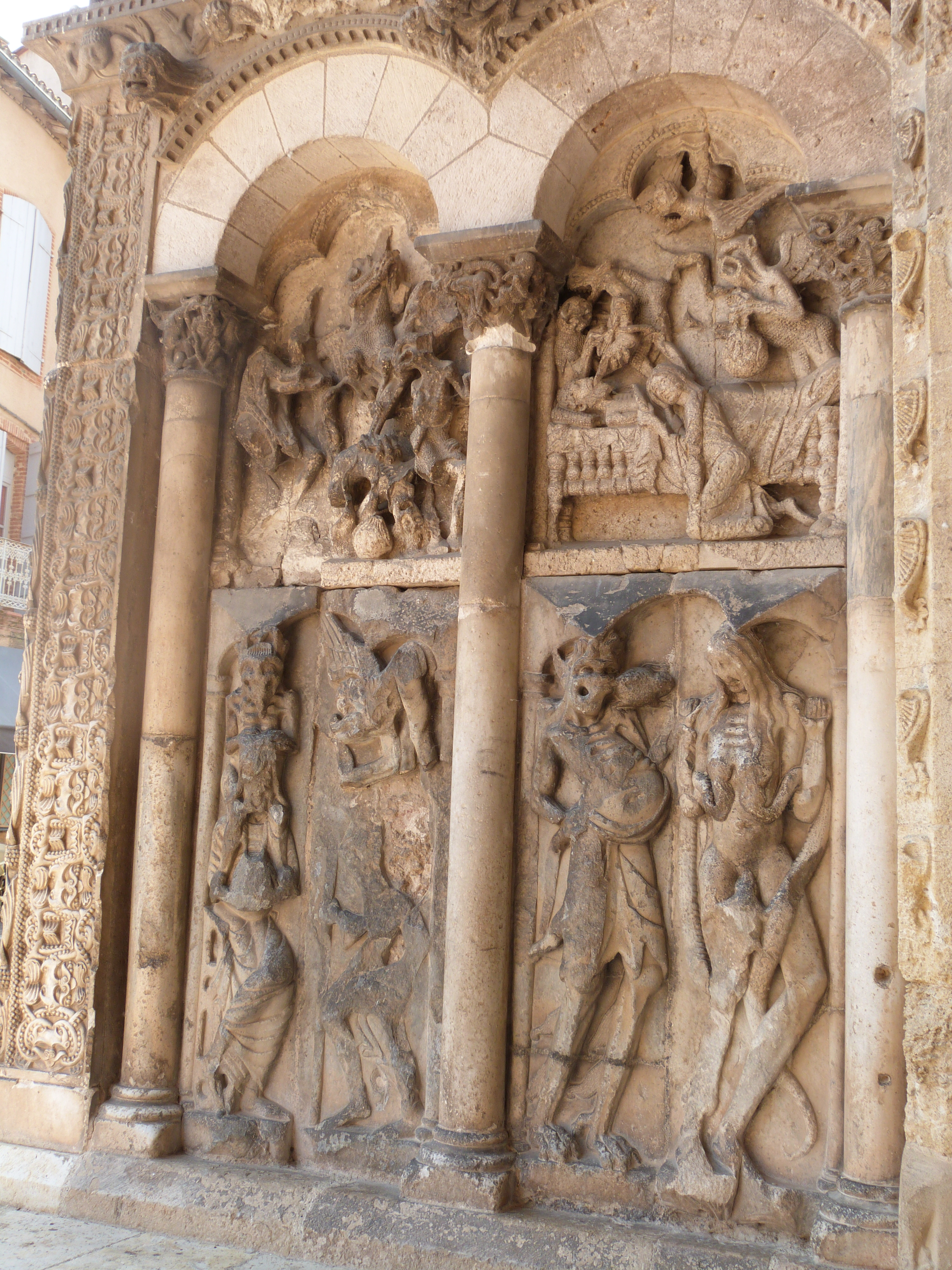
Portail de l'église à Moissac, la femme aux serpents et au crapaud est en bas à droite
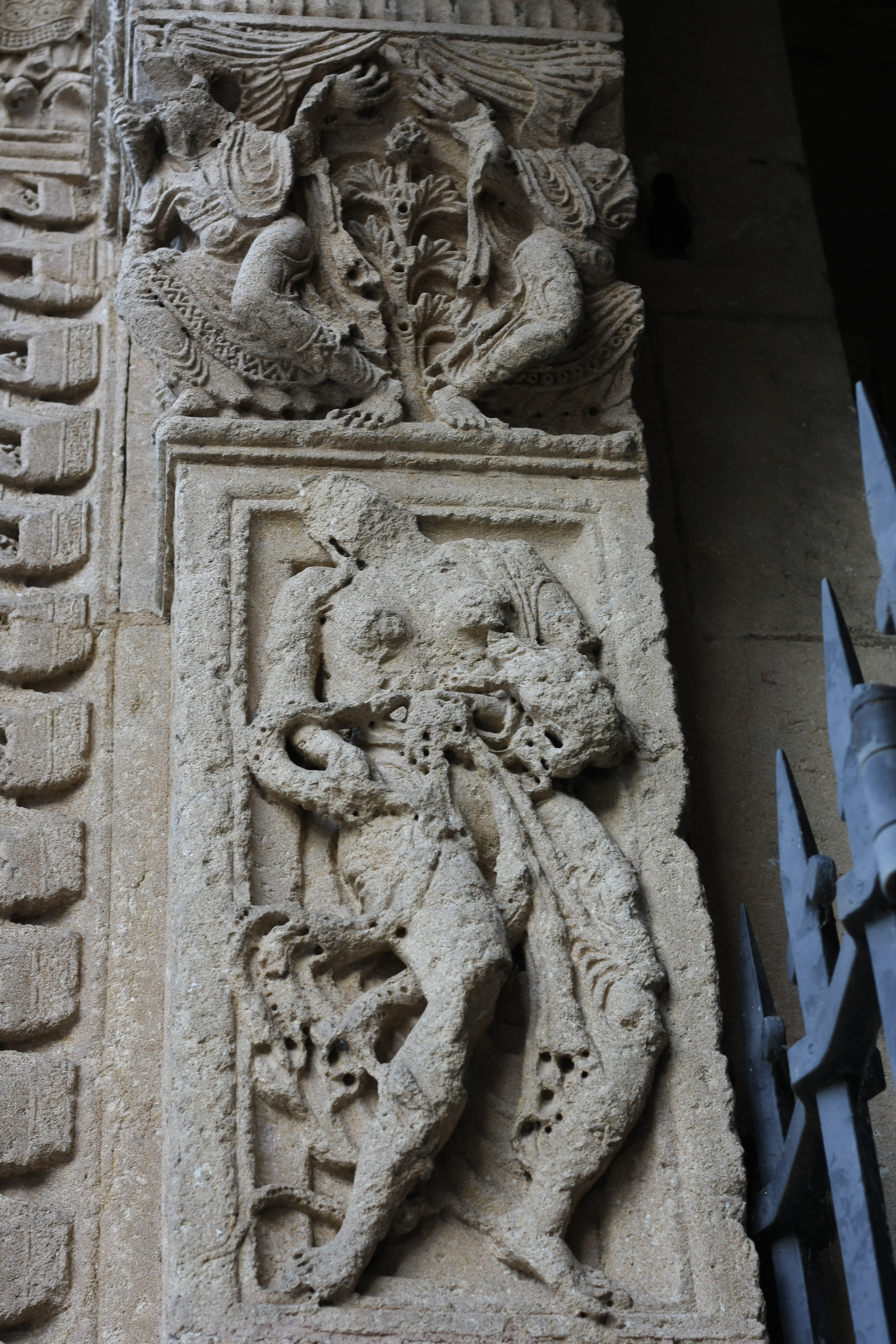
Portail de l'abbaye de Charlieu

#### Signe du Tentateur

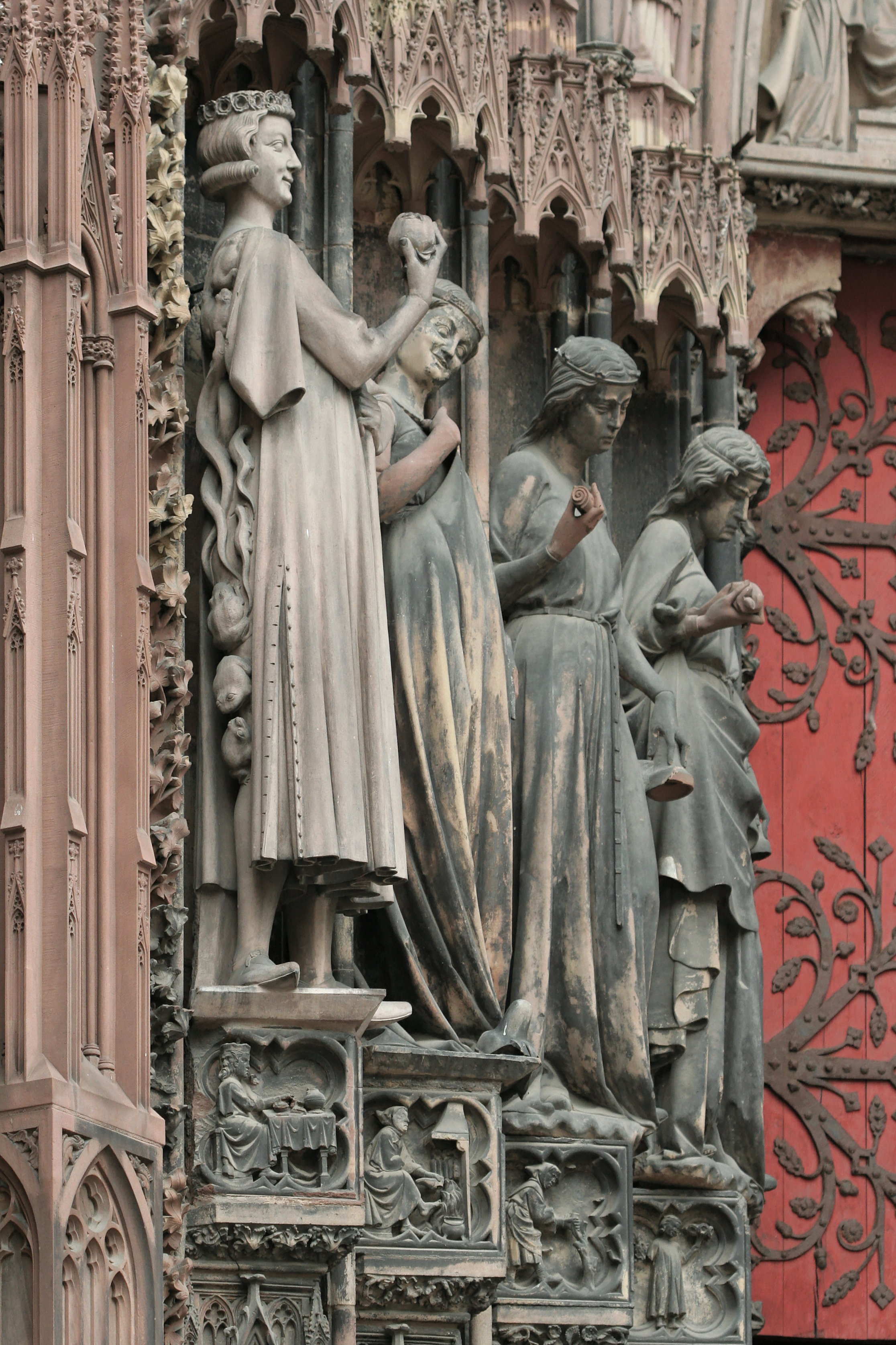
Les vierges folles et le Tentateur qui porte trois crapauds sur son manteau, Cathédrale Notre-Dame de Strasbourg.

Une des plus fameuses représentations du crapaud dans l'art gothique sont les trois gros crapauds qui s'accrochent aux plis du manteau du Tentateur de la cathédrale Notre-Dame de Strasbourg. Le crapaud est ici le signe de la nature diabolique du Tentateur.

### Le crapaud dans la littérature chrétienne du Moyen Âge

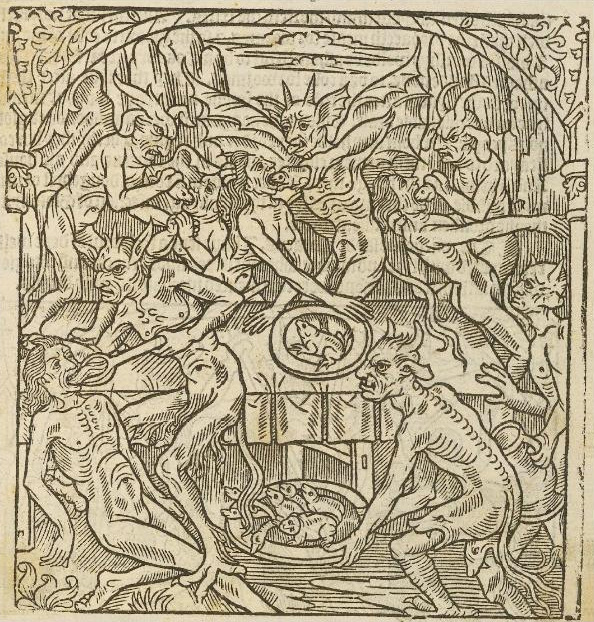
Damnés nourris avec des crapauds, Le Compost et kalendrier des bergiers, gravure de 1556.

De nombreux contes chrétiens et anecdotes du Moyen Âge mettent en scène des crapauds (le site spécialisé ThEMA en recense 33), toujours sous un aspect négatif. Dans ces exemples se retrouvent les thèmes habituels associés au crapaud à cette époque : l'adultère et la luxure, l'avarice, le signe d'une damnation, et l'animal crampon, indétachable, inverse de l'hostie, etc. :
- lors de la consécration d'une église, un évêque fait exhumer et jeter dehors le corps d’un prince excommunié. Sur le corps du prince, on trouve un hideux crapaud et plusieurs serpents. Bouleversé par cette apparition, le fils du prince se fait ermite[38].
- dans une ville habitait une femme qui avait commis un péché avec son demi-frère. Ayant une honte extrême, elle ne confessa jamais son péché. À l’arrivée de moines étrangers, elle décida de se confesser auprès d’eux. Lors de la confession, l’un des moines vit des crapauds sortir de sa bouche. La femme ne confessa pas son principal péché, et les crapauds dont un était très grand, revinrent. Plus tard, ils la trouvèrent morte. Les moines prièrent Dieu de leur révéler la vérité. La femme leur apparut assise sur un dragon, deux serpents autour de son cou, et sur sa poitrine, deux flèches de feu dans ses oreilles, deux crapaud sur ses yeux, des lézards sur sa tête. La femme leur expliqua qu'elle était châtiée pour les relations adultères. Les moines demandèrent pour quels péchés les gens allaient le plus souvent en enfer. La femme répondit : « Pour les péchés capitaux, et les femmes - surtout pour la luxure, l’amour des ornements, la sorcellerie et la honte qui les empêchent de se confesser »[39].
- à Metz, un usurier mourant demanda à son épouse de l’enterrer avec sa bourse pleine d’argent. La femme le fit le plus discrètement possible, mais son secret fut bientôt découvert. Les gens ouvrirent la tombe et virent deux crapauds, l’un prenait les pièces dans la bourse, l’autre les enfonçait dans le cœur de l’usurier. Terrifiés, les pillards s'enfuirent[40] ;
- un mauvais fils traite son père tombé dans la pauvreté comme un mendiant. À l’instigation du diable et de sa femme, il refuse de partager avec lui un chapon, qu’ils dissimulent. Le père est chassé sans ménagements. En guise de chapon il trouve un énorme crapaud qui lui saute au visage et dont il ne peut plus se libérer[41] ;
- la pieuse femme d’un chevalier mort au tournoi a la vision des supplices de son mari en enfer : il est puni par les armes utilisées dans le tournoi et subit les baisers d’un crapaud infernal pour le punir de sa luxure[42] ;
- l’odeur de la bonne réputation du Christ est assimilée aux odeurs du cèdre, de la myrrhe et de la vigne qui font fuir les crapauds (représentation de la luxure), les serpents (représentation de l’avarice) et les vers (représentation de l’orgueil). Les crapauds naissent souvent des organes génitaux des cadavres des hommes[43] ;
- en faisant vendre du blé au marché, une riche béguine n'obtient pas le prix escompté ; elle se met fortement en colère, maudissant Dieu et ses saints. Le diable apparaît et lui propose de conclure un pacte : lui provoquerait une hausse des prix, et elle s’engagerait à enfermer l’hostie dans un coffret avec un crapaud. La béguine s’acquitte de sa promesse. L’hostie enfermée commence à crier comme un enfant, de façon que la servante l’entende ; elle alerte le curé qui accourt baptiser le nouveau-né ; mais la béguine nie avoir accouché. Le curé revient, accompagné du prévôt, et ils finissent par trouver l’hostie qui s’est remise à crier. La béguine est condamnée à être brûlée[44].

Dans un autre exemple transmis par Césaire de Heisterbach au XIIIe siècle, un mauvais moine qui refusa de recevoir la communion par l'hostie, se coucha sous un arbre. Tandis qu'il dormait bouche ouverte, un crapaud lui rentra dans la gorge et en se réveillant, le moine ne put le retirer. Il parcourut la terre comme un vagabond et souffrait de manière intolérable. Le crapaud maléfique est ici présenté comme l'inverse de la sainte hostie.

### Les nouveaux imaginaires médiévaux autour du crapaud
Au sortir du Moyen Âge, le crapaud se voit chargé d'un imaginaire varié, abondant, et toujours négatif, où il est diabolisé et stigmatise le péché :
- Péché d'orgueil : Pouvant gonfler au-delà de ce qui semble raisonnable, le crapaud peut représenter l’orgueil ; il est alors fortement enflé[46].
- Péché d'avarice : Être avare, c'est être comme un crapaud, couché sur ses écus, dit un cours d'éducation religieuse[47]. L'image rappelle aussi celle du gardien des trésors enfouis dans la terre[27],[30]. C'est aussi l'image du fouilleur incessant, comme s'il craignait de manquer[31].
- Péché de luxure : L'iconographie est particulièrement riche dans la statuaire chrétienne. L'association du crapaud et de la sexualité féminine remonte au moins à l'Antiquité et peut-être à la Préhistoire. Elle est totalement diabolisée à l'ère chrétienne, et contribue fortement à assombrir l'image du crapaud[34],[31].
- Signe de damnation : Dans plusieurs contes, la présence d'un crapaud à proximité de la tombe d'un chrétien est interprétée comme un signe de sa damnation[38],[48],[35].
- Symbole de laideur : Le crapaud est désormais le parangon de la laideur, aucun animal ne pouvait rivaliser avec lui. De cette caractéristique, le crapaud deviendra aussi objet de méditation pour le chrétien[30],[49].
- Animal crampon : Conformément à son étymologie[1], le crapaud est régulièrement présenté en animal crampon, dont on ne peut se détacher s'il vient à s'accrocher, illustrant la souillure indélébile du péché[50],[51],[30].
- Animal gardien des trésors : Conservant son image chtonienne, le crapaud vivant sous la terre en est un des gardiens, et la protège des intrus, notamment des chercheurs de trésors.
- Lien avec la mort et les cadavres : Animal lié à la mort, le crapaud semble se complaire de la proximité des cadavre[35]. L'animal réel n'est pas nécrophage, mais il est attiré par toute la faune grouillante des vers et insectes nécrophages. Il est cependant admis vers la fin du XIIe siècle qu'il peut naître par génération spontanée du cerveau en putréfaction[30],[52].
- Association avec la magie : Par l'ancienneté de ses liens avec la magie mais aussi par sa laideur et ses liens avec la luxure, le crapaud devient un des symboles de la magie, surtout féminine[49].
- Inverse de l'hostie : Symbole diabolique, dont l'ingestion est désormais considérée comme contre-nature, le crapaud peut apparaître comme le symbole inverse de la communion par l'hostie[45],[53].
- Couleur verte, couleur du cadavre et du Diable : Au XIIe siècle, Hildegarde de Bingen associe au Diable le vert du crapaud : « il a, dans sa verdeur, une sorte d'habileté diabolique »[54]. Le vert apparaît en effet pour les chrétiens du Moyen Âge comme une couleur suspecte, peu utilisée en héraldique : celle du cadavre en putréfaction, de l'Islam, de la folie, une teinture instable pour les vêtements, qui ne tient pas. Bref, la couleur du Diable[55].
- Compagnon du Diable : Riche de toutes ces différentes symboliques, le crapaud va naturellement devenir, à côté du serpent et du chat, un des principaux animaux accompagnant la représentation du Diable, de ses affiliés et de son influence[35],[56].

## Héraldique
L'héraldique, art médiéval éminemment symbolique, ne va que rarement utiliser le crapaud, l'idéal chevaleresque étant à l'opposé des valeurs négatives du crapaud.

### Légende des crapauds dans le blason de Clovis

Blason de Pharamon, selon l'Armorial de la Table Ronde (vers 1490)
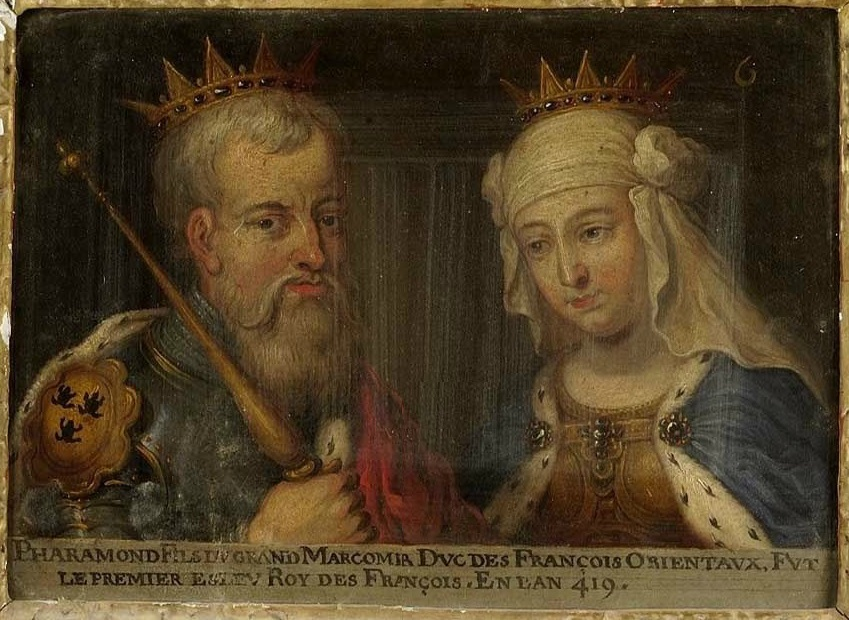
Portrait de Pharamond, roi mythique des Francs, et de son épouse Argotte XVIIe siècle
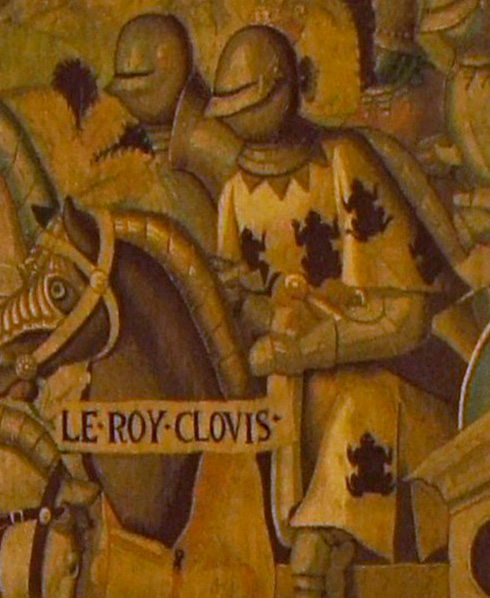
Clovis portant un vêtement orné de crapauds
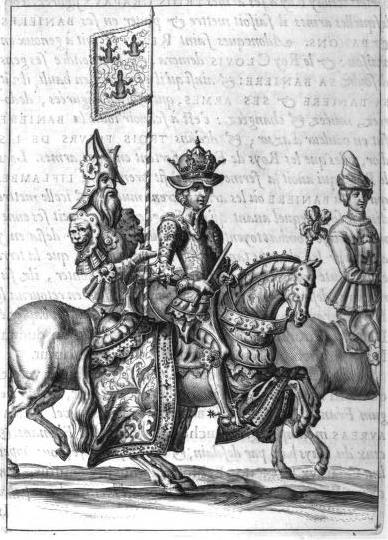
Clovis et sa bannière, gravure anglaise de 1658
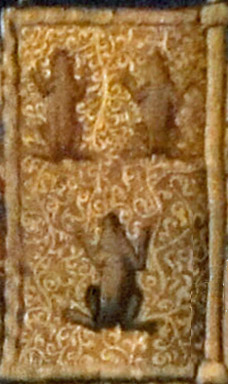
Blason de Clovis lors de la « Guerre contre Gondebaud », tapisserie du XVIe siècle

Une légende, qui eut longtemps la vie dure, voulait que les armes de Clovis montraient trois crapauds avant sa conversion au christianisme, et qu'il porta ensuite la célèbre « fleur de lys d'or sur champ d'azur » des rois de France. Cette histoire qui apparaît vers la fin du XIIIe siècle, est évidemment totalement anachronique : Clovis vécut six siècles avant l'apparition des tout premiers blasons (milieu du XIIIe siècle). La légende se colporte cependant pendant plusieurs siècles. La portée en est évidemment symbolique, les crapauds représentant le paganisme original de Clovis avant sa conversion.
Poursuivant cette légende, l'auteur de l'Armorial de la Table Ronde (vers 1490) invente pour le roi Pharamon de Gaule qu'il porte couleurs : « de sable, à trois crapauds d'or ». Pharamond, ancêtre des Mérovingiens (et donc de Clovis) est probablement imaginaire. Il est logique qu'il arbore les mêmes armes que son descendant direct.

### Les armoiries de Satan
Quand l'auteur de l'Apocalypse de Douce, à la fin du XIIIe siècle, voulut représenter la bannière de Satan, il lui attribua « de gueules, à fasce d'or, séparant trois crapauds de sinople ». Il faut remarquer que Satan porte un blason fautif, avec deux émaux rouge et vert accolés, ce qui est habituellement prohibé et très signifiant dans l'art héraldique.

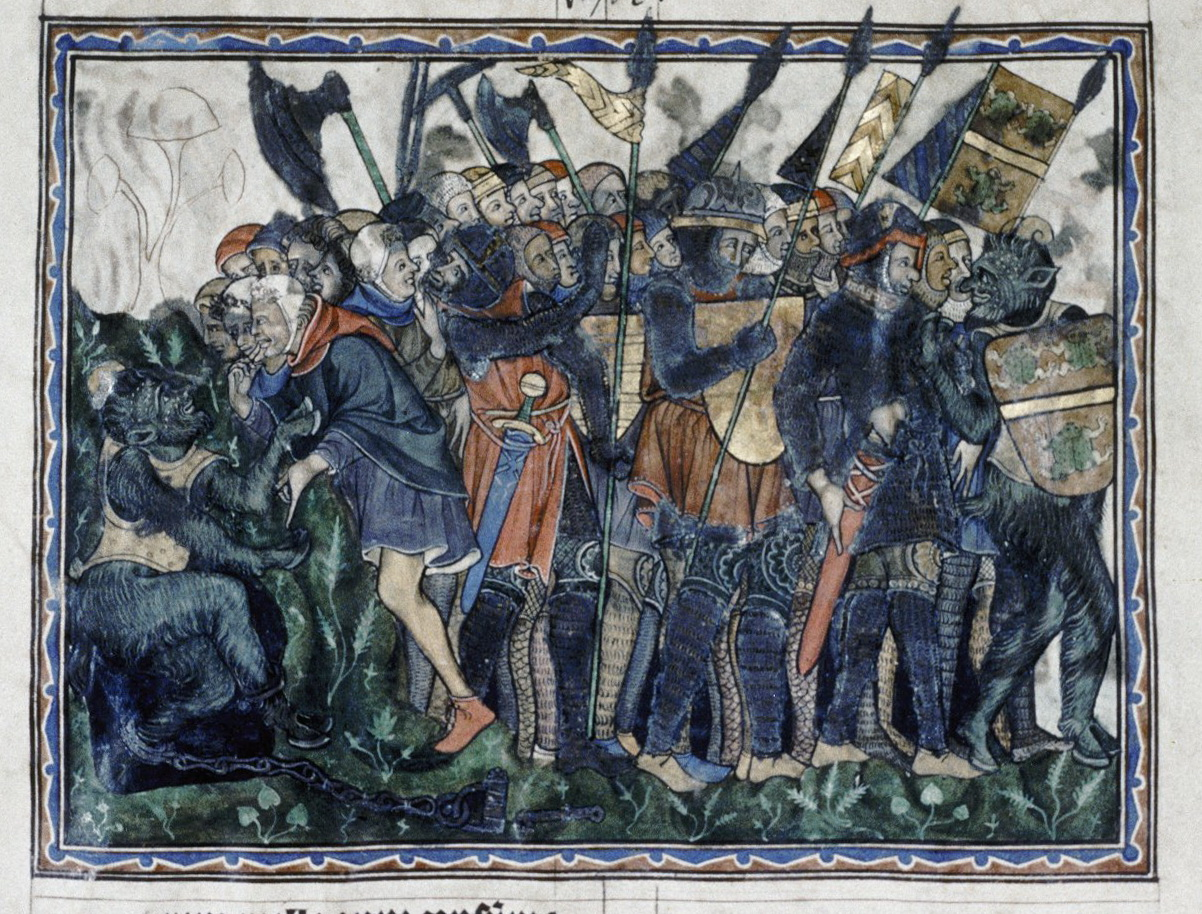
Apocalypse de Douce, l'armée de Satan, avec sa bannière
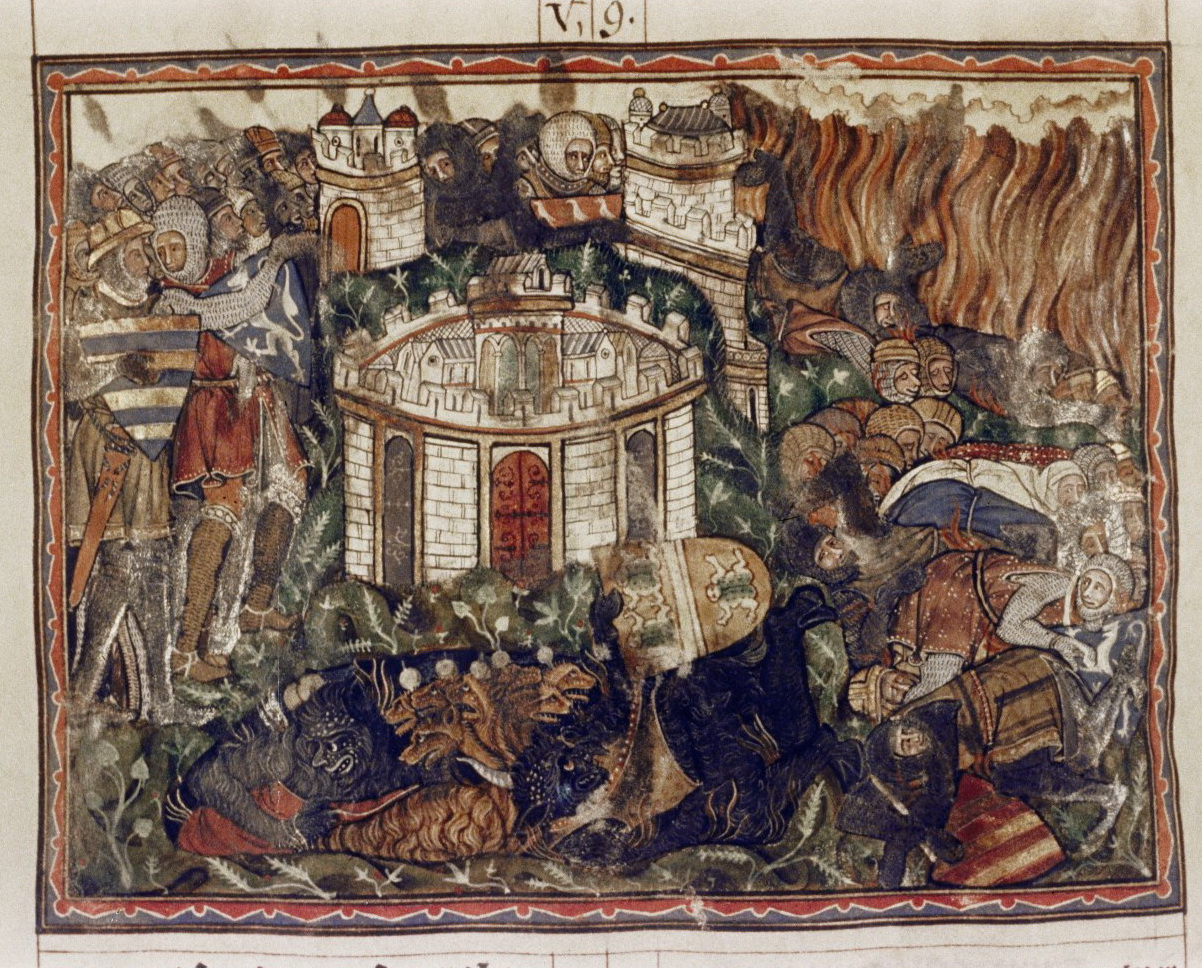
Apocalypse de Douce, la déroute de Satan, avec sa bannière
Blason de Satan

### Blasons de familles
On le comprend, la mauvaise réputation du crapaud entache le blason. Toutefois, quelques rares familles osèrent arborer ce meuble :
- les Clavel de Veyran de Provence, portent « d'argent, à la bande de gueules chargée, d'un crapaud empalé d'un clou et accosté en chef à dextre d'une étoile à cinq rais, le tout d'or ; au chef d'azur chargé de trois étoiles à cinq rais, aussi d'or »[59],[60].
- les Gervais d'Aldin de Bretagne, portent « d'or, à une pomme de pin de sable. placée du côté dextre ; en chef, un merle aussi de sable posé du côté sénestre du même chef, et un crapaud, pareillement de sable, mis en pointe, de l'écu »[61].
- les Coispel portent « d'or, à trois crapauds de gueules »[62],[60].
- les de la Ruelle de Namur portent « d'argent, à trois crapauds de sinople »[60].
- l'ancienne famille anglo-normande Botreaux portaient « d'argent, à trois crapaud érigés de sable ». Sir Edward Hungerford (Roundhead) (en) portait un blason complexe comprenant trois crapaud provenant de la famille Botreaux[63].
- les von der Mohl portaient « de gueules à trois crapauds assis, d'argent »[60].
- les Rhingraves de Prankenburg[27].
- une statue d'une vierge à l'enfant du début du XVIe siècle est décorée sur son socle d'un blason au crapaud qui représente un maire de Salzbourg : Virgil Fröschelmoser ou Hans Braun[64].
- l'alchimiste Michael Maier se composa un blason où figurait un aigle et un crapaud enchaînés, symbole alchimiste.

Blason de la famille Botreaux
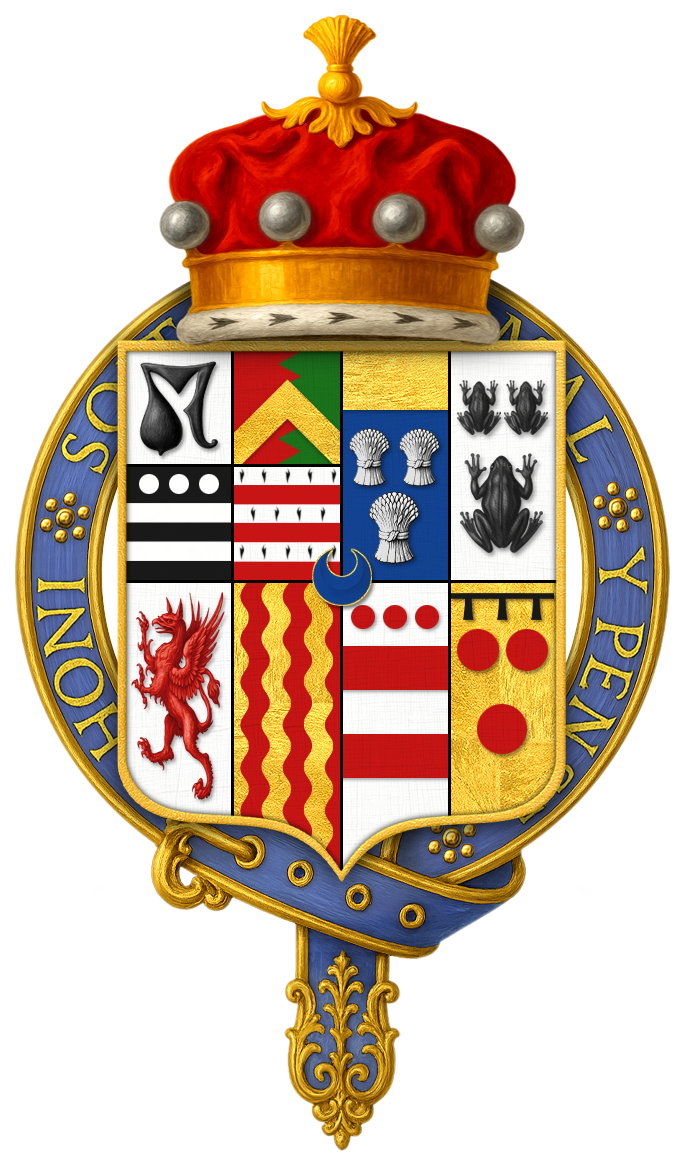
Blason du baron de Hastings comprenant les crapaud de la famille Botreaux
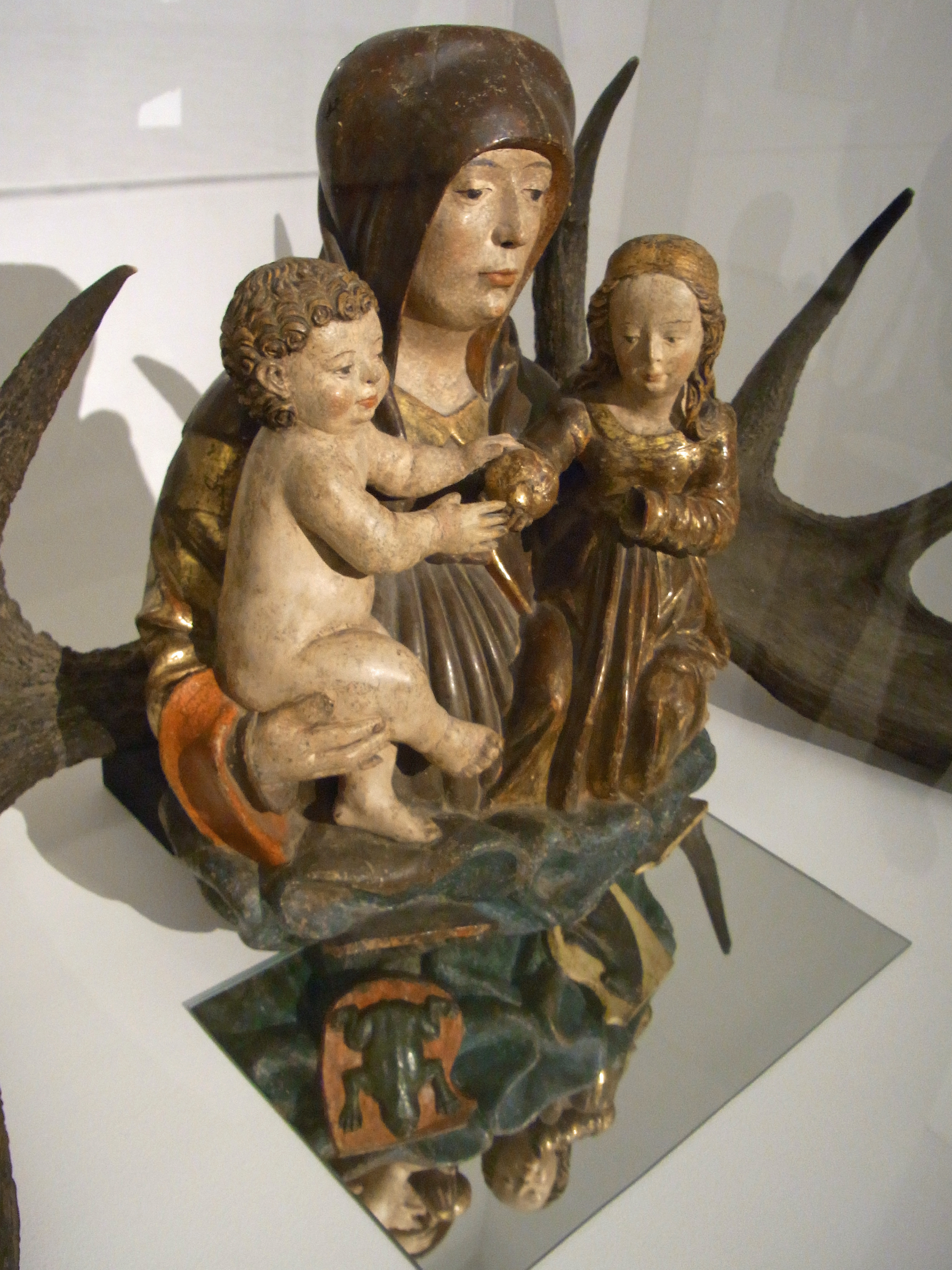
Blason au crapaud d'un maire de Salzbourg
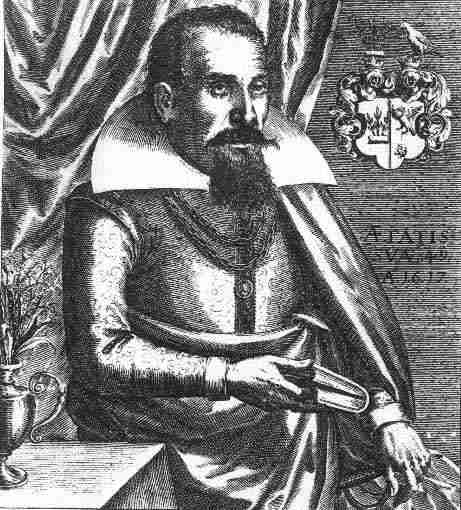
Portrait de Michael Maier avec son blason

### Blasons de lieux
Les blasons de ville sont plus récents, le crapaud a depuis perdu sa signification néfaste et diabolique pour une image de nature et de verdure, voire d'humour. Parmi les villes arborant un crapaud dans leur blason, on peut citer les villes de :
- Moulotte dans le département de la Meuse : « Tranché : au 1er de sinople au crapaud d'or en pal, au 2e d'azur semé de poissons nageant d'or ; à la cotice ondée d'argent brochant sur la partition », création de Dominique Larcher, en 2014, adopté le 28 novembre 2014. Le 1er évoque les prairies et le sobriquet des habitants : les crapauds[65].
- Cuisles dans le département de la Marne : « Écartelé : aux 1er et 4e d'azur à la grappe de raisin tigée et feuillée d'or, aux 2e et 3e d'argent au crapaud au naturel allumé d'or », adopté en 2009. La grappe de raisin évoque la Champagne et le crapaud, le surnom des habitants[66].
- Chérêt dans le département de l'Aisne : « Tiercé en pairle renversé : au 1er d'azur à la bande d'argent côtoyée de deux doubles cotices potencées et contre-potencées d'or, au 2e d'or à la volute de crosse de gueules, au 3e de sinople à la grenouille descendante d'argent », création Jean-François Binon, adopté 10 février 2020. Le 1er est aux armes de la Champagne, la volute de crosse est l'attribut de saint Nicolas et la grenouille évoque la fontaine du village. La grenouille qui orne la fontaine est en réalité un crapaud en référence au blason populaire picard des habitants de la commune : les crapiaux d’Cheret[67].
- Saint-Malachie est une municipalité de paroisse dans la municipalité régionale de comté de Bellechasse au Québec (Canada) : « d’or à deux crosses épiscopales passées en sautoir cantonnées de quatre trèfles, au crapaud brochant, le tout de sinople ». Le crapaud est un élément propre à l’histoire de la ville, qui fut victime d’une invasion de crapauds en 1873[68].

La Dominique est le seul pays au monde à arborer un crapaud dans son blason, il s'agit de la représentation du crapaud de la Dominique (Leptodactylus fallax), animal rare et emblématique du pays.
Un crapaud est représenté au-dessus de la couronne murale de la région de l'East Hampshire en Angleterre. Il représente un crapaud calamite pour rappeler que la région abrite une des zones de reproduction de cette espèce menacée dans les îles Britanniques.

Blason de la ville de Moulotte
Blason de la ville de Cuisles
Blason de la ville de Chérêt
Armoiries de la Dominique

## Le crapaud et la sorcellerie

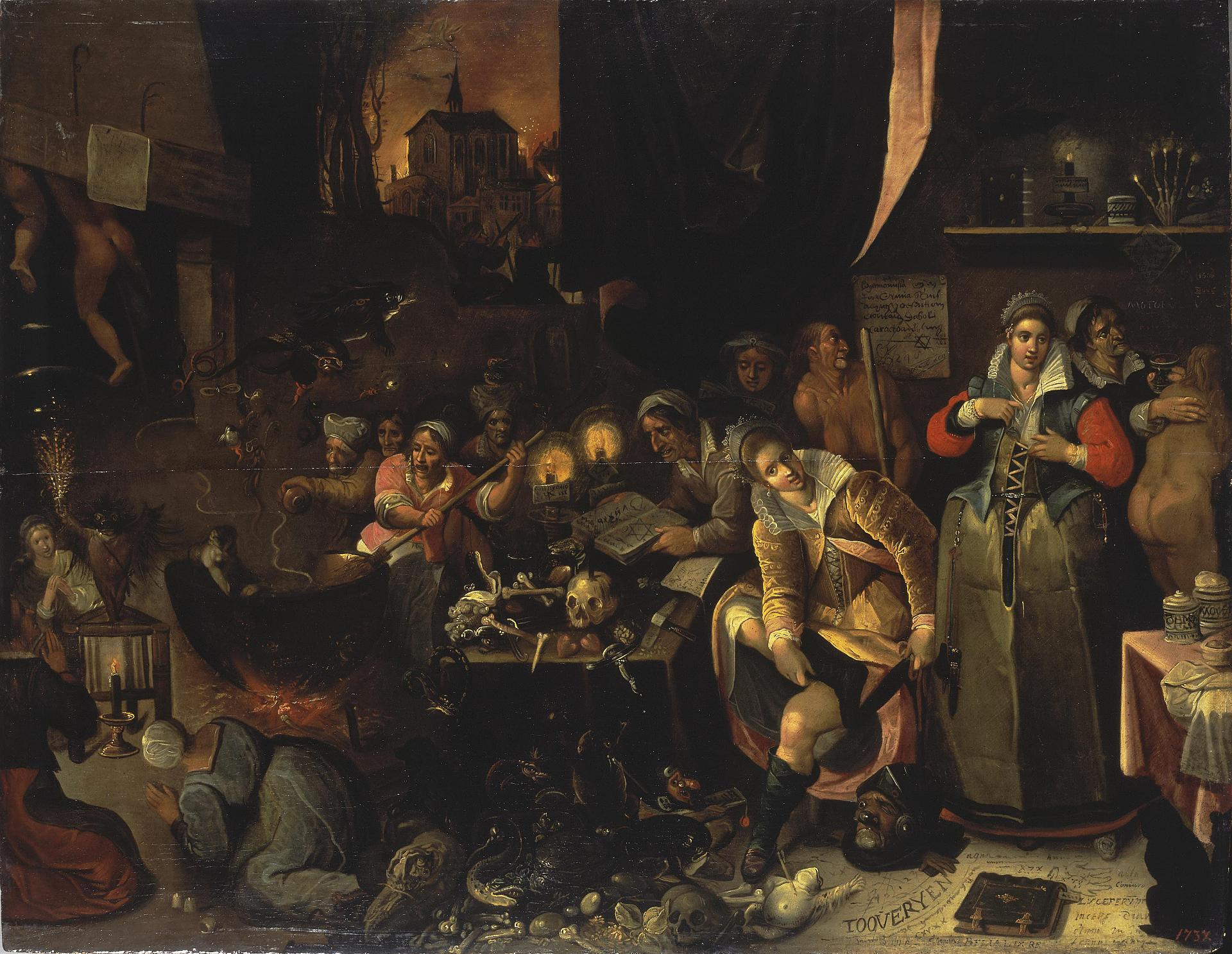
La cuisine des sorcières, Frans Francken II

### Du symbole des hérétiques à celui des sorcières
Entaché de son image diabolique, le crapaud accompagne désormais tous les réprouvés de la chrétienté officielle, et en premier lieu les hérétiques quand ils deviennent les principaux ennemis de l'Église. La bulle pontificale Vox in Rama publiée en 1233 par Grégoire IX est le premier texte ecclésiastique officiel qui affirme la réalité de cérémonies maléfiques secrètes organisées par des hérétiques avec la participation du Diable. Elle ouvre la voie aux diverses chasses aux sorcières qui embraseront régulièrement l'Europe et l'Amérique jusqu'au XVIIIe siècle. Le crapaud n'est pas oublié par le pape qui le présente dès le début comme un complice de l’idolâtrie coupable : « Le néophyte qui entre pour la première fois dans l’assemblée de ces hérétiques voit apparaître une espèce de crapaud. Il en est qui lui font un baiser sur le derrière, d’autres sur la bouche, en lui suçant la langue et en absorbant sa bave ». La scène extravagante décrite par le pape anticipe les interrogatoires délirants des tortionnaires sur les prétendues sorcières.

### Le crapaud dans l'entourage de la sorcière
La place est libre pour créer entre le crapaud et la sorcière tout un imaginaire riche et maléfique, reflet des anciennes traditions mais aussi d'un nouveau folklore, attisé par l'imagination des populations et des juges.

#### Un familier des sorciers

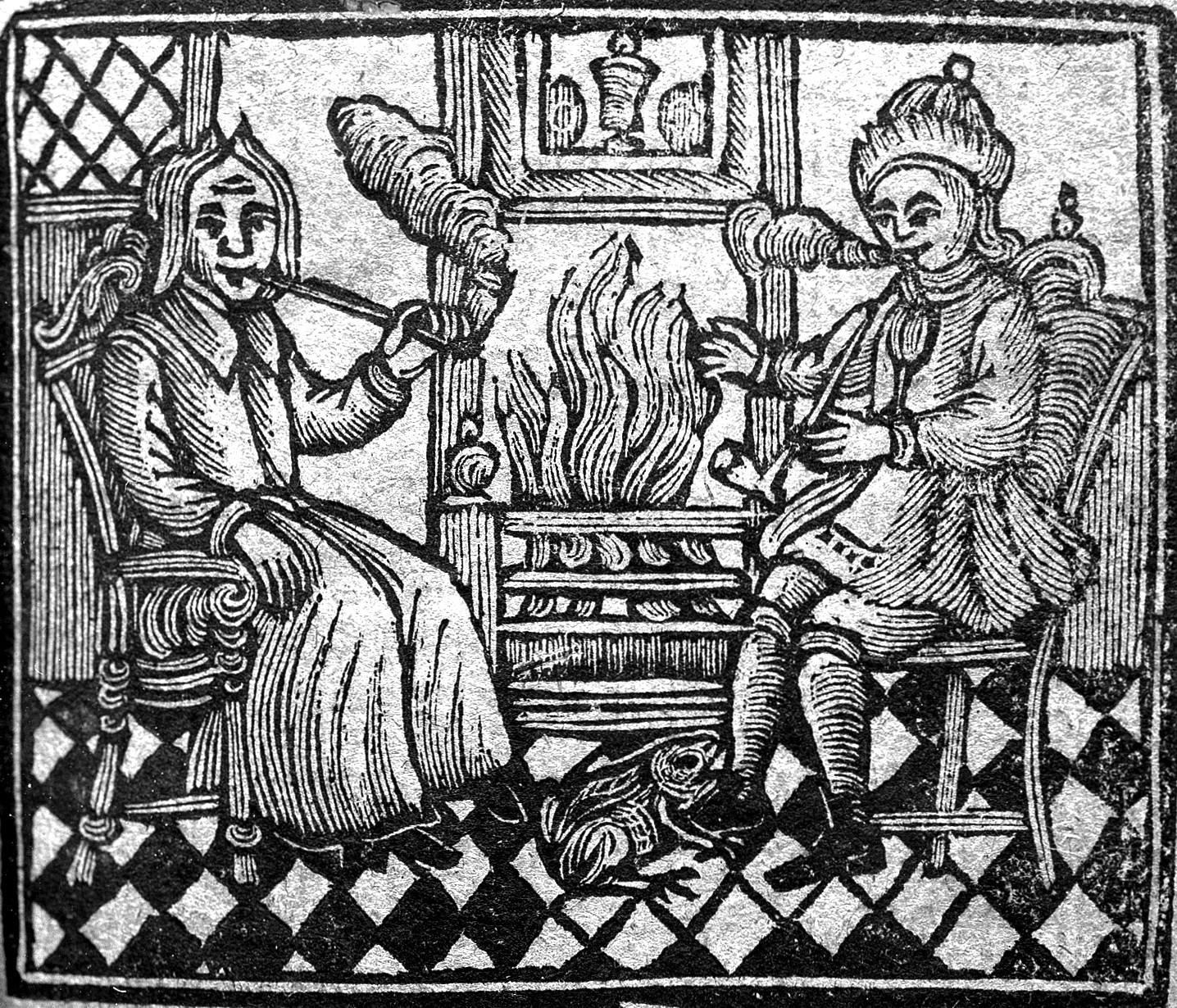
Couple de sorciers et leur familier crapaud

Le crapaud qui accompagne la sorcière peut être un simple animal mais plus souvent un familier, démon visible ou non, qui l'assiste et qui la lie au Malin. Pendant le sabbat, les sorcières adoreraient des crapauds habillés de couleurs bigarrées qui urinent sur les convives en simulacre de bénédiction. Le Diable attribue un crapaud à chaque nouvelle sorcière, elles prêtent alors « le serment de crapaud ». Le crapaud suit ensuite chez elle sa maîtresse qui doit le nourrir correctement sous peine de sanctions. Tel un mauvais génie, l’animal familier incite alors sa maîtresse à commettre péchés et crimes, ne la quittant même pas pendant le vol vers le sabbat,. « Les grandes sorcières sont ordinairement affistées dequelque démon qui est toujours sur leur épaule gauche en forme de crapaud, sans qu'il puisse être vu que de ceux qui sont ou ont été sorciers, & a ledit crapaud deux petites cornes en la tête ».
Le crapaud « esprit-familier » accompagnait souvent les sorcières anglaises. À Windsor en 1579, la Mère Dutton demeurant à Cleworthe possédait un Esprit qui ressemblait à un Crapaud, il vivait dans l'herbe verte de son jardin et qu'elle le nourrissait avec du sang. En 1582 dans l'Essex une sorcière était accusée d'avoir « deux esprits familiers crapauds, l'un se nommait Tom et l'autre Robbyn », elle les avait hérités de sa mère. Au XVIIe siècle, une sorcière française fut accusée de posséder un « petit Diableteaux » qui ressemblait à un crapaud. En pays de Valois, les sorcières habillaient et nourissaient des crapauds qu'elles appelaient Mirmilots. Au XVIIe siècle en Béarn, on disait que chaque sorcière avait un crapaud dans une cachette, qui accourait quand elle l'appelait par son nom et qui était un gage que le démon lui avait donné. En 1610 en Espagne, un accusé raconta qu’au moment de l'initiation, une marque ressemblant à un crapaud était appliquée sur la paupière de l’initié et qu'il recevait un vrai crapaud qui avait le pouvoir de rendre son maître invisible, de le transporter au loin et de le métamorphoser sous la forme d’une grande variété d'animaux.
Dans son texte Liber LXX, Aleister Crowley donne le détail du cérémonial pour obtenir un esprit familier de nature Mercuriale à partir d'un crapaud.

#### Un compagnon choyé et habillé

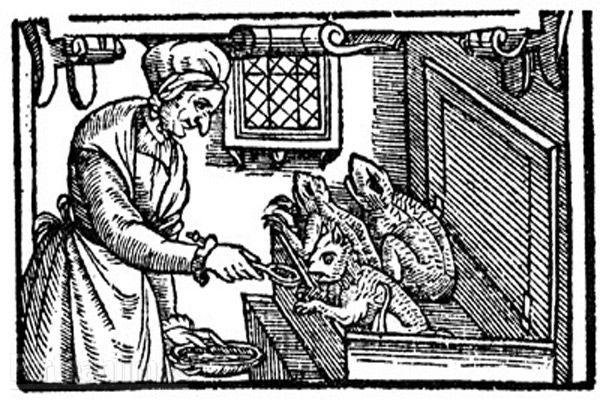
Une sorcière nourrissant ses familiers, gravure anglaise de la fin du XVIe siècle.

Les crapauds des sorcières sont souvent habillés, avec des tissus précieux, volontiers de velours. Selon les textes, on décrit ces habits comme étant « de velours rouge, ou noir, avec une sonnette au cou, & une autre aux pieds », de velours rouge, de velours vert, de couleurs bigarées, safran ou encore de taffetas vert.
L'abbé Laurent Bordelon rapporte comme authentique l'histoire survenue « à une lieue ou environ près de la ville de Bazas, au mois de Septembre 1610. Comme un honnête homme se promenoit parmi les champs, il vit un chien se tourmenter auprès des environs d 'un trou, comme s'il y fût entré quelque lièvre. Cela donna sujet de rechercher pourquoi ce chien se tourmentoit si fort. On ouvre ce trou; il se trouva dedans deux grands pots, liés & étoupés, bouche à bouche ; le chien ne se voulant appaiser pour cela, on les ouvre, ils se trouvèrent pleins de son, & dedans, un gros crapaud, vêtu de taffetas vert. Un homme dit que c'étoit lui qui l'avoit mis, afin qu'étant consumé, il pût tirer de sa tête une certaine pierre qu'on appele crapaudine. Cependant ce taffetas vert fit soupçonner qu'il y avoit un autre dessein ». Cette forme de magie par un crapaud humanisé devait être pratiquée puisqu'en 1349, le clerc Amaury d'Arleux et Marie de Saint-Martin sont accusés d'avoir cherché à envoûter un homme en habillant un crapaud d'un tissu safran qu'ils gardent dans un pot neuf de terre et nourrissent de grains de colza et de pain bénit. Ils seront absout par le roi en août 1349.
Le crapaud doit être bien nourri, souvent par un détournement d'aliments sacrés, hostie ou pain bénit et même parfois de lait maternel,. Marthe de Ga, la sorcière ariégeoise, aurait nourri pendant deux ans un crapaud dans un trou de sa maison.

#### Le crapaud au sabbat

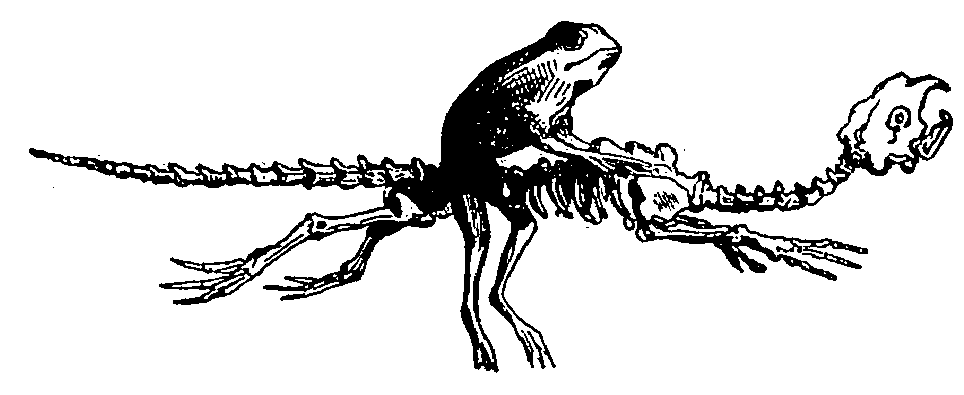
Crapaud se rendant au sabbat, illustration du Dictionnaire infernal, 1863

Le crapaud accompagne bien évidemment la sorcière dans sa grande réunion du sabbat. Il y occupe une place de choix et participe à la fête diabolique :
Il arrive vêtu de ses plus beaux habits, « de velours rouge, ou noir, avec une sonnette au cou, & une autre aux pieds ».
Il danse : « La jolie chose que de voir des crapauds danser ! c'est ce qu'on voit toujours au sabbat ».
Il se fait baptiser : « Dans le sabbat, on baptise des crapauds, un parrain qui tient la tète des-dits crapauds, & une marraine qui les tient par les pieds ». Collin de Plancy détaille le rituel : « Pour cette opération infernale le diable urine dans un trou on prend de cette déjection avec un goupillon noir, on en jette sur la tête de l'enfant ou du crapaud, en faisant des signes de croix à rebours avec la main gauche, et disant In nomine alrica, mairica araguaco pelrica agora, agora Valentia ce qui veut dire « Au nom de Patrique de Malrique Pélrique d'Aragon à cette heure, à celle heure, Valentia. » Cette stupide impiété s'appelle le baptême du diable ».
Il faut bien les traiter car « ces crapauds parlent font des plaintes contre ceux qui n'ont pas pris soin de les bien nourrir ».
Regroupés en troupeaux, les crapauds sont gardés par des enfants sorciers,.
Mais il se fait aussi manger : « Mais le gros des sorcières mieux entendues, disent, qu'on n'y sert que crapauds, chair de pendus, charognes qu'on arrache des cimetières, fraîchement mises sous terre, chair d'enfans non baptisés, ou bêtes mortes d'elles-mêmes; que l'on n'y met jamais de sel. Le pain est fait de millet noir ».

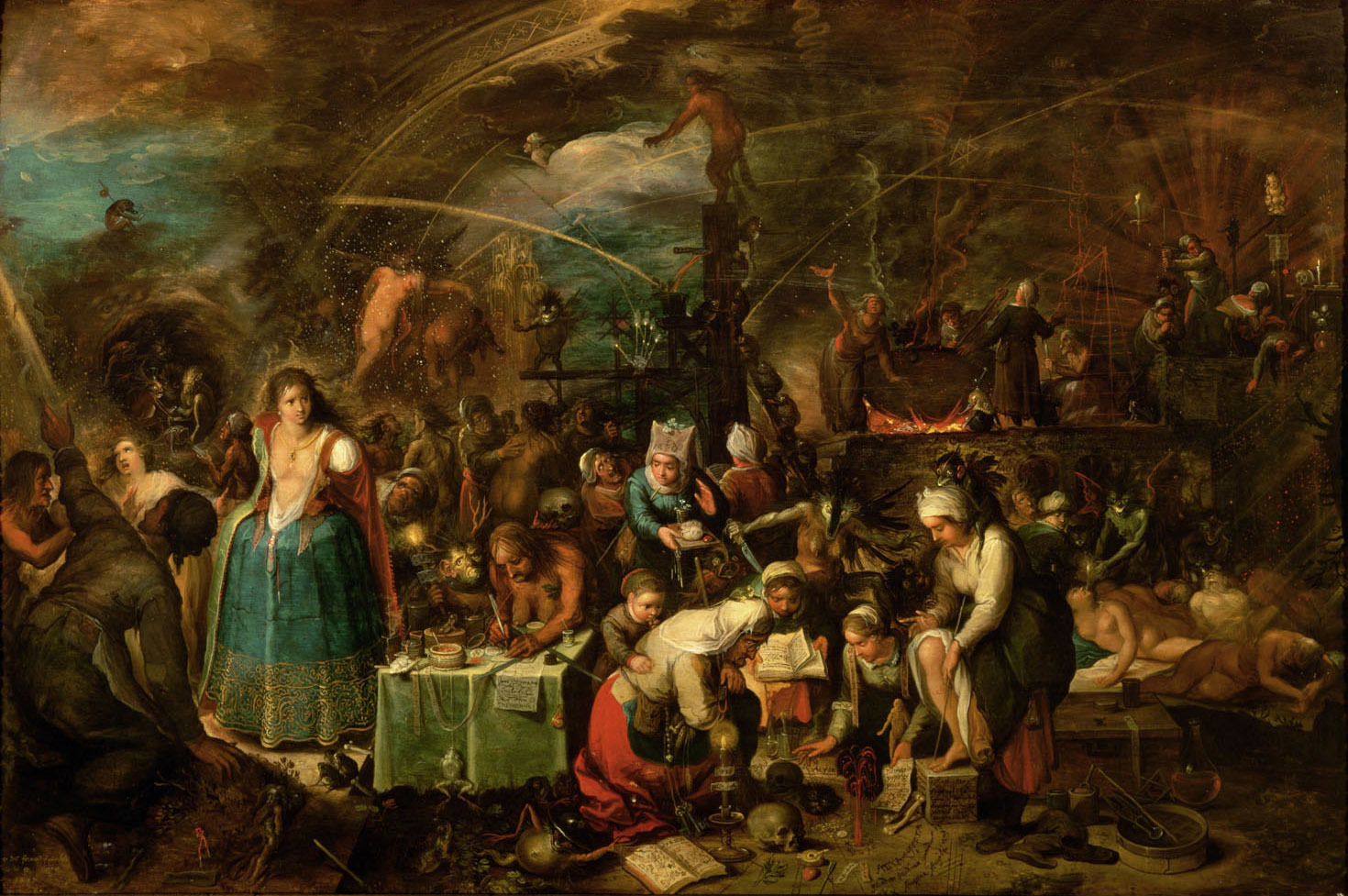
Le sabbat des sorcières, par Frans Franken, 1607
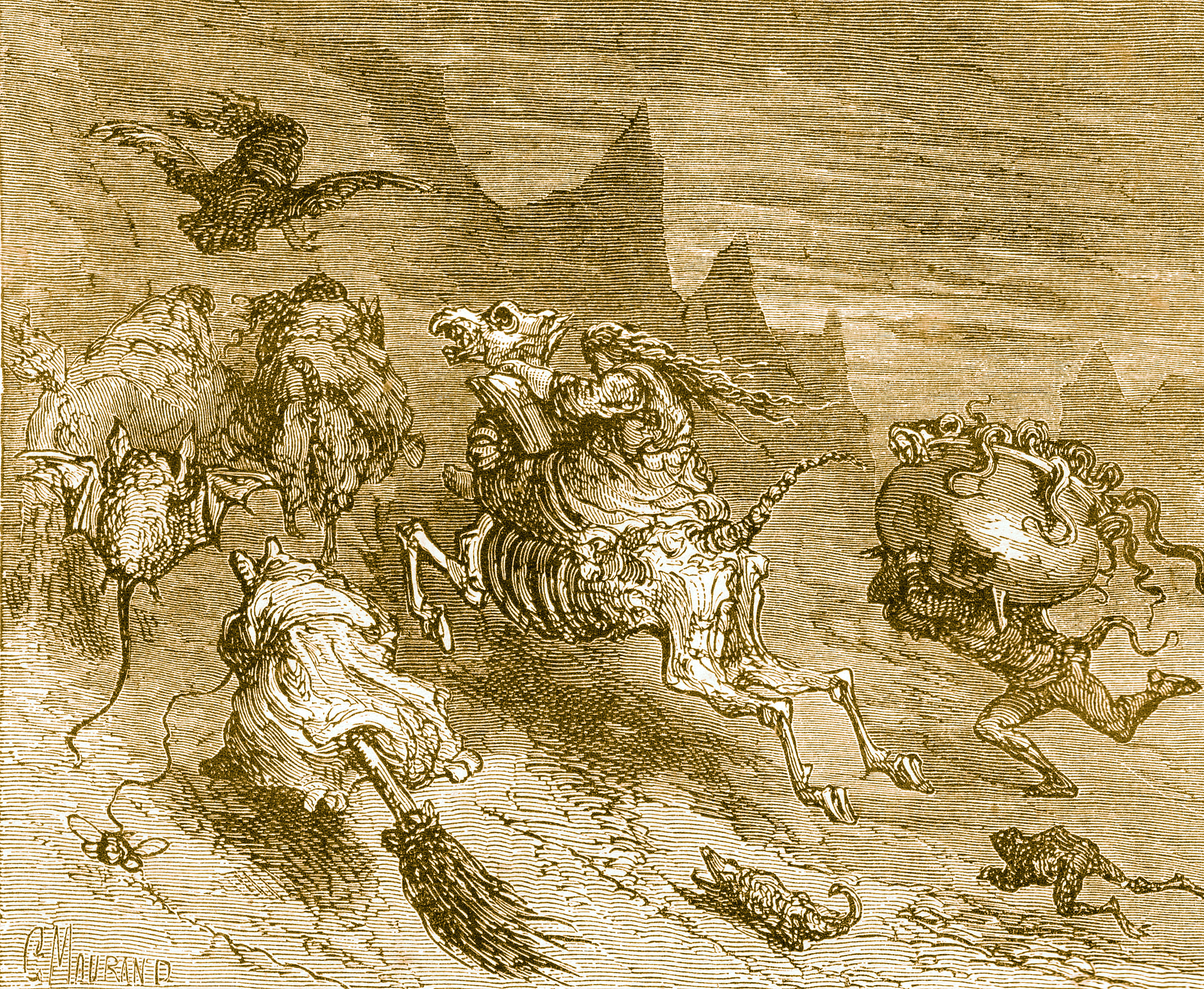
Sorcières partant au sabbat, par Charles Maurand, 1864
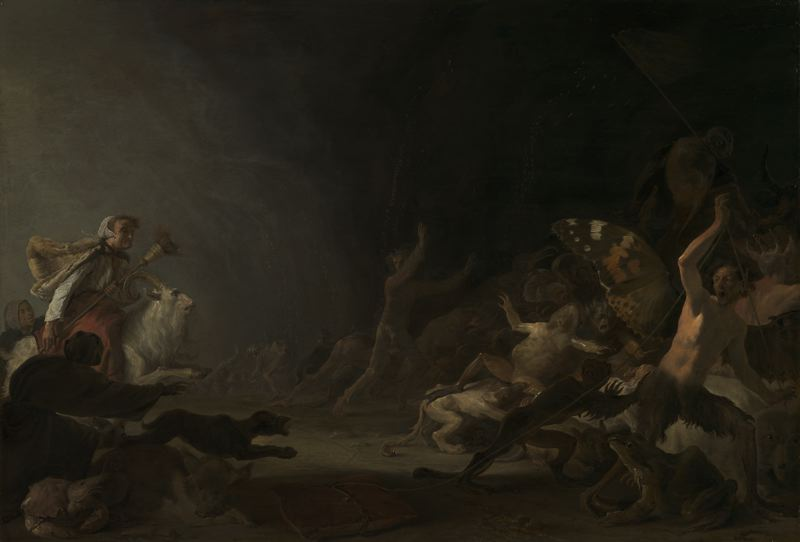
Sabbat de sorcières, par Cornelis Saftleven, 1650
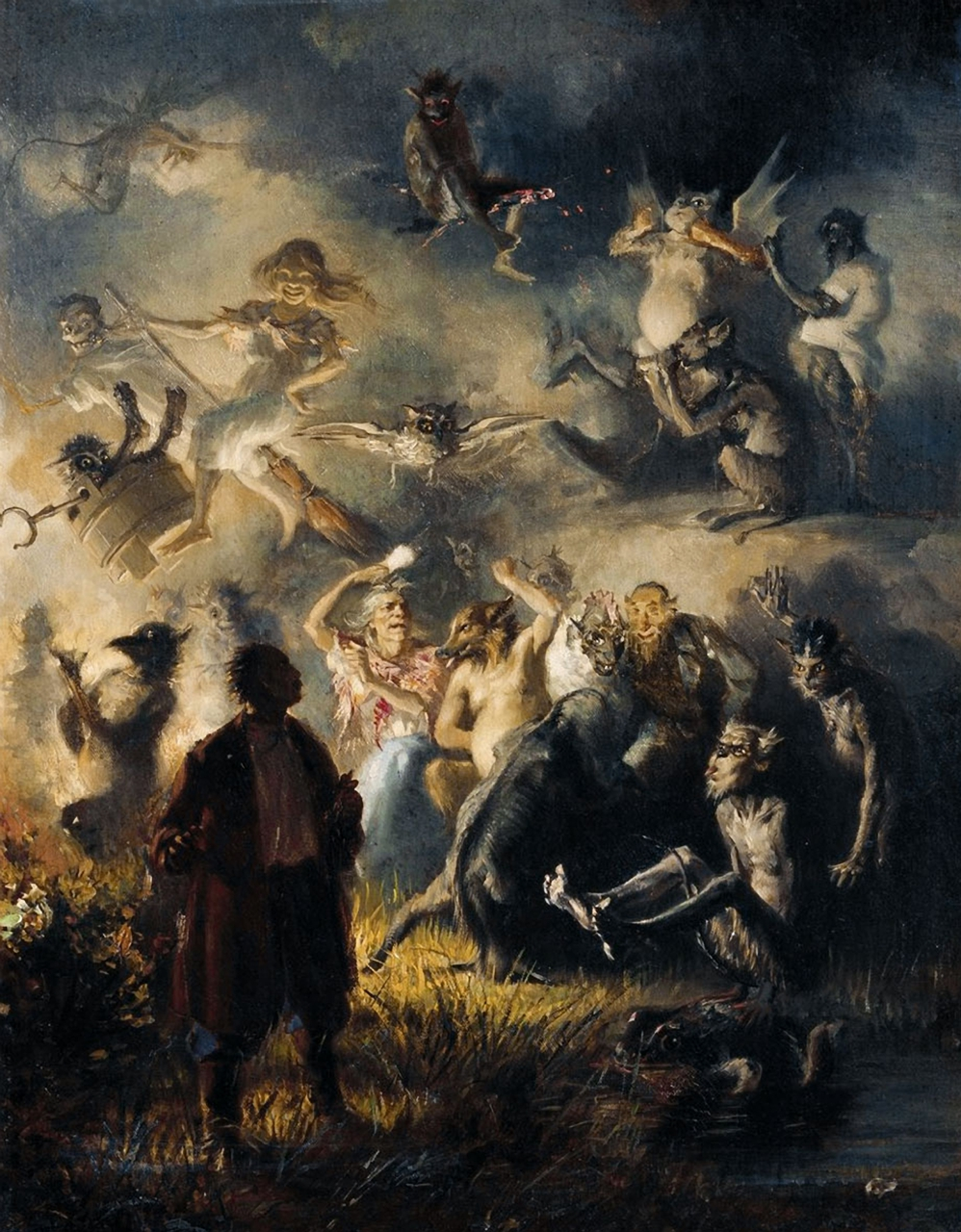
Sabbat par Illarion Prianichnikov
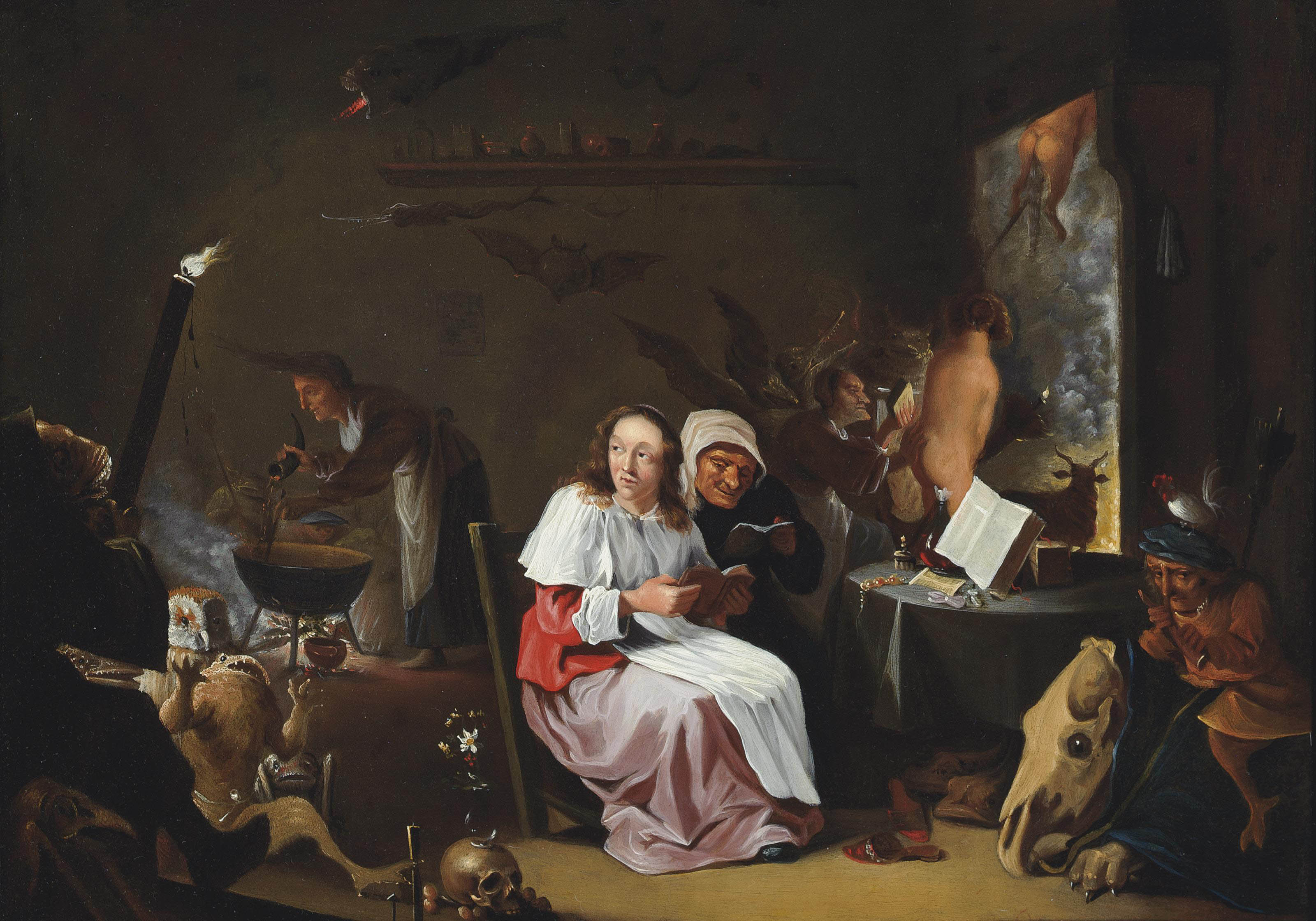
Sabbat de sorcières par David Teniers le Jeune
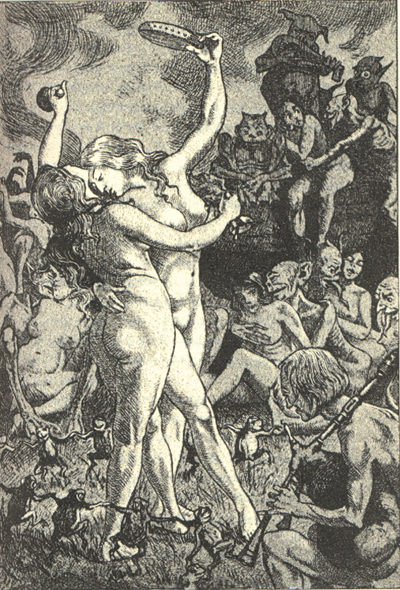
Illustration de La Sorcière, par Martin van Maële

### Animal de métamorphose des sorcières
Dans de nombreux procès, sorciers et sorcières sont supposés se transformer en petits animaux. De cette manière, ils s’introduisent partout sans être remarqués. Leurs méfaits commis, ils peuvent aussi mieux s’échapper après coup. Le crapaud est une des formes possibles, avec le crabe, la sauterelle, la mouche, etc. En Wallonie, quand une épidémie éclatait dans une étable, on ne manquait pas de l’attribuer à un sortilège. On s’assurait que l’étable n’abritait pas de crapaud, forme souvent revêtue par les sorciers ; lorsque les recherches demeuraient infructueuses, on poussait plus loin les investigations en enlevant le pavement. C'est aussi un moyen de démasquer une sorcière : « une femme ayant donné un coup de fourche à un crapaud qui tétait sa vache, rencontra, le lendemain, sa voisine qui avait la main percée ». Christian-François Paullini conte avec crédulité une histoire semblable, il ne fallait parfois pas plus que ce genre de coïncidence pour brûler une malheureuse « sorcière ».

### Marque physique de sorcellerie

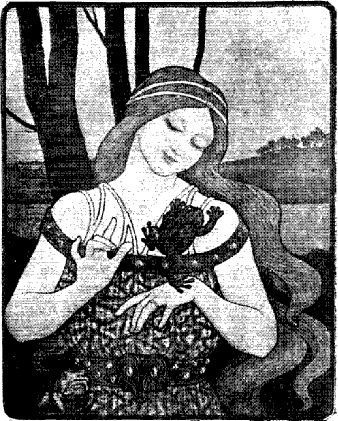
La Femme aux crapauds par Paul Berthon

Quand le sorcier signe son pacte diabolique avec le Diable, ce dernier le marque d'une trace indélébile, signe de sa possession et de l'irrévocabilité du contrat. Les juges cherchent sans cesse ces marques sur leurs accusés. Diverses traditions rapportent que cette marque a souvent la forme d'un crapaud. Dans le pays d'Albret, celui qui va trois fois au sabbat est marqué d'un petit crapaud sur le blanc de l’œil, contre la prunelle, ou au pli de l'oreille,. Dans le Béarn, c'était une patte de crapaud visible sur l’œil, parfois seulement sur l’œil gauche. En 1610 en Espagne, un accusé raconta qu’au moment de l'initiation, une marque ressemblant à un crapaud était appliquée sur la paupière du néophyte. En 1559, cinq femmes furent brûlées sur le Rossio de Lisbonne pour une accusation de sorcellerie. Le relevé du jugement décrit le rituel magique où le Diable dépose une marque en forme de petit crapaud sur le corps ou le petit doigt.

### Pièces à conviction lors des procès en sorcellerie
La possession de certains animaux passait, à l'époque de la chasse aux sorcières, pour une présomption de culpabilité. « Il ne faut pas hésiter, dit
Jean Bodin, à poursuivre celles qui ont des crapauds ou des lézards ». Découvrir un crapaud auprès d’une personne soupçonnée de sorcellerie constitue une preuve matérielle de ses accointances avec le Diable,. Lors du Procès de María Muñoz à Cuenca en 1530, soupçonnée d'utiliser des crapauds pour ses philtres, les pièces du procès rapportent quelle « a avoué avoir eu en sa possession plusieurs de ces animaux immondes et exécrables ; il s’agit-là de l’œuvre du Diable qui demande aux sorcières de se servir de crapauds pour provoquer la mort avec leur venin ou pour fabriquer des onguents ». L'acharnement de certains juges était réellement diabolique. Une jeune fille de dix-sept ans, avait été examinée en vain. Le juge finit par trouver que « l’œil gauche était plus hagard que l'autre, et qu'il y avait dans la pupille de l’œil un petit nuage qui semblait une patte de crapaud ».
Lors du procès en hérésie de Giulio Cesare Vanini, lorsqu’on se saisit de ses meubles, on trouva un crapaud vivant, enfermé dans un vase de cristal rempli d’eau. On accusa le philosophe de sortilège, mais il répondit que cet animal consumé au feu était un remède certain contre les maladies contagieuses. Il fut cependant condamné à mort et exécuté à Toulouse le 9 février 1619.

### Ingrédient de sorcellerie

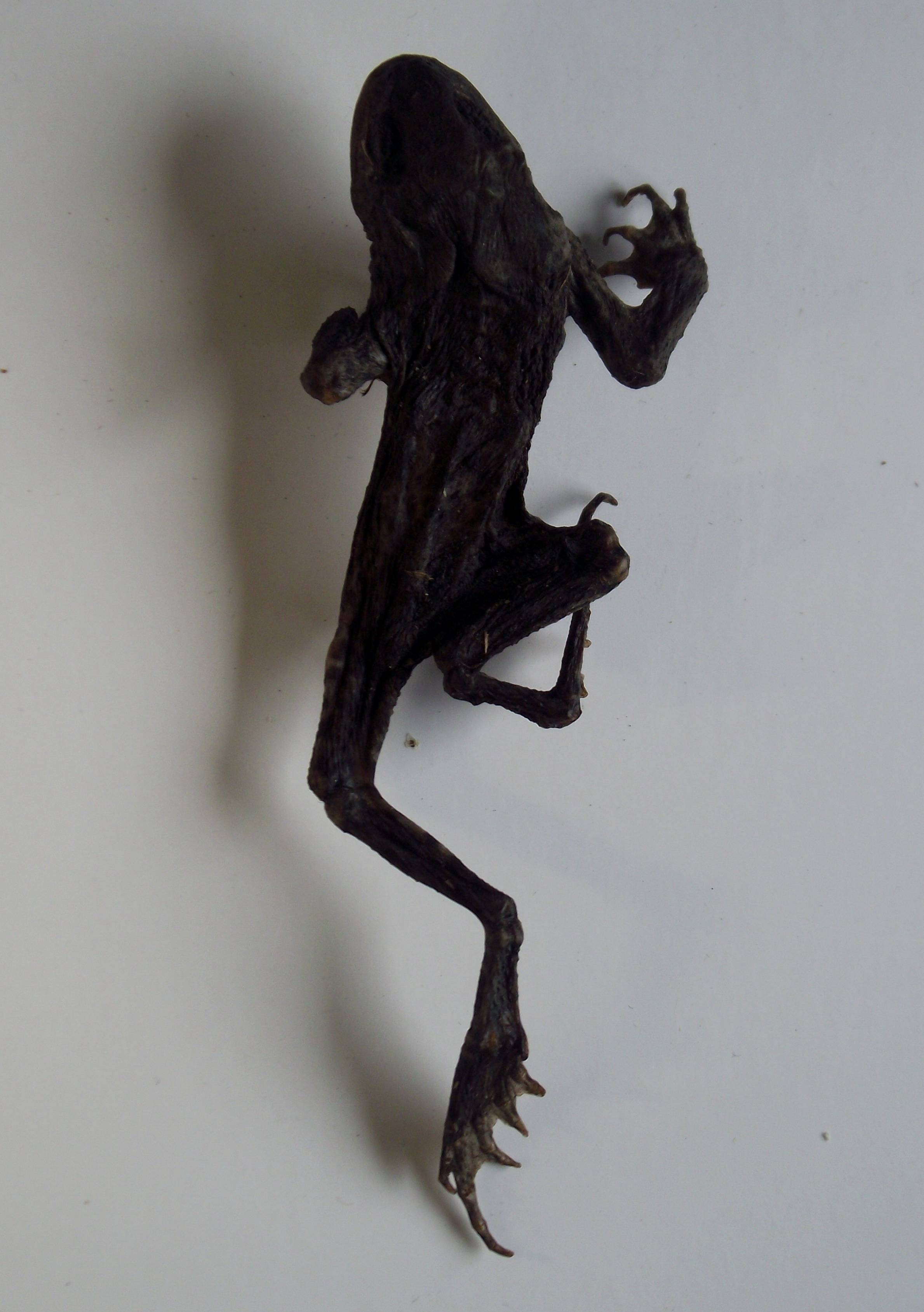
Crapaud momifié, pour une préparation de sorcellerie.

Depuis l'Antiquité au moins, le crapaud sous toutes ses formes est un ingrédient de choix dans la réalisation des préparations magiques des sorciers et surtout des sorcières. En 1365, une sorcière italienne, Billia la Castagna, gardait un grand crapaud sous son lit et se servait de ses excrétions pour fabriquer des potions.

#### Pour devenir sorcier
Plusieurs rituels pour devenir sorcier utilisent un crapaud.
Dans la Hesse, le postulant se place sur du fumier en prononçant des formules magiques et pique un crapaud avec un bâton blanc qu'il jette ensuite à l'eau en reniant Jésus-Christ. Dans le Bourbonnais, « il n'y a que deux moyens d'être sorcier, l'hérédité et l'initiation. Pour la dernière, il faut aller la demander au Diable en personne : on met dans sa poche un crapaud noir de venin et on se rend, par une nuit sombre, au milieu d'une forêt. Lorsqu'on arrive au croisement de quatre routes, on étend par terre une couverture d'étoupes, sur laquelle on promène à plusieurs reprises l'horrible crapaud de manière à dessiner des croix superposées et, quand sonne minuit au clocher du village, on s'écrie d'une voix forte : Diaul ! Tetos ! Telogrammatos ! Belzébuth apparaît et le pacte est conclu.
Dans certaines régions anglaises, comme le Cambridgeshire, existait jusqu'au XXe siècle une variété de sorciers auto-initiés appelés les « Hommes Crapaud » (Toad-Witches). Ils tiraient leur pouvoir d'un os crapaud, qui devait avoir été obtenu à partir d'un rituel magique : après voir enfermé un crapaud calamite dans le sol, on le déterre puis on le tue en le transperçant d'une épine d’aubépine et on l’accroche sur l’arbre toute la nuit afin qu’il sèche. On doit alors, suivant les versions, soit le porter sur sa poitrine jusqu’à ce qu’il soit réduit à l’état de squelette, soit faire blanchir ses os par une colonie de fourmis. Ensuite, sur le coup de minuit, lorsque la lune est pleine, il faut jeter les ossements du batracien dans un cours d'eau (coulant du nord au sud) et récupérer l'os qui flottera (en général un os du pelvis). L'os crapaud est alors prêt, il donnera ses pouvoirs magiques au sorcier qui saura le maîtriser, mais aussi la folie s'il se fait dépasser par sa puissance,.

#### Onguent de vol pour sorcières
Pour se rendre au sabbat, les sorciers doivent préparer des onguents dont ils s'enduisent et qui les feront voler jusqu'au lieu du sabbat. Les crapauds entrent bien souvent dans leur composition, par exemple préalablement réduits en cendres puis mélangés au sang de jeunes enfants. Au XVIe siècle, les sorciers du nord-ouest de l'Espagne utilisaient du sang de crapaud pour confectionner leur onguent de vol. En 1525, Maria de Ituren avoua avoir concocté un onguent de vol à partir de peau de crapaud et de plantain, sans doute mélangé à une base huileuse. Les sorcières suédoises fabriquaient leurs onguents avec de la graisse de crapaud, de la salive de serpent et des plantes vénéneuses. Les sorcières allemandes ont la réputation de frire les crapauds pour préparer de tels onguents. Les onguents à base de graisse de crapaud étaient aussi utilisés par les sorcières hongroises et d'Europe de l'Est pour arriver à l'extase du « vol par l'esprit ».

#### Aphrodisiaque et recette pour l'amour

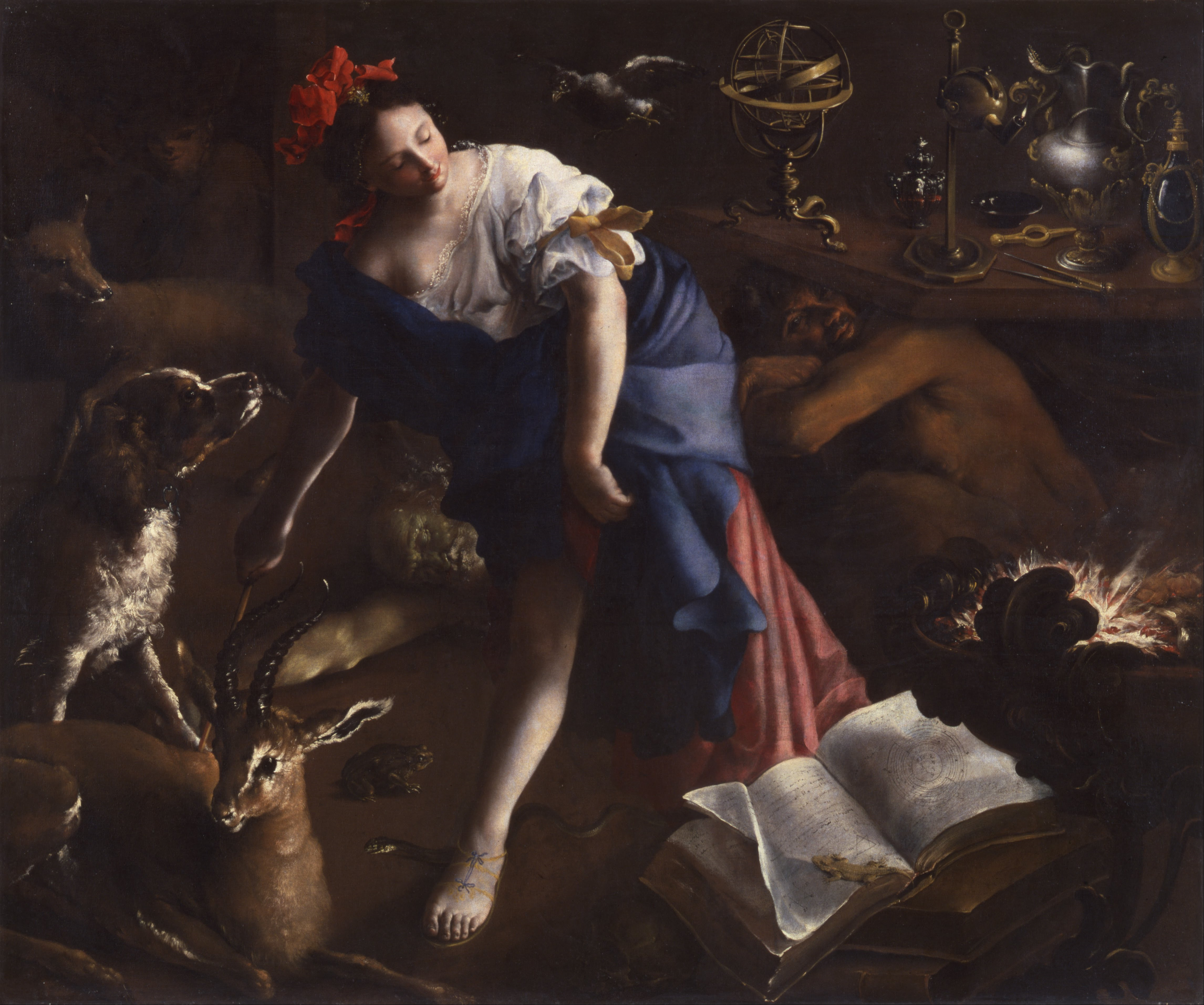
Médée rajeunit Aeson, Bartolomeo Guidobono, vers 1700

Fidèle au lien traditionnel entre la sexualité féminine et le crapaud, ce dernier fait souvent partie des ingrédients des philtres d'amour. En France au XVIIe siècle, séché et broyé en poudre, le crapaud pouvait servir d'aphrodisiaque et se vendait très cher aux « affamées d'amour ». Avec un crapaud, les sorcières du Béarn préparaient un philtre pour « pervertir » les jeunes filles.
Une recette plus complète :

« Un vendredi, à l'heure de Vénus, avant le lever du soleil, allez prendre, dans le voisinage d'une rivière ou d'un étang, un crapaud vivant que vous attacherez par les pattes de derrière au-dessus d'un feu vif. Quand il sera desséché, vous le réduirez en poudre très-fine dans un mortier de pierre, et l'envelopperez ensuite dans un parchemin vierge. Il faut placer ce sachet, pendant trois jours, sous un autel ou l'on dise la messe. Après les trois jours, vous le retirerez, a l'heure de Vénus. Pour faire usage de cette poudre, vous la répandrez sur des fleurs, et toute fille ou femme qui les aura respirées vous aimera »

— P. Christian, Histoire de la magie, du monde surnaturel et de la fatalité à travers les temps et les peuples.
Un cœur de crapaud peut ouvrir le cœur d'une femme : « Mettre le cœur d’un crapaut sur la mamelle gauche d'une femme pendant qu’elle dort, afin de lui faire dire tout ce qu’elle a de secret ».

#### Poison de haine et d'envoûtement

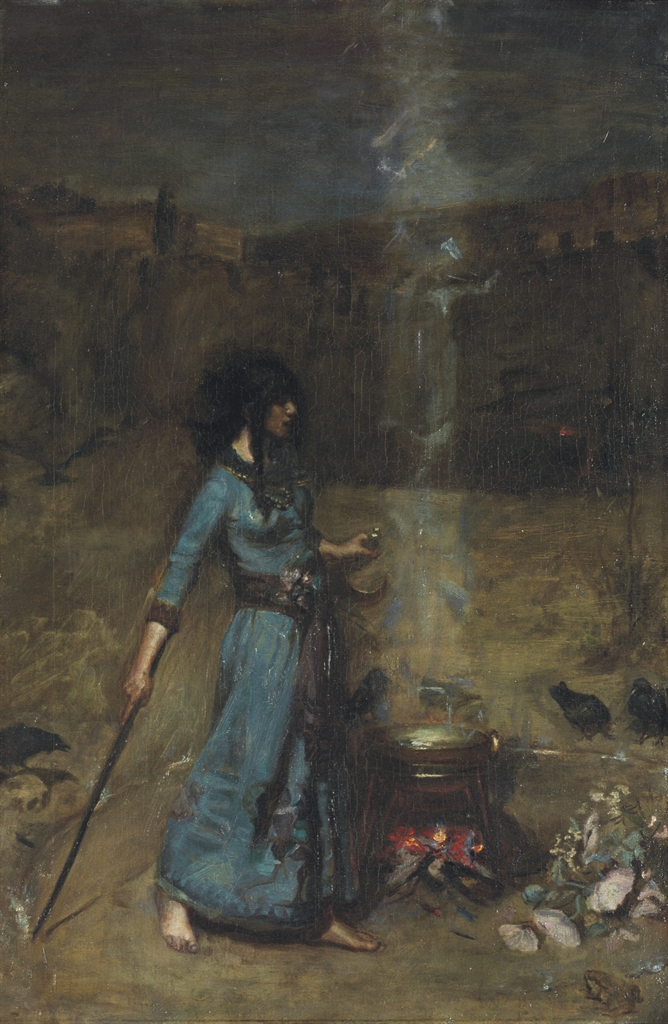
Le cercle magique, John William Waterhouse

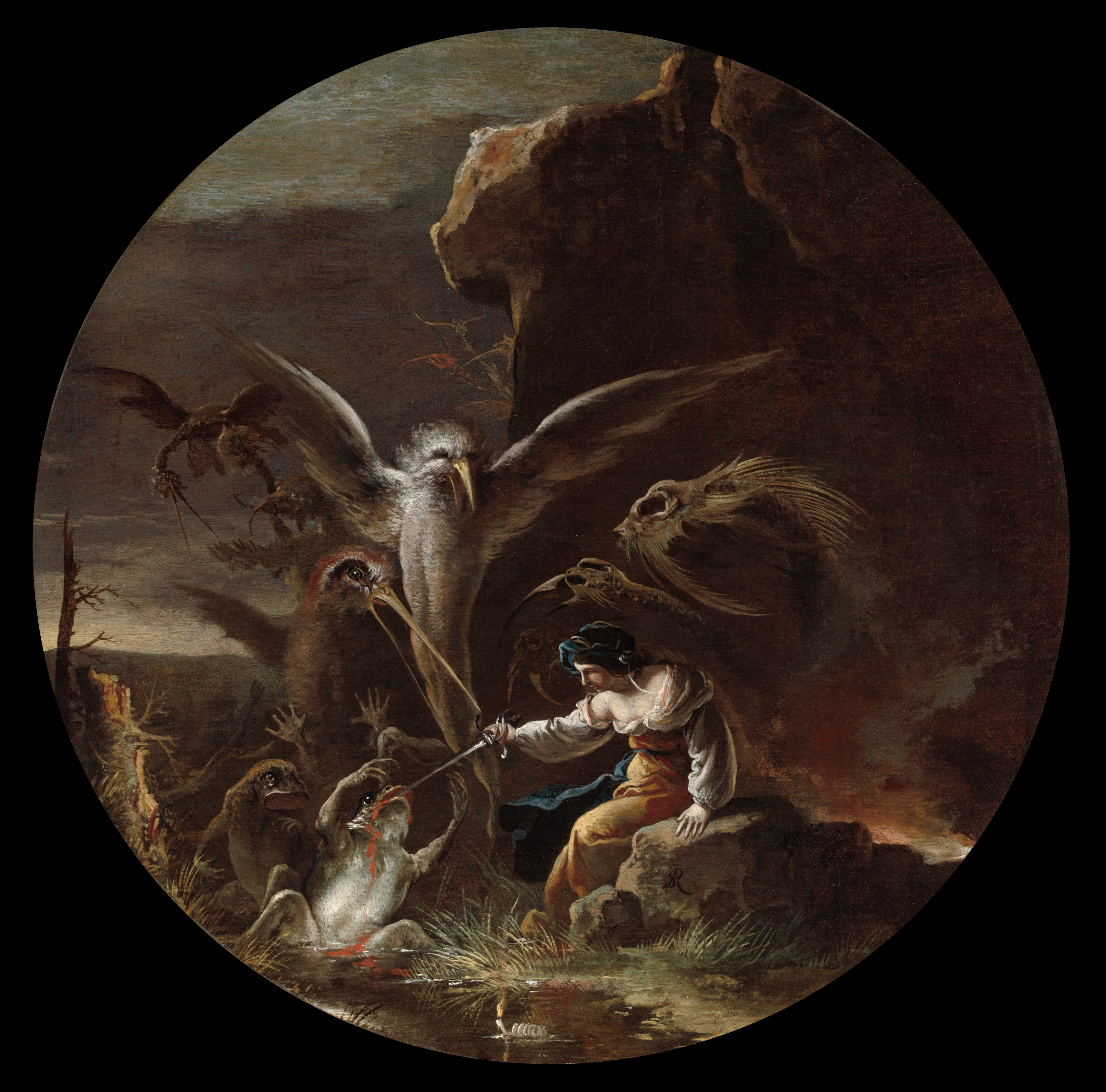
Scène de sorcellerie, Salvator Rosa

Mais la haine et les maléfices sont plus souvent les buts principaux de la sorcellerie diabolique et de la magie noire. Le crapaud est ici souvent indispensable. Parfois, la patte de crapaud peut être destinée à un philtre de haine ou à un envoûtement, mais la préparation est souvent plus complexe.
Des préparations magiques à base de crapaud existent depuis l'antiquité. Sextus Julius Africanus en cite une datant du IIe siècle,.
En 1321, lorsque les lépreux furent accusés d'avoir empoisonné les fontaines, à l'instigation des juifs, un chroniqueur rapporte qu'on trouva, entre autres choses, qu'ils avaient jeté des pattes de crapauds dans les puits. En 1380, une maîtresse abandonnée par son amant qui se marie avec la fille, âgée de 14 ans, d'un bailli royal, va placer en compagnie d'une complice un gros crapaud enveloppé d'un linge blanc sous le lit nuptial ; l'envoûtement réussit puisque la jeune mariée en est tellement malade qu'elle ne peut ni manger ni boire.
Plusieurs trouvailles, jusqu'au XXe siècle, révèlent des envoûtements où le crapaud est présent,.
L'envoûtement revêt souvent un rituel assez stéréotypé : préparation magique d'une figurine où parfois le crapaud peut jouer le rôle de dagyde, puis déplacement à proximité du lieu de vie de la victime, souvent sous le seuil de la porte. Le crapaud peut aussi être broyé et utilisé dans un plat qu'on servira à la victime.

Ainsi détaille Éliphas Lévi : 

« Un autre envoûtement plus abominable se pratique ainsi : on prend un gros crapaud, et on lui administre le baptême en lui donnant les nom et prénoms de la personne qu'on veut maudire; on lui fait avaler ensuite une hostie consacrée sur laquelle on a prononcé des formules d'exécration, puis on l'enveloppe dans les objets magnétisés, on le lie avec les cheveux de la victime, sur lesquels l'opérateur aura d'abord craché, et on enterre le tout soit sous le seuil de la porte du maléficié, soit à un endroit où il soit obligé de passer tous les jours. L'esprit élémentaire de ce crapaud deviendra pour ses songes un cauchemar et un vampire, à moins qu'il ne sache le renvoyer au malfaiteur. »

— Éliphas Lévi, Dogme et rituel de la haute magie
Notons qu'un antidote magique existe, il suffira que la personne qui se pense envoûtée par l'exécration et l'enterrement du crapaud porte sur elle un crapaud vivant dans une botte de corne.
Pour qu'il soit « efficace » en magie, il faut souvent que le crapaud ait été baptisé, ou qu'il ait mangé une nourriture sacrée.
Shakespeare n'oublie pas le crapaud dans les ingrédients du poison que les trois sorcières concoctent dans l'acte IV de Macbeth, :

« Tournons en rond autour du chaudron,
Et jetons-y les entrailles empoisonnées.
Crapaud qui, sous la froide pierre,
Endormi trente-un jours et trente-une nuits,
As mitonné dans ton venin,
Bous le premier dans le pot enchanté. »

— Shakespeare, Macbeth, acte IV, scène 1

## Le crapaud comme ingrédient de poisons et de remèdes

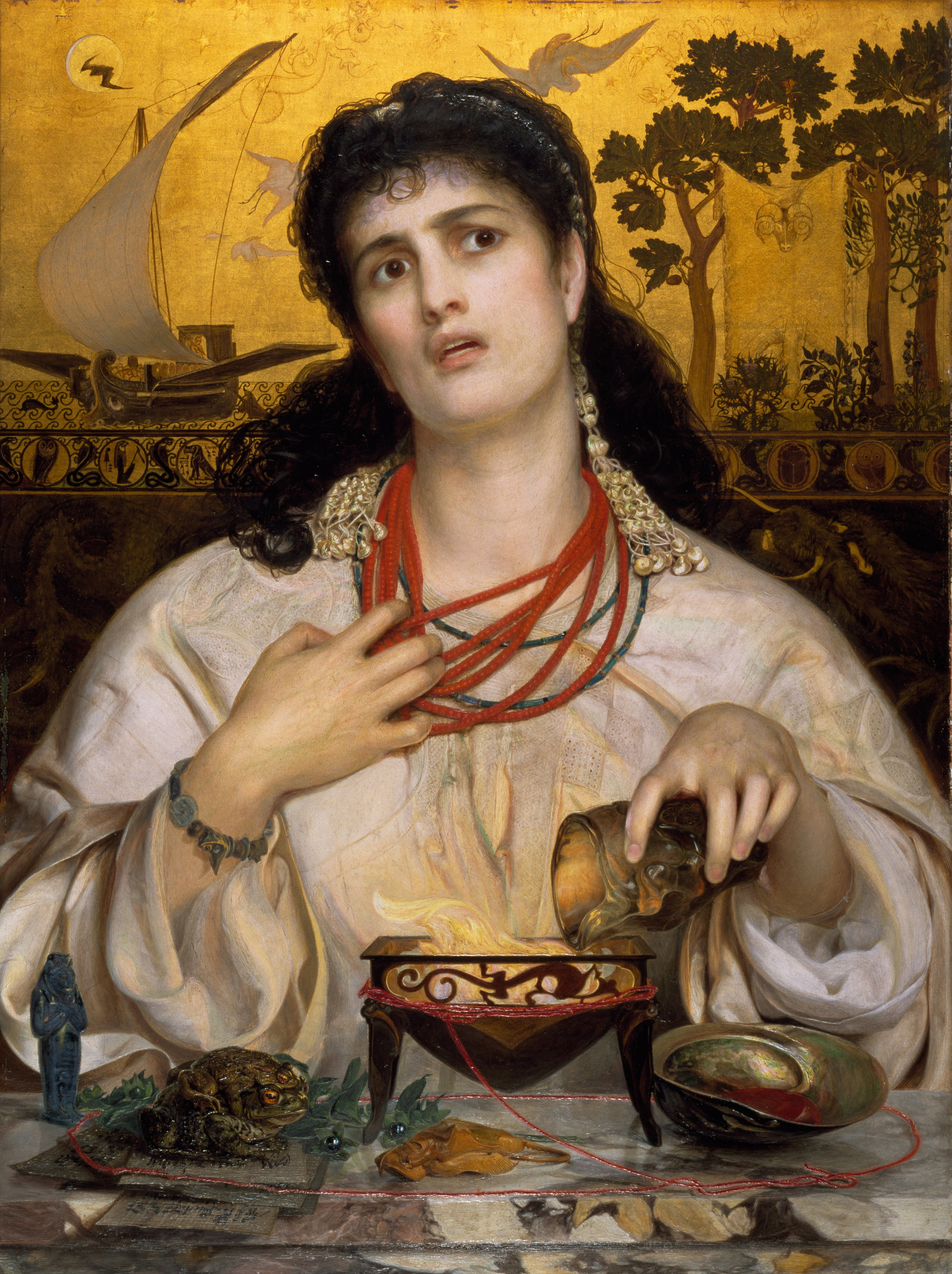
Médée par Frederick Sandys, 1868

### Un ingrédient de poison
En dehors de son utilisation magique, le crapaud est depuis très longtemps utilisé dans la préparation de traitement mais surtout de poisons en raison de sa réputation d'animal venimeux. Dès l'Antiquité les auteurs insistent sur la dangerosité du crapaud : Properce, Juvénal, Horace ou Pline l'Ancien, ; c'est toujours l'opinion d'Alexandre Neckam vers 1200.
Le crapaud est-il réellement venimeux ? Les crapauds, en particulier le Crapaud commun, possède des glandes parotoïdes situées sur le dos, le cou et les épaules qui excrètent un venin composé de bufotoxine servant à éloigner les prédateurs et qui posséderait aussi une action antiseptique. Quelques rares cas de toxicité ont été rapportés par le centre antipoisons de Marseille (seize en dix ans), surtout sur des chiens qui avaient mordu ou léché un crapaud. Les cinq cas humains décrits étaient tous bénins, avec des lésions cutanées et de la cornée. Dans la littérature mondiale, quelques décès ont été rapportés, chez des jeunes gens ayant ingéré un aphrodisiaque chinois à base de venin de crapaud, et par injection intra-veineuse.
Au XIIe siècle, Guibert de Nogent rapporte l'histoire d'un prêtre de Beauvais empoisonné par un paysan à l'aide d'une décoction de crapauds en morceaux dans du vin de messe. Cherchant à accroître sa dangerosité, certains criminels ont essayé de renforcer encore son pouvoir venimeux en faisant ingurgiter un poison supplémentaire au pauvre animal. Une recette anonyme du XVIIe siècle propose par exemple de « Gorger un crapaud d'arsenic, le placer dans un gobelet en argent, le piquer à la tête, le faire uriner, l'écraser, essuyer plus tard la tasse ; désormais toute personne qui y boira sera empoisonnée ».

### En pharmacie officielle: Le baume tranquille
Les sorciers ne furent pas les seuls à vouloir utiliser les pouvoirs supposés du crapaud. Fort des traditions, les apothicaires officiels l'avaient également intégré dans leur pharmacopée. L'exemple le plus fameux est celui du baume tranquille : employé en friction dans les rhumatismes et les douleurs nerveuses, on l'affirmait également souverain dans toutes sortes de maladies vénéneuses et contagieuses. Madame de Sévigné, en l'envoyant à sa fille, lui décrivait sa demi-bouteille de baume tranquille comme « ce que j’ai de plus précieux ». La recette aurait été inventée par Francois-Nicolas Aignan, dit le Père Tranquille (1644-1709). Celui-ci, désirant suractiver son produit, aurait eu l'idée d'ajouter au mélange de ses 28 composants un gros crapaud à demi assommé (un crapaud par livre d'huile !) Il devait, pour la suite de l'opération, suivre de près les contorsions du pauvre animal agonisant.
Le crapaud restera présent dans les officines jusqu'au début du XIXe siècle. En 1807, un ouvrage général de pharmacie émet des réserves à son usage (« les propriétés du crapaud ne sont pas confirmées, et on néglige maintenant son usage »). Quelques années plus tard, en 1818, un autre auteur conteste toute efficacité au crapaud et l'élimine de la recette du baume.

### Dans les remèdes traditionnels et populaires

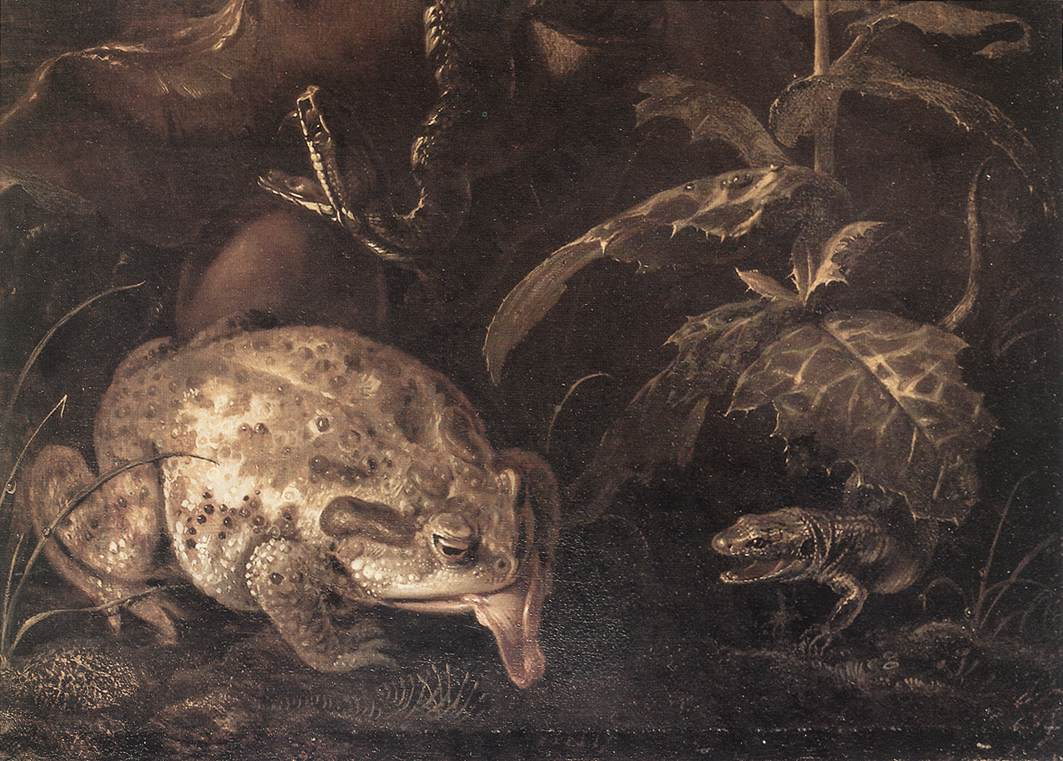
Détail d'une peinture de Otto Marseus van Schrieck

#### Le crapaud guérisseur, un absorbeur de venin
Les naturalistes antiques et médiévaux estimaient que le venin fabriqué par les animaux résultait de la concentration dans leur corps de toxines végétales qu'ils absorbaient. On pensait alors qu'il était possible d'utiliser cette faculté pour faire du crapaud un absorbeur des venins dangereux et s'en prémunir.
En Bavière et en Alsace, un crapaud est embroché dans l'écurie pour attirer l'air impur et préserver le bétail du poison qu'il pourrait respirer. Vivant, il épure l'air, fait office d'absorbeur de venin et de pollution. Il peut ainsi accélérer la guérison : en Poitou, il était placé dans la chambre du malade pour absorber le mauvais air ; à Marseille on l'installe dans la chambre du fiévreux, plus le crapaud est gros et hideux, plus grande est la dose qu'il aspire de la malignité de la fièvre. En pays messin, on suspendait un crapaud vivant au pied des femmes malades (rhumatismes, affections abdominales). L'animal devait prendre le mal ; si son corps venait à enfler et si les pores de la peau suintaient une bonne quantité d'humeur blanche ou jaunâtre, la guérison paraissait assurée. En Vendée, pour traiter l'escarre, on place sous le lit une terrine assez vaste, remplie à moitié d'eau, dans laquelle nage un gros crapaud qui doit attirer le venin.
En Italie, le crapaud est aussi connu pour absorber le poison des plantes.

#### Maladies de peau
À cause de son aspect verruqueux le crapaud a été considéré comme particulièrement propre au transfert des maladies de peau : chancre, ulcères ou cancer,,. Il est efficace en Gironde sur les verrues, aux États-Unis, les enfants frottent leurs verrues avec un crapaud puis l'empalent sur un bâton pointu.

#### Hémostatique
Le crapaud était souvent recommandé pour arrêter les saignements. Un traité de magie du début de l'ère chrétienne cite déjà cette propriété,. Cette croyance était particulièrement répandue en Saxe où le duc lui-même pensait qu'un crapaud rôti, puis séché et tenu dans la main, arrêterait l'écoulement du sang. Ailleurs, le crapaud entier peut être desséché et tenu dans la main, ou mis derrière l'oreille ou suspendu en collier pour stopper les saignements de nez. Le crapaud peut aussi être mis en poudre et porté en amulette.

#### Autres recettes

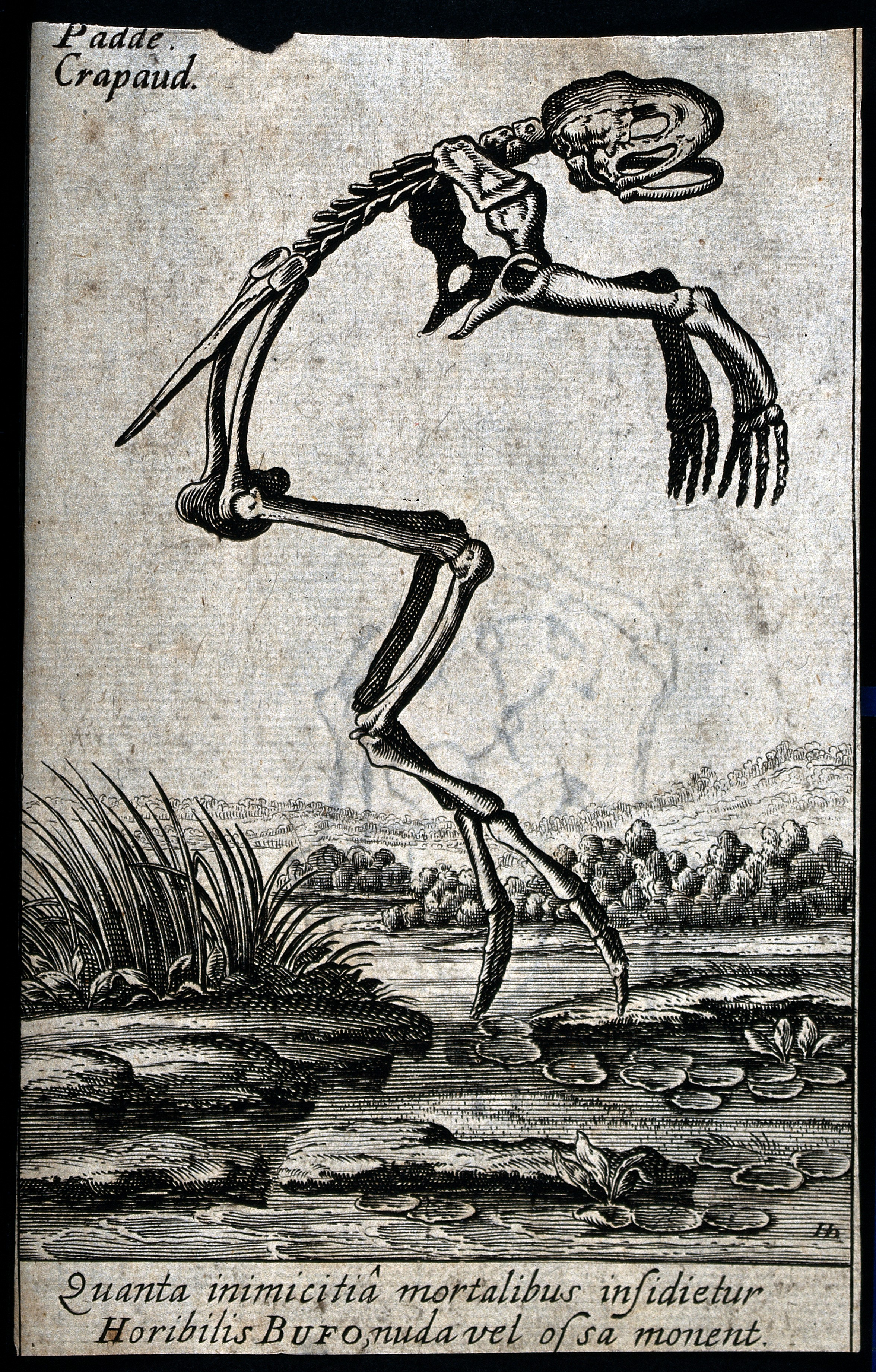
Squelette de crapaud, gravure

Les recettes populaires utilisant le crapaud sont innombrables :
Sa bave rend chauve et son sang détruit les poils. Bouilli dans l'huile il soigne la goutte,. En poudre il est diurétique, de même que ses excréments, mais il soigne également l'incontinence urinaire. En huile et onguent il guérit les maux de dents, les paralysies, le typhus, les affections cutanées, les écrouelles. L'os d'une de ses pattes appliqué sur le flanc droit exerce une action aphrodisiaque, un effet similaire est obtenu si l'on porte un nerf de crapaud en bracelet. Il soigne les fièvres,,,, notamment les fièvres quartes,. Il protège des maladies infectieuses : érysipèle, angine, méningite et même la peste,. Il évite les marques de la variole Le crapaud se révèle également utile contre la migraine, les hémorroïdes, Les rhumatismes, la névralgie ou les mains moites. Sa viande luttait contre les douleurs de l'enfantement. Pour le mal de col (torticoli), la recette est exigeante : « Prenés un crapeau empalé et séché, mettes le sur de la braise, laissés en entrer la fumée dans votre bourbe, mais retenés votre haleine pendant que vous vous en parfumés. Crachés ensuite un long temps toute la salive qui vous viendra à la bouche et mettes une crapaudine dans ce que vous buvés à l'ordinaire et vous guérirés avec l'aide de Dieu ». Le crapaud était réputé pour ses vertues hypnotiques et apaisante : Après avoir coupé la tête à un crapaud vivant, la laisser sécher en observant qu'un œil est fermé l'autre ouvert. Porter sur soi celui qui est ouvert fait veiller et celui fermé fait dormir. En Bretagne, celui qui a prisé la poudre provenant d'un os de crapaud, introduite à son insu dans une tabatière, restera 24 heures endormi. Près de Dinan se confectionnait une « eau de crapaud » en faisant bouillir dans une chopine d'eau un crapaud coupé en deux ; un seul verre de ce breuvage était censé rendre doux comme un mouton l'homme le plus méchant.
Pour une utilisation assez générale, il était recommandé de capturer un grand crapaud, le 30 août, entre les deux jours consacrés à la Vierge Marie (le 15 août, jour de l'Assomption et le 8 septembre, jour de la naissance de la Vierge) ; il fallait ensuite l'empaler puis le laisser mourir tourné vers le soleil levant, le faire sécher au soleil ; quand son corps était devenu très sec, il était pleinement efficace et il suffisait alors de le poser sur la partie malade du corps.
Pour le bétail aussi il fait miracle : il était utilisé contre la clavelée du mouton dans le pays de Bigorre, ou encore les maladies des pourceaux.

## Autres traditions populaires liées au crapaud
Le folklore lié au crapaud ne s'arrête pas à son utilisation comme ingrédient. Il possède bien des ressources, souvent liées à son symbolisme riche et ancien.

### Danger du regard du crapaud

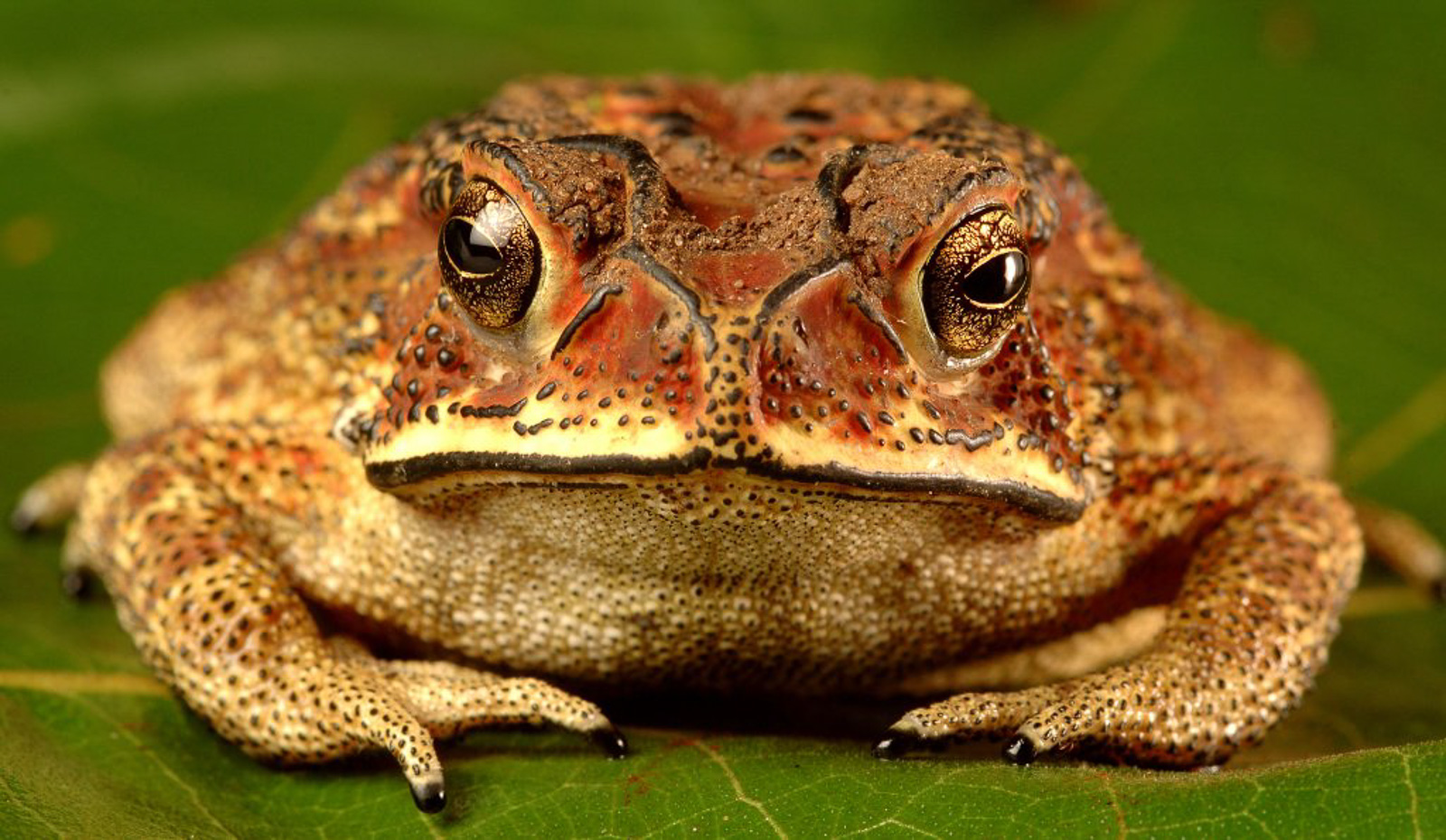
Crapaud commun

Même le regard maléfique du crapaud peut être dangereux, à moins que les nerfs de certains scientifiques soient moins solides qu'on ne le pense habituellement. Un certain Rousseau, naturaliste amateur du XVIIIe siècle raconte qu'ayant enfermé un gros crapaud dans un bocal et l'ayant regardé fixement, il se sentit aussitôt saisi de « palpitations, d'angoisses et de mouvements convulsifs ». Même le Père Tranquille qui inventa son fameux baume dut faire face un jour à un crapaud qui se gonfla et se dressa prêt à bondir, le fixant de ses yeux sanguinolents et exorbités. Terrorisé, le préparateur perd connaissance, on le croit mort et on l'a, paraît-il, ranimé difficilement grâce à une dose massive de sa « poudre vipérine » ! Une expérience semblable est rapportée en 1859 par des expérimentateurs en magnétisme animal.

### Utérus et crapaud: les ex-votos alsaciens

Moule pour ex-voto de crapaud en cire, Autriche

Une curieuse tradition était répandue dans de nombreux pays germaniques, en particulier en Alsace : celle d'ex-voto représentant des crapauds de métal de forme grossière, censé symboliser l'utérus et ses maladies. Les femmes venaient déposer la forme de crapaud sur l'autel ou à côté de lui pour permettre, soit un accouchement sans problèmes, soit à une femme de devenir enfin mère, soit à une femme atteinte d'une maladie de l'utérus d'en guérir rapidement,.
Il est possible que la décence ait interdit d'exposer une forme d'utérus, mais il est étonnant que sa représentation ait pu s'effectuer sous la forme d'un crapaud. Il pourrait s'agir d'une persistance étonnante de l'antique association du crapaud avec la féminité et la fécondité. Dans la pensée médiévale, l'utérus serait resté un organe étrange, mobile dans l'organisme et presque indépendant, un animal en quelque sorte, qui peut mordre et griffer comme le rapporte les malades, imposant l'analogie avec le crapaud.
Cette tradition a été surtout retrouvée dans les régions méridionales de l'Allemagne : Bavière, Tyrol, Styrie, Carinthie, Lorraine et en particulier en Alsace, où de nombreux ex-voto ont été trouvés dans plusieurs chapelles: Villé, Oltingue, Rouffach, Saint-Dizier, Andlau,. Près d'Ansbach, des crapauds de tôle ont également été accrochés sur un vieux hêtre. Mais le lieu le plus étudié reste la chapelle de Saint-Vit à Saverne, lieu d'un important pèlerinage jusqu'au XIXe siècle. Elle passait pour guérir les épileptiques mais aussi les patients atteints de la danse de Saint-Guy, souvent une forme d'hystérie — dont l'étymologie rappelle que, pour les anciens, cette affection provenait de l'utérus. Sept de ces ex-voto ont été conservés dans les musées du château des Rohan à Saverne.
Il est malaisé de dater le début de cette tradition, des objets analogues semblent avoir été trouvé datant du Moyen Âge, et des fouilles plus récentes en ont trouvé au début du XVIIe siècle. Elle était en tout cas très vivace au XVIIIe siècle, au point d'avoir été interdite par le cardinal Louis-Constantin de Rohan après une visite à la chapelle Saint-Vit en 1758, mais persistait au XIXe siècle et même probablement dans la première moitié du XXe siècle.
Les formes conservées sont le plus souvent en fer forgé ou en tôle, tantôt réalistes, parfois moins et dont la forme devient parfois anthropomorphe. À l'époque de leur utilisation, ils pouvaient aussi être réalisés dans des matières plus périssables, comme la cire, le bois ou le papier,.

### Réincarnation en crapauds
Animal étroitement associé à la terre et au monde des morts, le crapaud a bien souvent été considéré comme étant l'âme d'un trépassé, en séjour au purgatoire,. Dans le cas d'une rencontre inopinée avec un crapaud qui se promène seul sur un chemin, et surtout la nuit, il vaut mieux éviter de lui faire du mal, de peur de porter atteinte au salut de l'âme en peine, ou de s'attirer la malchance. Dans certaines régions, il faut se garder de tuer les crapauds qui s'approchent des gens, ou qui rode autour d'une tombe récente, ou sur le seuil d'une porte car dans leur corps peut se trouver l'âme d'un aïeul trépassé qui expie ses péchés, et s'il vient auprès des gens, c'est pour demander des messes,.
Selon une croyance connue dans toute l'Europe, une personne qui avait fait de son vivant le vœu de faire un pèlerinage et qui en avait été empêchée par la mort, effectuait le pèlerinage sous la forme d'un crapaud,,.

### Crapaudine

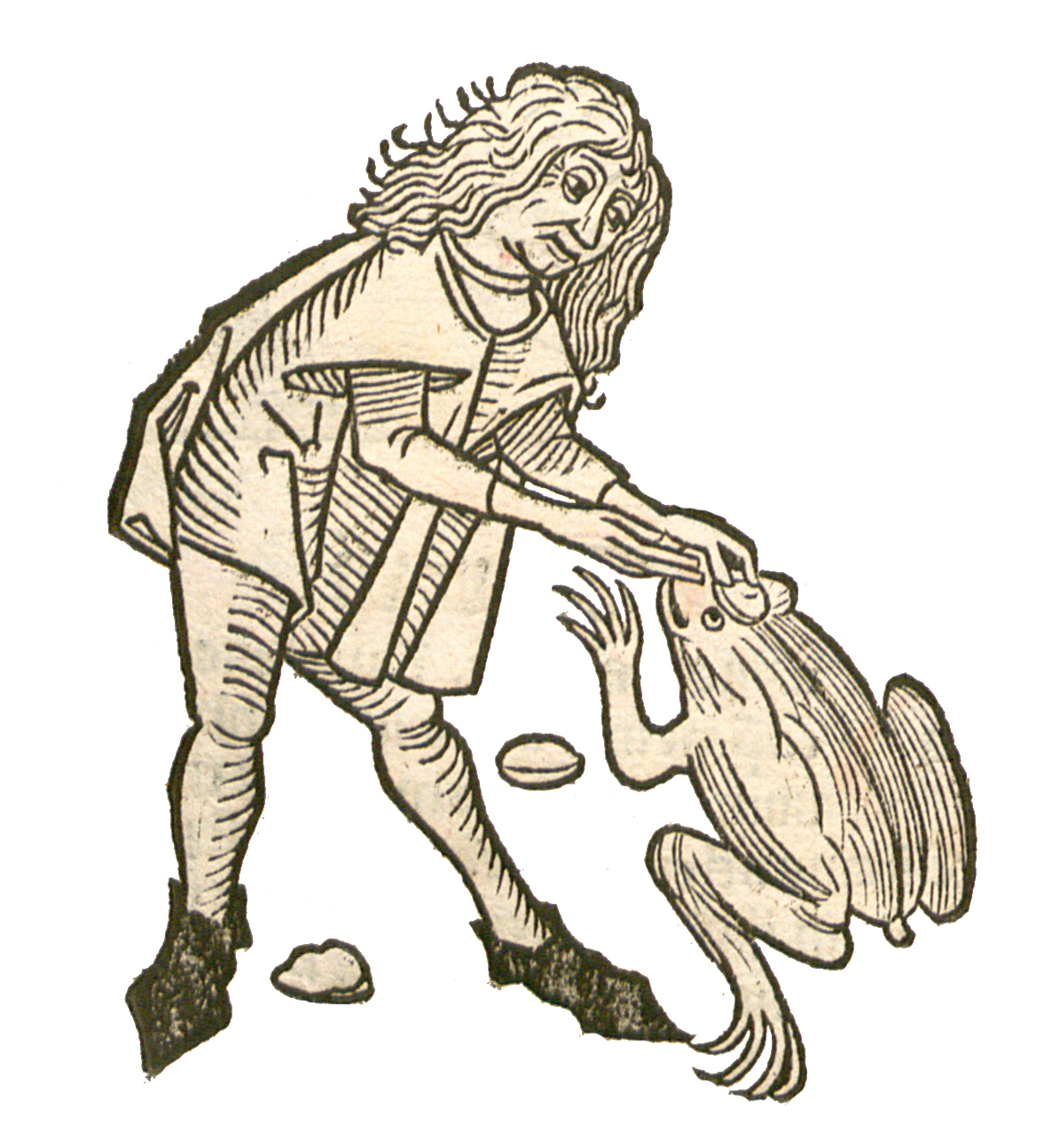
Extraction d'une crapaudine

La crapaudine était une pierre que l'on croyait trouver dans les crânes de certains crapauds. La pierre était parée de nombreuses vertus et sa réalité était considérée comme certaine. Shakespeare y fait allusion dans sa pièce Comme il vous plaira : « comme le crapaud hideux et venimeux, elle porte un précieux joyau dans sa tête ».

« Il est hors de doute, écrivait en 1569 le naturaliste Edward Fenton, qu’il y a dans la tête des vieux et gros crapauds une pierre appelée Borax ou Stelon. Elle se trouve le plus communément dans la tête du crapaud mâle, a le pouvoir d’empêcher l’empoisonnement et est un spécifique souverain contre l’affection de la pierre. »

— Merveilles secrètes de la nature, in-quarto
Les crapaudines conservées sont en fait des dents de poisson fossilisées, comme le montra Antoine de Jussieu en 1723.

### Crapaud et alchimie

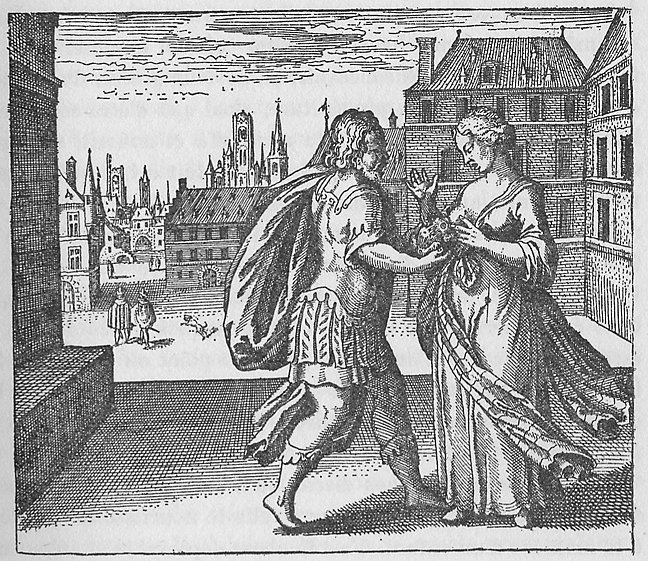
Femme allaitant un crapaud, gravure issue de l'ouvrage Atalanta Fugiens (1617) de Michael Maier

Reprenant ses antiques attributions, le crapaud pour l'alchimiste symbolise principalement la terre comme élément ; le motif du Crapaud Noir, représentant « la terre des philosophes » ou « matière première » qui cache en elle la pierre philosophale.
Une image-symbole apparaissant dans le recueil alchimique Theatrum Chemicum Britannicum de 1652 montre un crapaud cramponné par la bouche à un disque solaire, ce dernier également mordu par un serpent qui est lié à un aigle. Le crapaud représenterait l'élément terre, le serpent la volubilité et l'aigle volant la sublimation. L'alchimiste Michael Maier avait fait apparaître cette image dans son blason.
L'emblème V de l'ouvrage alchimique Atalanta Fugiens de Michael Maier montre l'image d'un alchimiste portant un gros crapaud qui tête le lait d'une femme à-même son sein droit. L'image rappelle étrangement les femmes allaitant serpent ou crapaud des sculptures romanes. L'auteur commente l'image ainsi : « Place le Crapaud sur le sein de la femme pour qu'elle l'allaite et meure, et que le Crapaud soit gros de ce lait ». Le sens caché serait celui-ci : lié à l'eau, à la terre, à l'humidité, on dit le Crapaud invulnérable à la morsure du Serpent (du Mercure) ; il exprime le concept de mort et de renouvellement. « C'est là, explique Maïer, chose déplorable et affreuse à regarder, disons même impie, que le lait destiné à un petit enfant soit présenté au crapaud, bête venimeuse et ennemie de la nature humaine. Cependant, le crapaud recèle un pouvoir qui l'emporte en puissance sur l'or. » Le Crapaud représenterait la partie fixe et sulfureuse de la prima materia et le lait virginal le Mercure. Le Soufre peut transformer le Mercure commun en Mercure philosophique et assure son animation.

### Légendes sur la résistance surnaturelle du crapaud

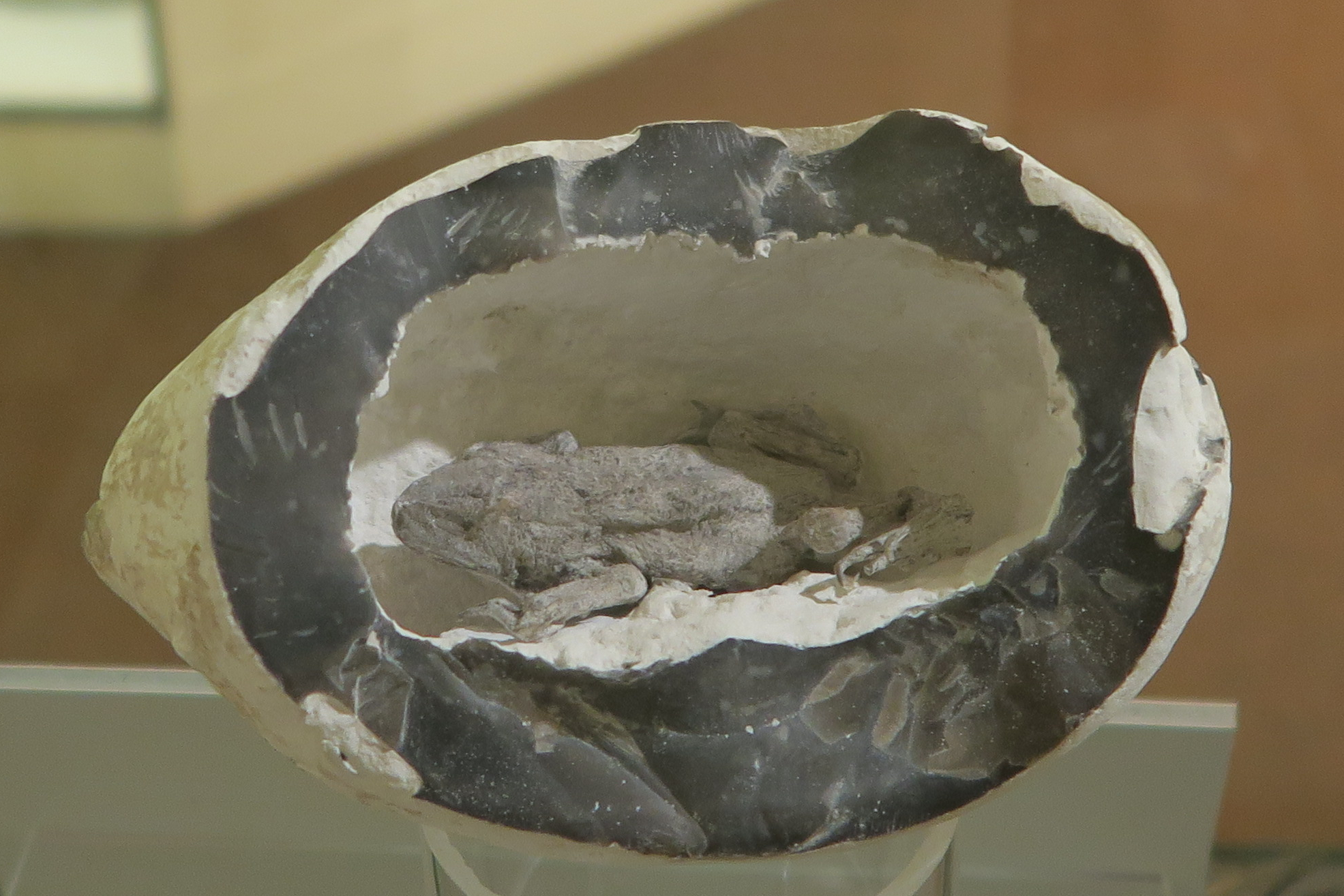
Crapaud momifié dans un nodule de silex, exposé dans le Booth Museum de Brighton. Il est présenté comme ayant été trouvé par des ouvriers dans une carrière de Lewes vers 1900. L'objet, considéré comme un faux, a été donné par Charles Dawson, le probable faussaire de l'Homme de Piltdown.

Au XVIIIe siècle apparaît une nouvelle légende autour du crapaud, qui va devenir au XIXe siècle un sujet récurrent et l'objet de nombreuses anecdotes dans les journaux de cette époque : De nombreux témoignages rapportent en effet la découverte de crapauds vivants, enfermés dans une gangue de pierre, et qui sont mis à jour après avoir fendu la pierre, classiquement au décours d'un travail de terrassement. Les spéculations suivent en général sur l'origine de l’enfermement, le métabolisme de l'animal et surtout la durée de sa réclusion dans sa prison de pierre. Notons que ces observations rappellent le lien toujours très fort entre la terre et cet animal chtonien. Au lieu de pierre, l'animal est parfois trouvé en fendant le tronc d'un vieil arbre.
Le premier cas semble être rapporté par Georgius Agricola en 1546, trois autres sont connus au XVIe siècle, dont un rapporté par Ambroise Paré,. Le phénomène est cité dans l'Encyclopédie de 1772. En 1889, un auteur recense une trentaine de cas. Parmi les histoires les plus souvent racontées : la découverte d'un crapaud vivant dans un filon de houille à 200 m sous terre dans une mine galloise en 1861 et une autre trouvaille identique dans un bloc de silex à Blois en 1851,.
Il peut être jugé significatif qu'en 1901, le naturaliste Charles Dawson ait fait don d'un bloc de silex contenant un crapaud momifié au musée de Hove, qu'il dit avoir découvert dans une carrière du Sussex l'année précédente. Rappelons que Dawson est surtout resté fameux pour la fraude scientifique de l'homme de Piltdown.
De nombreuses théories, plus ou moins crédibles, sont émises pour expliquer les témoignages qui apparaissent souvent de bonne foi : crapaud piégé dans une poche d'argile et non dans une pierre, crapaud à proximité sautant au moment de la fracturation d'une grosse pierre, têtard passant par une fente et le crapaud grossissant ne pouvant plus sortir, canular. Des scientifiques cherchèrent à reproduire l'expérience, certains auraient observés des crapauds toujours vivants 18 mois après les avoir enfermés dans du plâtre. Quelques crédules ont proposé que les crapauds aient pu rester vivants en état de léthargie plusieurs milliers d'années,...
Les histoires se multiplient dans les journaux de la fin du XIXe siècle engendrant parfois de véritables polémiques. Le sujet apparaît comme un marronnier journalistique, voire une légende contemporaine. On en trouve encore des exemples jusqu'en 1919. Gustave Flaubert s'en amuse dans son Dictionnaire des idées reçues où, à la définition du crapaud, il indique : « Habite l’intérieur des pierres ».

### Croyances diverses
Si les grenouilles sont souvent associées à des promesses de pluie, les crapauds peuvent prédire les mêmes précipitations quand ils sortent de leur trou, se réunissent en grand nombre, et coassent dans les lieux élevés : « Quand le soir le crapaud chante, c'est un signe de pluie ».
Les champignons non-comestibles sont parfois associés au crapaud pour bien signifier leur dangerosité voire leurs effets psychotropes supposés,. C'est par exemple le cas du tricholome soufré (Tricholoma sulphureum), parfois nommé la Crapaudine puante, ou les tabouret de crapaud (skabelloù-toñseged en breton), ou encore des champignons crapauds dans des pays slaves.
Selon certaines traditions, l'animal fantastique basilic serait issu d'un œuf de poule couvé par un crapaud.
Une amulette du XVIIe siècle figurant un crapaud de cuivre doré en pendentif devait préserver de toutes sortes de venins et de morsures d'animaux venimeux.
Une forme d'antitziganisme : au Portugal, des crapauds en céramique sont placés dans leurs vitrines par les commerçants qui ne souhaitent pas accueillir de clients roms, en raison de la superstition supposée de ceux-ci à l'égard du crapaud, qui serait perçu comme de mauvaise augure. Cette pratique a été dénoncée comme raciste,. Le film portugais Balada de um Batráquio (en français La Ballade du batracien) par Leonor Teles évoque ce phénomène.

## Évolution récente de l'image du crapaud: du supplice à la bienveillance intéressée

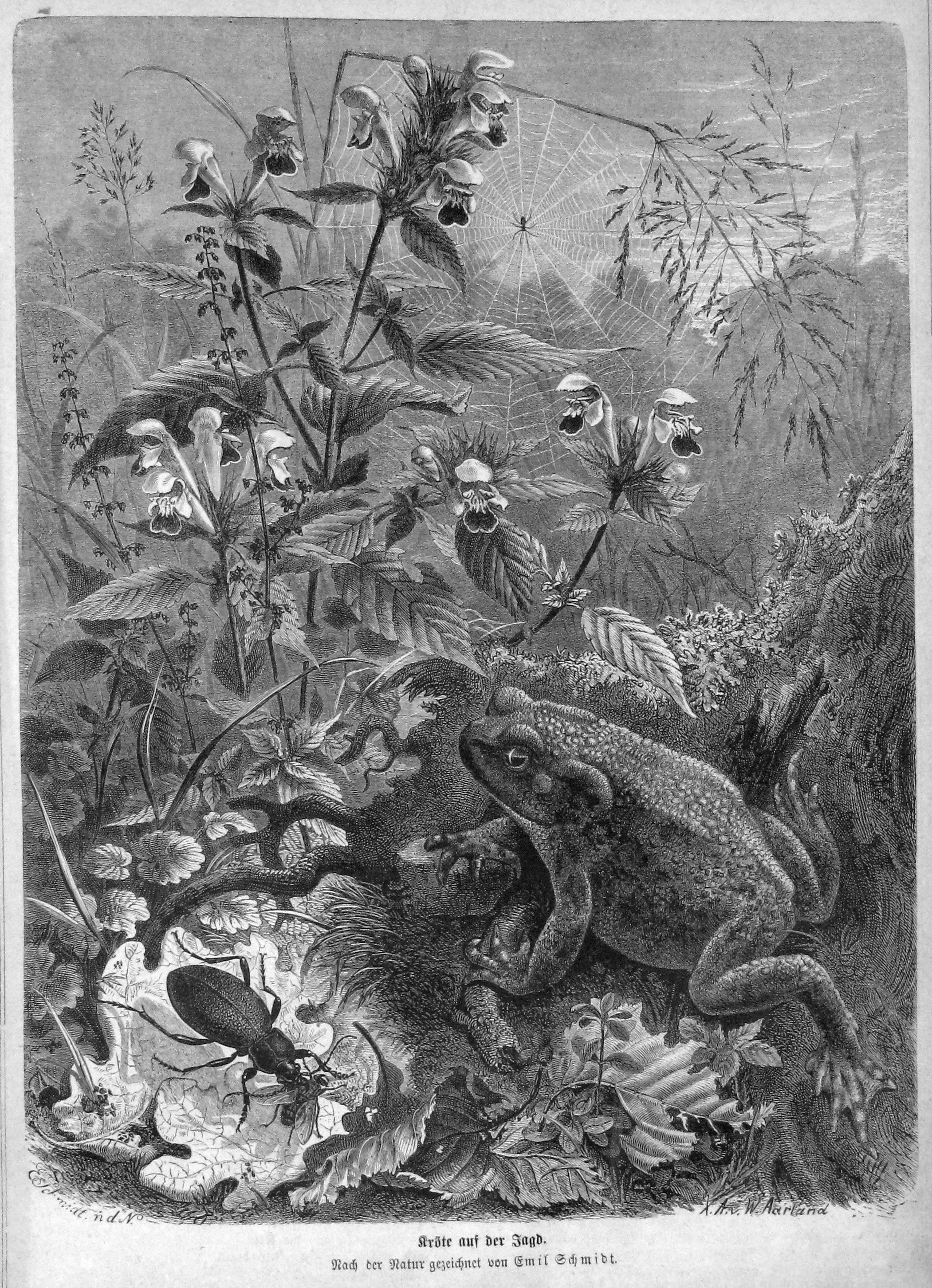
Crapaud à la chasse, illustration du magazine Die Gartenlaube 1873

### Supplices des crapauds
Au XIXe siècle, le crapaud est encore largement détesté en France, notamment dans le Finistère ou en Auvergne. La mauvaise réputation qu'il traîne depuis le Moyen Âge est toujours vivace, relayée par sa laideur supposée. En Corse, on lui attribue certaines maladies de peau du bétail. Aussi est-il largement martyrisé, en particulier par les enfants qui trouvent en lui une proie facile car il n'inspire même pas la crainte du serpent.
La liste de ses supplices est impressionnante, probablement seulement limitée par l'imagination de ses tortionnaire. En Anjou, « Le sorcier déployait alors la gamme de ses connaissances surnaturelles qui étaient grandes. Il enfonçait des aiguilles dans la gueule d'un crapaud (qu'il laissait chez ses clients) ». En Auvergne, la rencontre inopinée avec un crapaud est l'occasion d'un sacrifice : « Quand un paysan trouve un crapaud sur son chemin, il lui passe dans la gueule, une petite branche, une paille recourbée comme un hameçon, et qui par conséquent peut très difficilement être retirée. Il attache l'autre extrémité de la paille ou de la branche à un arbre, le crapaud est ainsi suspendu. Ne pouvant se détacher, il crève et se dessèche ». En Ille et Vilaine, « Lorsqu'on rencontre un crapaud on l'exécute de la manière suivante ; on le place sur l'extrémité d'une planche et le patient est ainsi lancé à une grande hauteur. Comme il a la vie très-dure, il n'est pas mort du premier coup ; on recommence deux ou trois fois, puis on le perce d'un bois bien pointu et, ainsi empalé, on l'expose au soleil pour terminer sa malheureuse existence ». Dans le Finistère, où le crapaud est détesté, on l'empale au moyen d'une baguette aiguisée, et on l'expose dans un lieu apparent ; les paysans du Centre enfoncent l'extrémité aiguë d'une baguette séchée en terre dans une des pattes de derrière de l'animai qui reste ainsi suspendu la tête en bas jusqu'à ce que mort s'ensuive ; Dans la Loire, on le met sur une planche qui forme bascule, et en frappant avec un instrument quelconque sur le bout qui lève, on le fait voler en l'air d'autant plus haut que l'on frappe plus fort. Dans les Pyrénées si le mauvais œil a frappé le bétail, il est urgent de faire tournoyer dans l'étable un crapaud expirant au bout d'un fil.
L'horreur de ces supplices ont été magistralement mis en scène par Victor Hugo dans son célèbre poème Le Crapaud issu de La Légende des siècles, où la pauvre bête est successivement et volontairement écrasée par le talon d'un prêtre, son œil crevé par l'ombrelle d'une femme, puis torturée par quatre enfants (dont Hugo lui-même ?) qui vont le transpercer par une baguette, et le battre avec une pelle avant de vouloir l'écraser sous une grosse pierre.
Un trait curieux est la constance de l'idée d'empalement lié à la mise à mort du crapaud dont l'origine reste mystérieuse. Lui transpercer la peau est en effet la façon traditionnelle de tuer un crapaud, surtout si on veut l'utiliser pour une préparation magique.

### Quelques traditions en faveur des crapauds
Dans quelques régions plus rares, il vaut mieux éviter de s'en prendre aux crapauds. En Vendée, il faut s'abstenir de tuer les crapauds dans les jardins, parce qu'ils empêcheraient la brume de nuire aux plantes. En Normandie faire du mal au crapaud qui est l'ami de l'homme, c'est s'attirer volontairement quelque disgrâce. Près de Quimper, on ne doit jamais tuer un crapaud, parce que dans son corps peut se trouver l'âme d'un ancêtre en expiation de ses péchés qui y a été mise par Dieu pour expier ses péchés. En Sicile, le crapaud est un porte-bonheur, sorte de génie tutélaire de la maison. En Toscane, tuer un crapaud est un sacrilège. En Sicile et dans certaines régions d'Allemagne, le pauvre doit respecter et choyer le crapaud car ce dernier peut lui apporter le bonheur ou la richesse.

### Évolution de son image
Il semble que ce soient les jardiniers anglais qui à la fin du XIXe siècle ont les premiers triomphé du mauvais vouloir général contre les crapauds en signalant leur utilité, et les employant pour faire la chasse aux nuisibles des jardins.

## Le crapaud dans l'art

### Littérature

#### Le crapaud dans les contes de fées

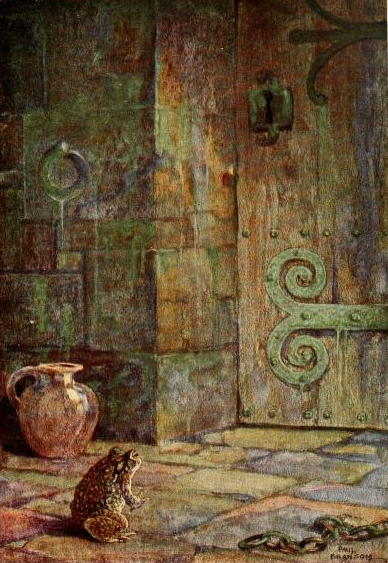
Crapaud prisonnier, illustration du Vent dans les saules (1913)

Le crapaud est depuis l'origine des contes un élément du merveilleux. Son aspect étrange et légèrement anthropomorphe en fait un sujet de choix pour les histoires de métamorphoses. Ses apparitions sont innombrables. Quelques thèmes sont récurrents, dont certains reprennent des traditions anciennes :
- la métamorphose d'un humain en crapaud, par la punition d'une déesse ou d'une sorcière[81]. Ce thème est présent dès l'un des premiers textes littéraires de l'humanité : Dans l'Épopée de Gilgamesh, écrite vers le XVIIIe siècle av. J.-C., la déesse Ishtar transforme en crapaud son ancien amant Ishullanu, le jardinier de ton père[160]. Des princes charmants se retrouvent transformés en crapaud ou en grenouille (comme dans Le Roi Grenouille ou Henri de Fer des Frères Grimm), quand ce n'est pas une princesse métamorphosée par une méchante fée[81] ou une magicienne (La Princesse-Grenouille) ;
- les crapauds sortant de la bouche, signe de mauvaise parole. Thème déjà utilisé dans l'Apocalypse[29], présent dans Les Fées de Charles Perrault par exemple[161],[162] et reproduit dans le film Peau d'Âne de Jacques Demy ;
- les aliments bénis avalés par des crapauds provoquent des malédictions[163] ;
- la présence d'un crapaud près d'un lit ou d'un seuil de porte rend malade jusqu'à ce qu'on découvre l'animal coupable et qu'on s'en débarrasse[163] ;
- le crapaud peut sauter et s'accrocher à une partie du corps, sans qu'on puisse retirer l'animal crampon[164] ;
- il peut aider des hommes à acquérir un objet magique, ou un trésor[30].

Chez Andersen, la petite Poucette (1835) est enlevée par un « vilain crapaud » qui veut lui faire épouser son fils.
L'image du crapaud s'améliore enfin nettement dans Le Vent dans les saules, roman anglais de Kenneth Grahame datant de 1908 où Mr. Crapaud, Baron Tétard, est un des personnages principaux, vaniteux et assez ridicule mais sympathique et généreux.

#### Poésie
Victor Hugo avec son poème Le Crapaud en 1859 va contribuer à changer l'image du batracien. Prenant le contre-pied de l'aversion généralisée que provoque le crapaud, il va une fois de plus se mettre aux côtés des faibles et des réprouvés. Mais il se place aussi dans un mouvement plus général de la pitié et de la protection des animaux,. C'est aussi le thème de la chanson Les Crapauds écrite en 1897.
Placé par Verlaine au rang des Poètes maudits, Tristan Corbière s'identifie au batracien méprisé et délaissé. Son poème Le Crapaud se termine par « Bonsoir – ce crapaud-là c’est moi ».
Nul mépris chez Guillaume Apollinaire chez qui « le crapaud module un tendre cri d’azur », et dont la rapidité de la langue évoque la vitesse de l'amour.
Robert Desnos écrit lui aussi un Crapaud. Et Max Jacob dans Amour du prochain s'identifie lui-aussi au crapaud méprisé mais à cette différence : « Heureux crapaud ! Tu n’as pas l’étoile jaune. »

#### Autre littérature
C'est avec le crapaud que Voltaire commence sa définition sur la beauté, en faisant ressortir son aspect subjectif, mais en prenant encore le batracien pour l'archétype de la laideur : « Demandez à un crapaud ce que c’est que la beauté, le grand beau, le to kalon ? il vous répondra que c’est la femelle avec deux gros yeux ronds, sortant de sa petite tête, une gueule large & plate, un ventre jaune, un dos brun. »
Gustave Flaubert accorde au crapaud une savoureuse entrée dans son Dictionnaire des idées reçues : « -CRAPAUD — Mâle de la grenouille. — Possède un venin dangereux. Habite l’intérieur des pierres. »
Dans ses Lettres de ma chaumière en 1885, Octave Mirbeau lui consacre un chapitre où « avoue qu['il] aime le crapaud » bien qu'« Il n’y a[it] pas, dans toute la création, un être plus haï que le crapaud ».

Dans Les Chants de Maldoror de Lautréamont, si le crapaud reste associé à la saleté et à la mort : 

« Cependant mon cœur bat. Mais comment battrait-il, si la pourriture et les exhalaisons de mon cadavre (je n'ose pas dire corps) ne le nourrissaient abondamment ? Sous mon aisselle gauche, une famille de crapauds a pris résidence, et, quand l'un d'eux remue, il me fait des chatouilles. Prenez garde qu'il ne s'en échappe un, et ne vienne gratter, avec sa bouche, le dedans de votre oreille : il serait ensuite capable d’entrer dans votre cerveau »

 il est aussi objet de pitié : 

« Comment !… c’est toi, crapaud !… gros crapaud !… infortuné crapaud !… Pardonne !… pardonne !… que viens-tu faire sur cette terre où sont les maudits ? Mais, qu’as-tu donc fait de tes pustules visqueuses et fétides, pour avoir l’air si doux ? »

— Lautréamont, Les Chants de Maldoror

### Memento mori
Le crapaud va être un sujet particulièrement adapté aux memento mori en raison de ses liens avec la mort et les cadavres. Un grand nombre de sculptures de têtes de mort des XVe siècle et XVIe siècle le montre accroupi sur le crâne,, et plus généralement, il accompagne toute une faune grouillante autour du cadavre.

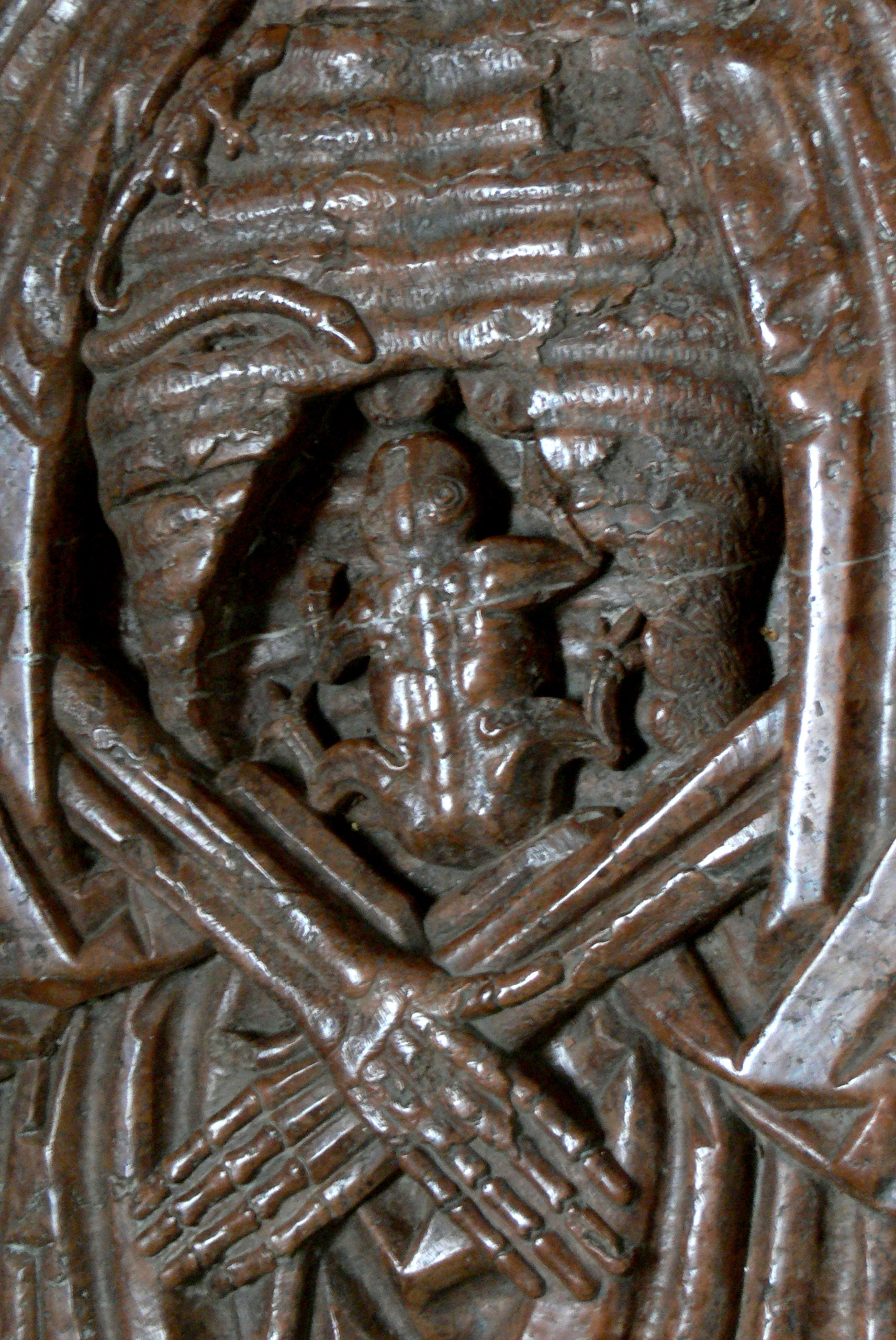
Tombe d'un prieur, église saint Zeno, Bad Reichenhall
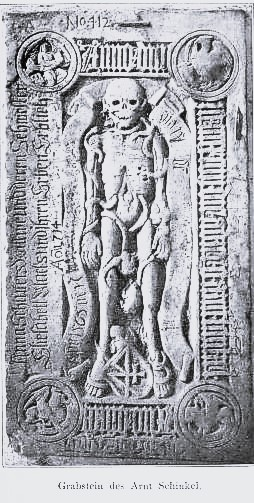
Dalle funéraire à Lübeck
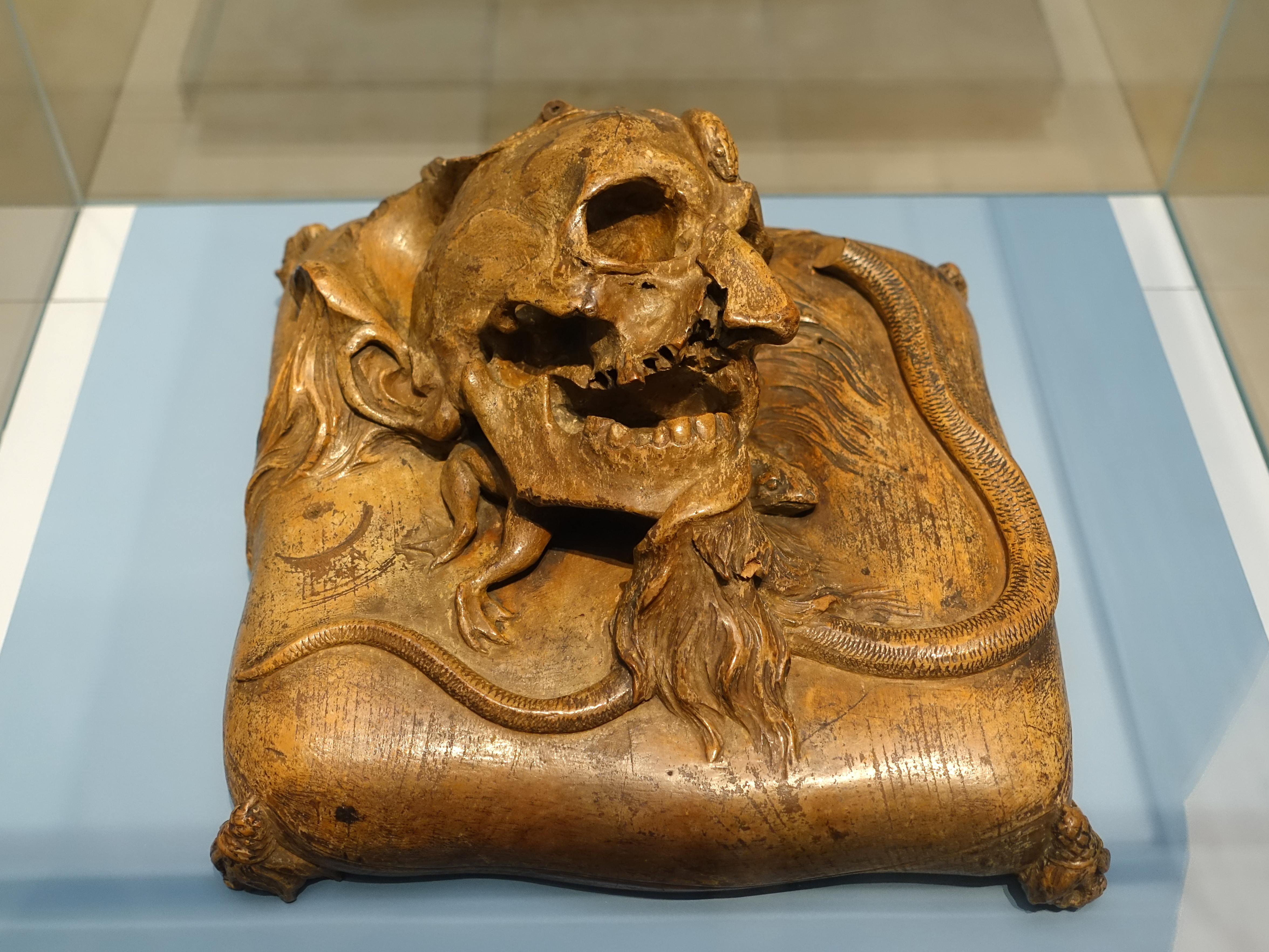
Memento mori par Paul Egell
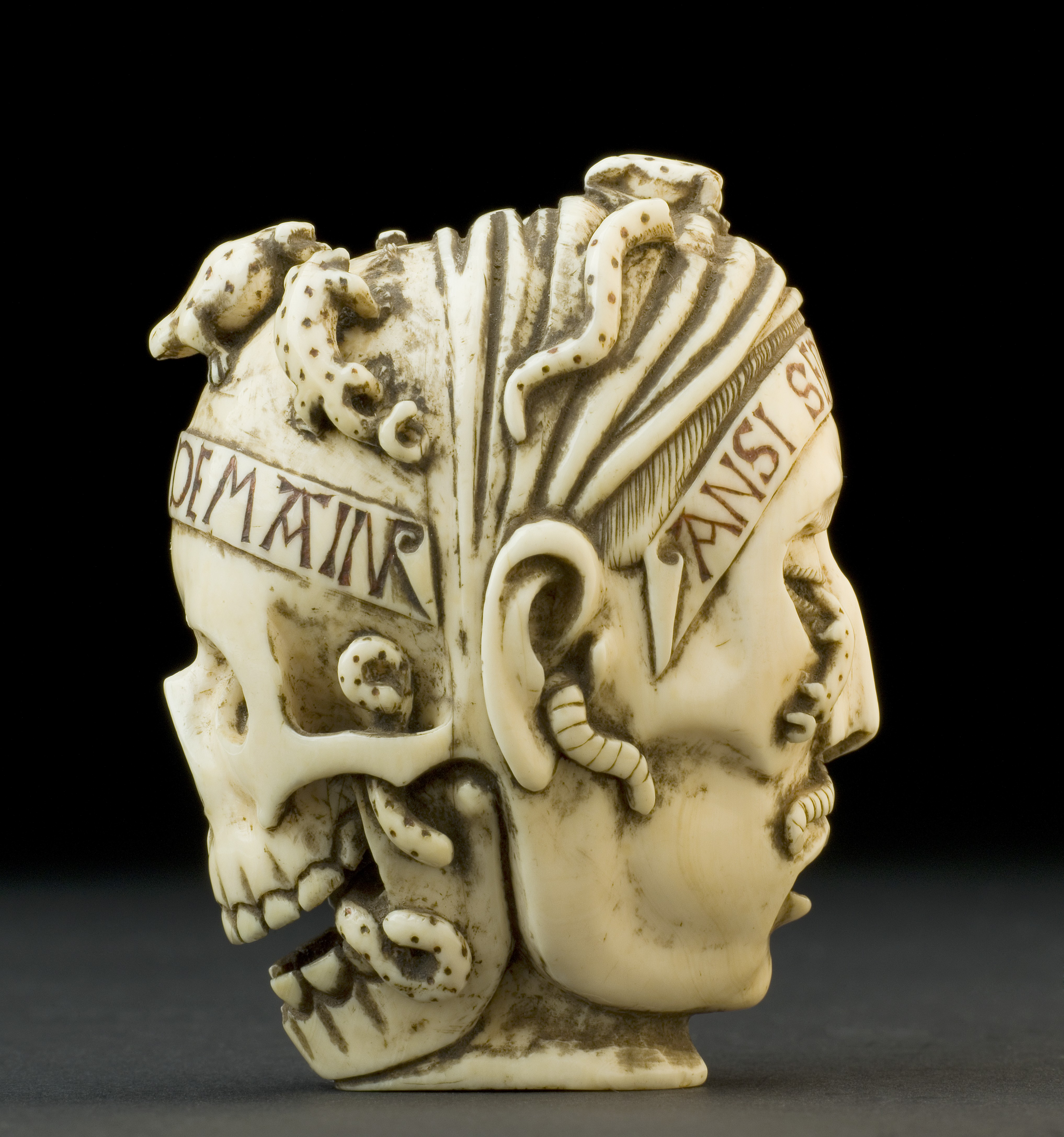
Crâne d'ivoire
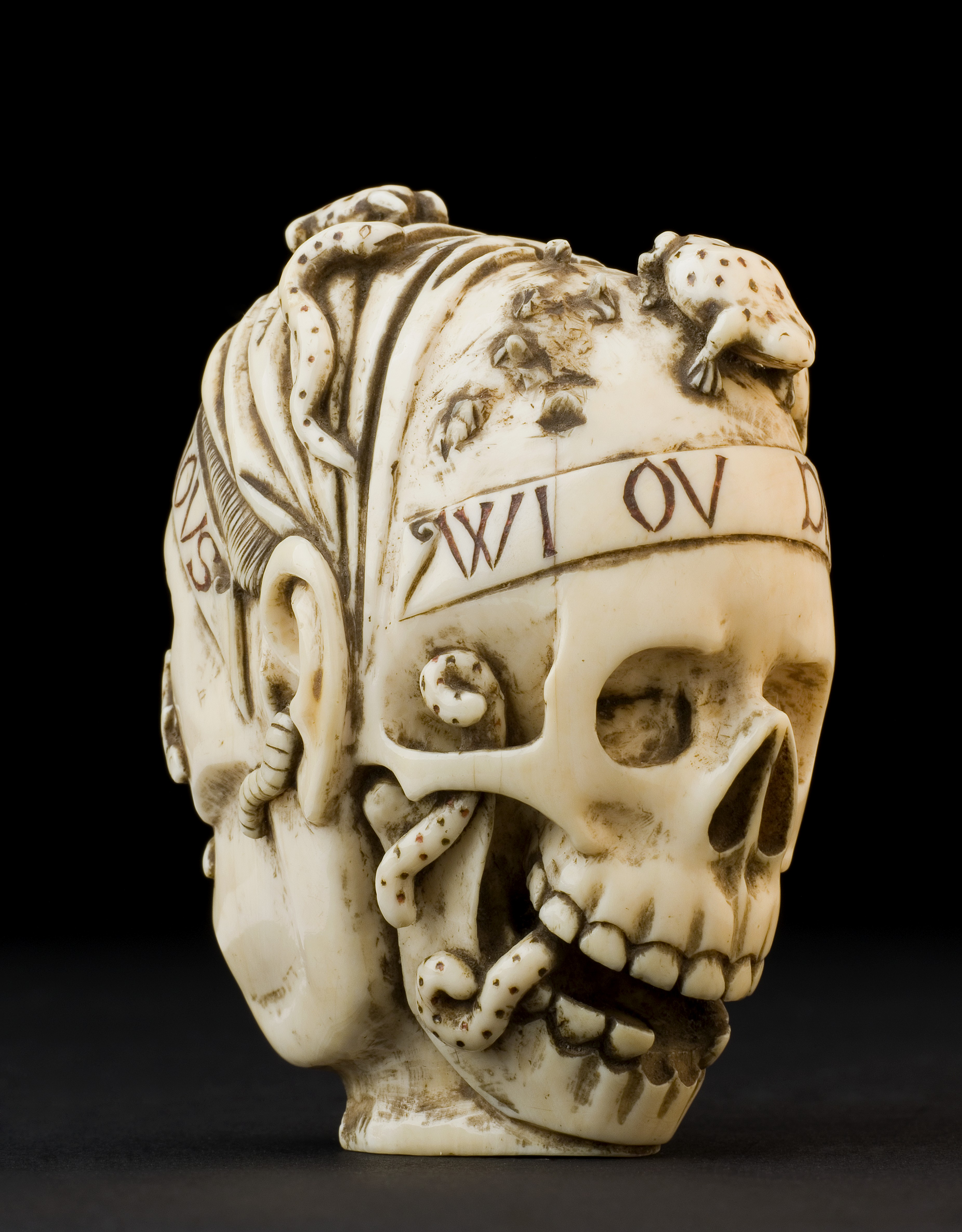
Crâne d'ivoire
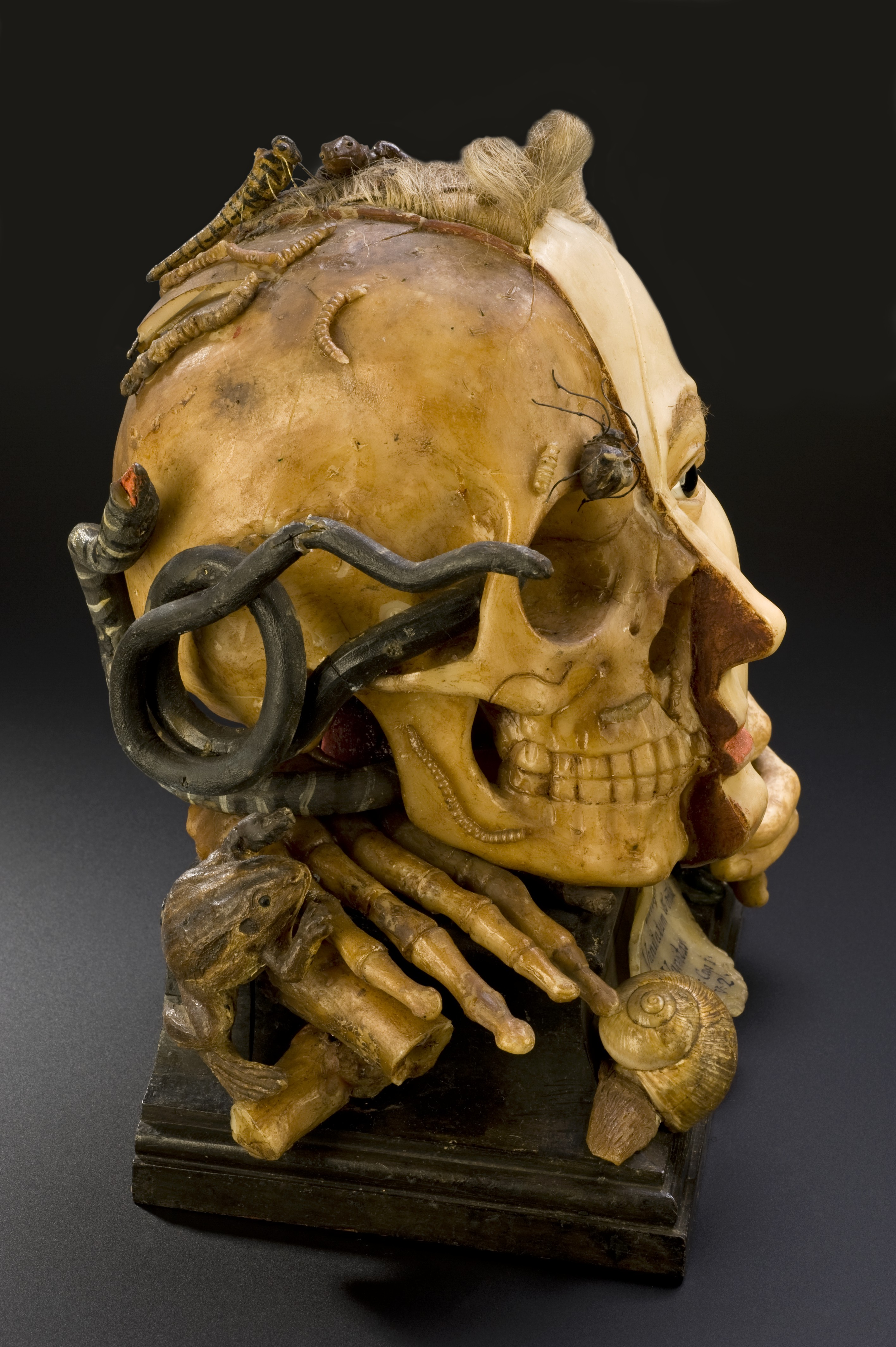
Crâne de cire
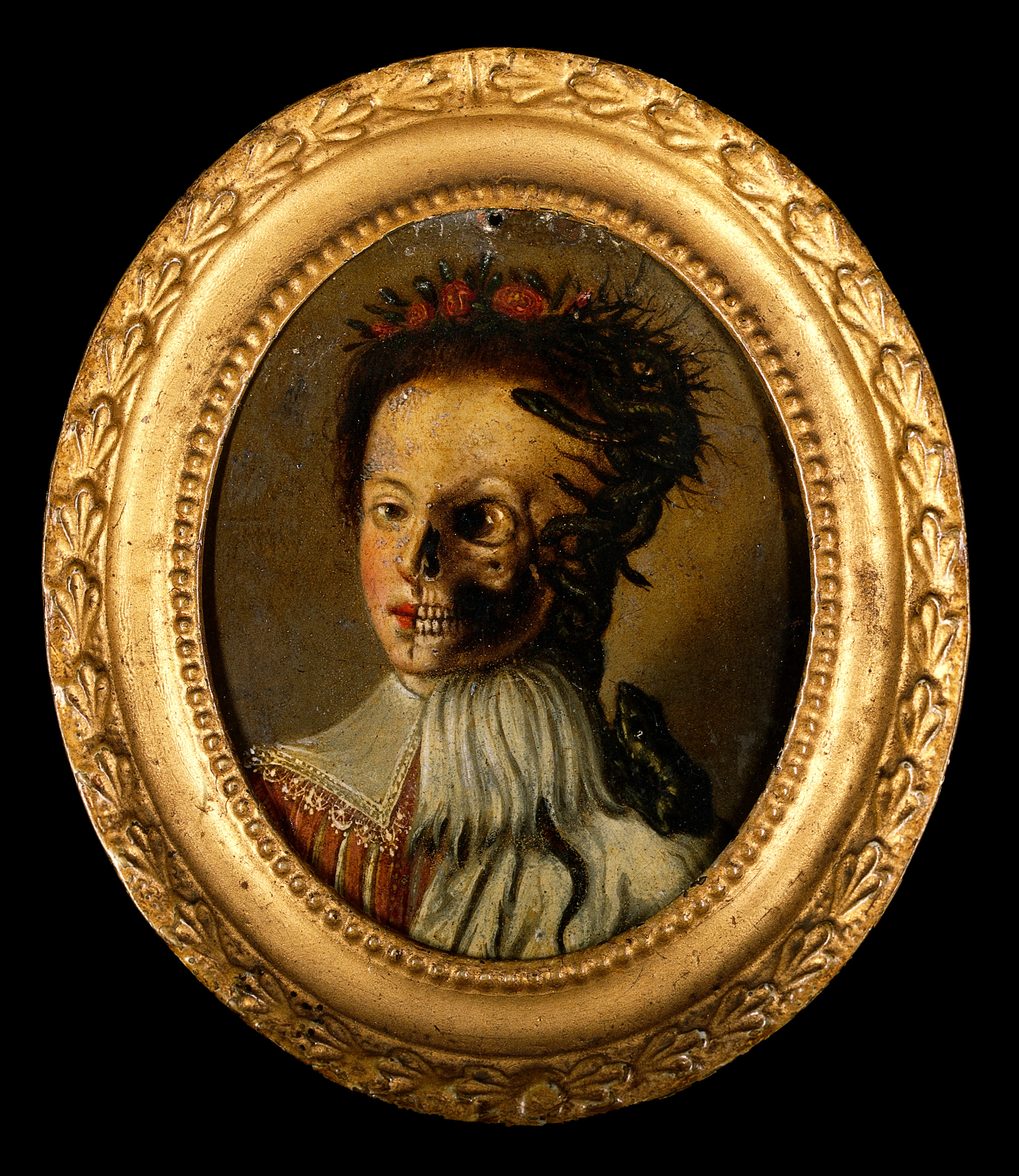
La vie et la mort, peinture
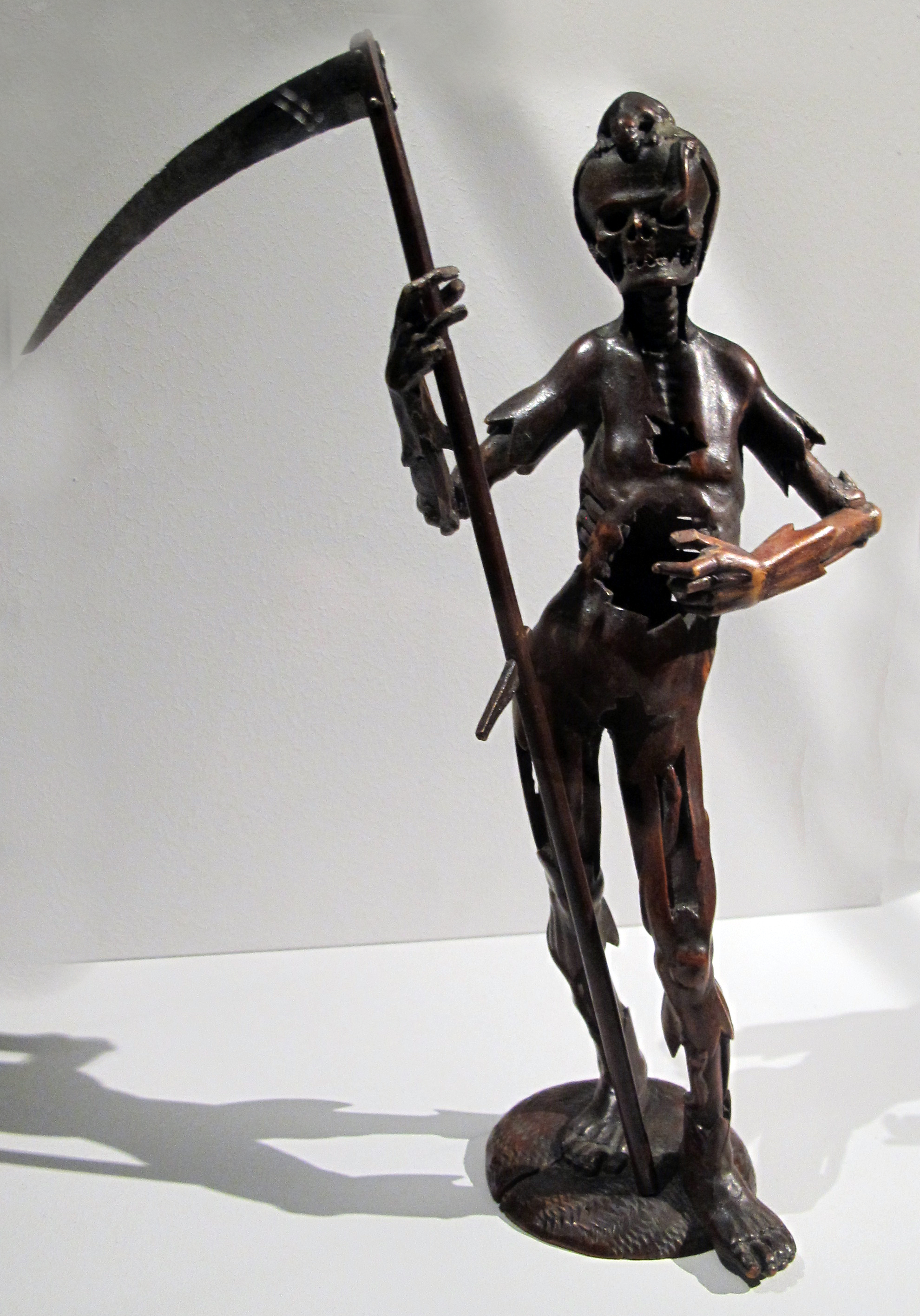
Squelette, Allemagne, fin du XVIe
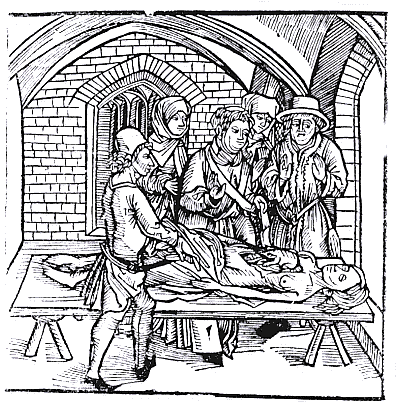
Autopsie par Albrecht Dürer
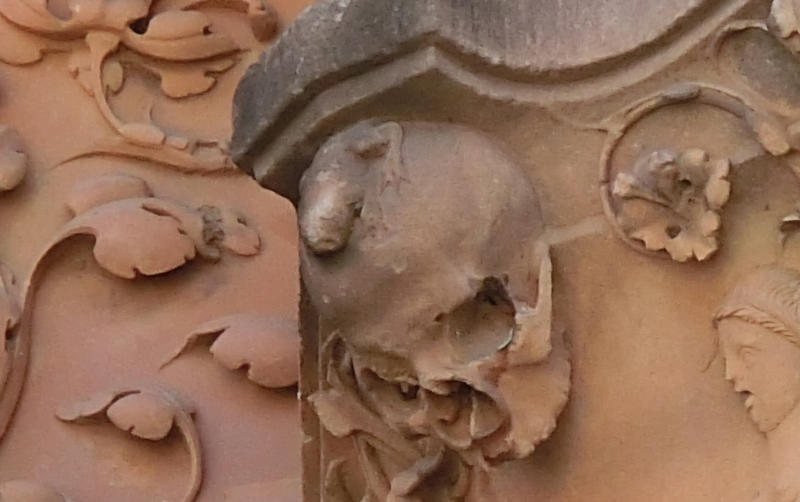
Crapaud sur un crâne : façade de l'Université de Salamanque

### Peinture

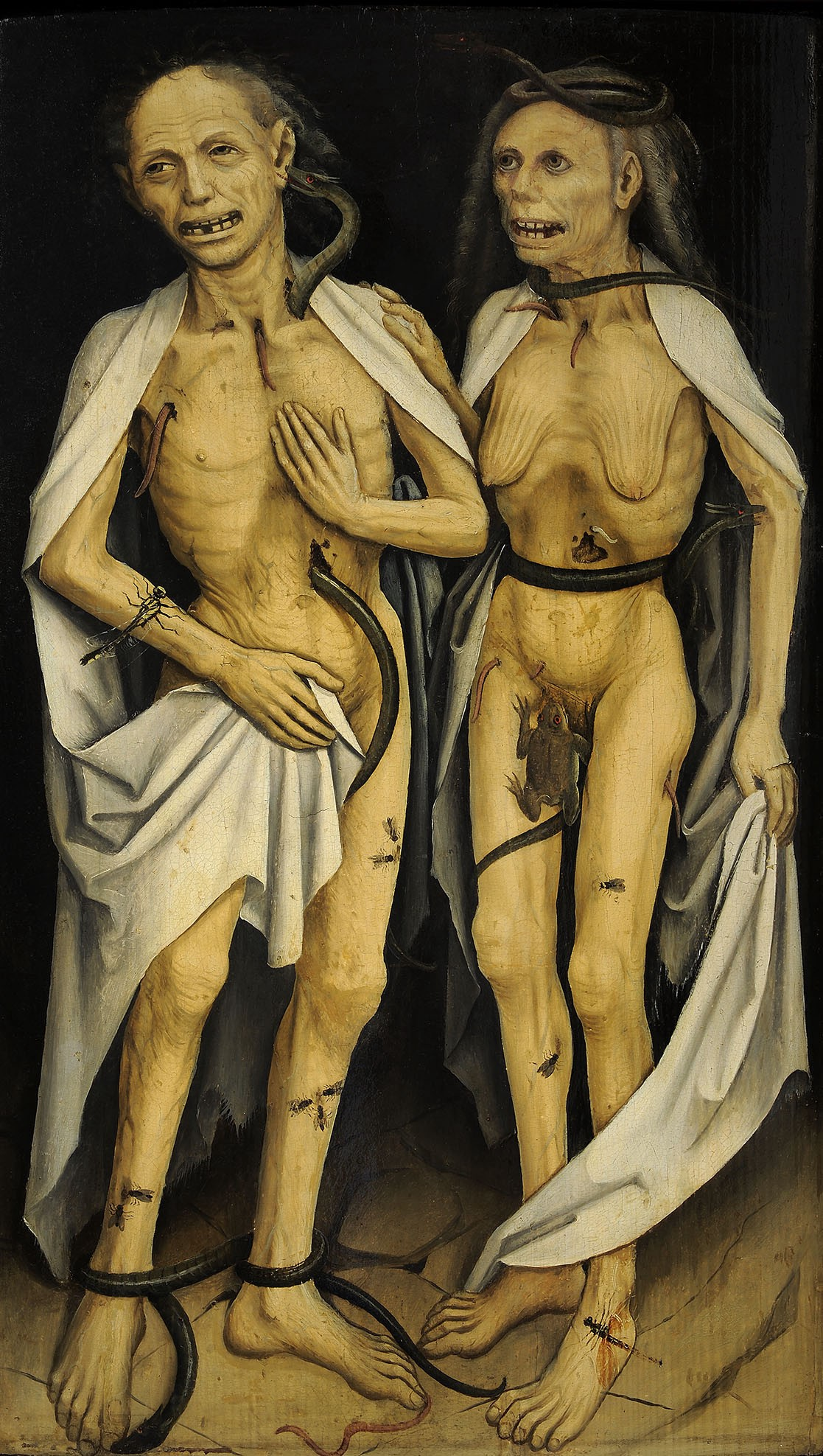
Les Amants trépassés, peinture allemande anonyme, vers 1470

La célèbre peinture des Les Amants trépassés, conservée au Musée des Beaux-Arts de Strasbourg était autrefois attribué à Matthias Grünewald. Elle reprend les caractéristiques classiques du crapaud à la fin du Moyen Âge : animal crampon, lié à la mort, proche du cadavre, et lié au sexe féminin.
Le crapaud va être un sujet très souvent utilisé par Jérôme Bosch, principalement pour stigmatiser le péché et la damnation, dans une démarche là encore médiévale. De nombreux exemples sont visibles dans Le Jardin des délices mais aussi dans Le Chariot de foin (sur le sexe d'un damné).

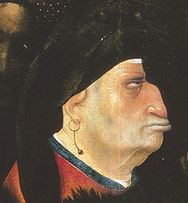
L'homme-crapaud dans Le Portement de Croix (détail), Jérôme Bosch
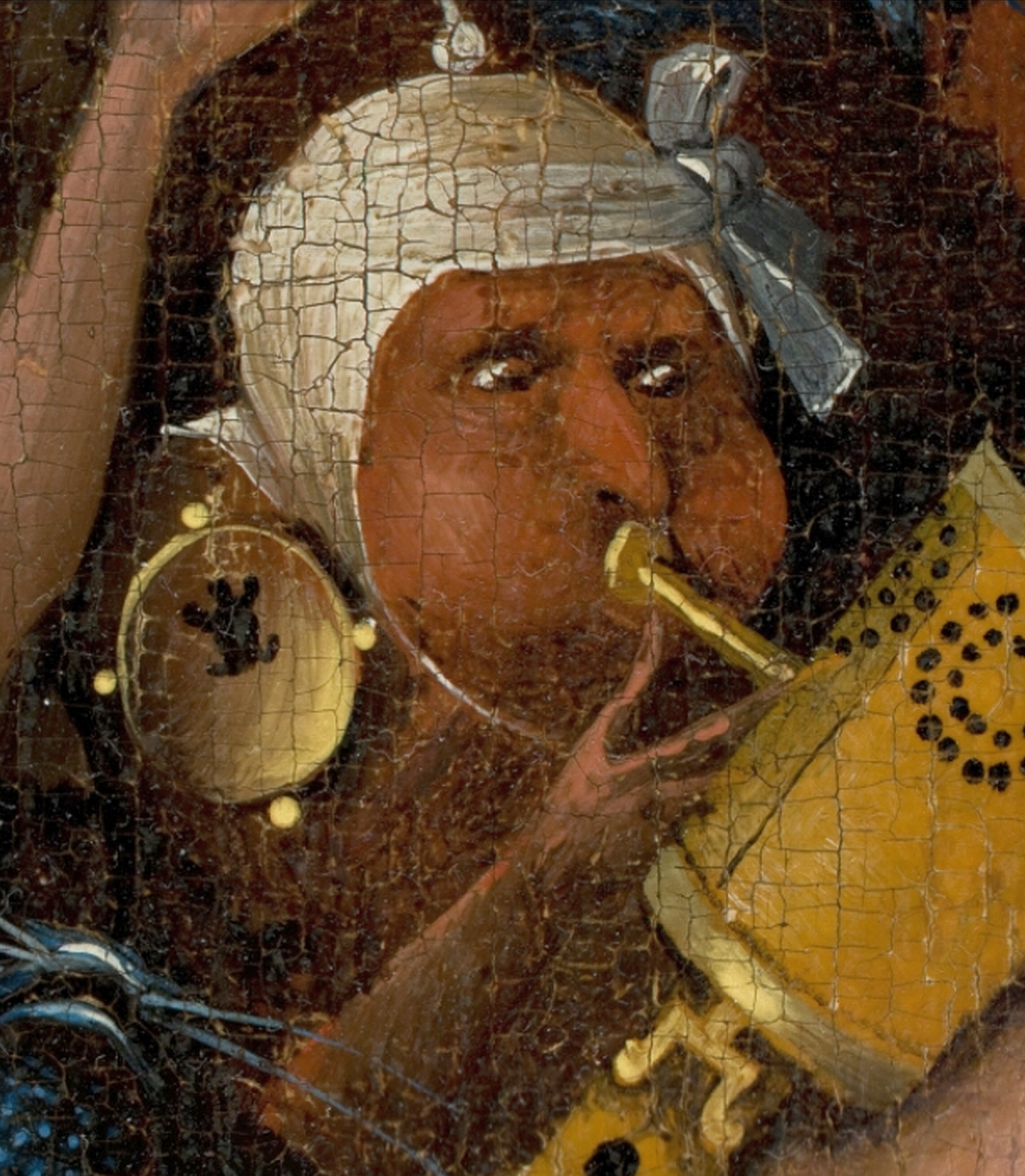
Le Jardin des délices (détail), Jérôme Bosch
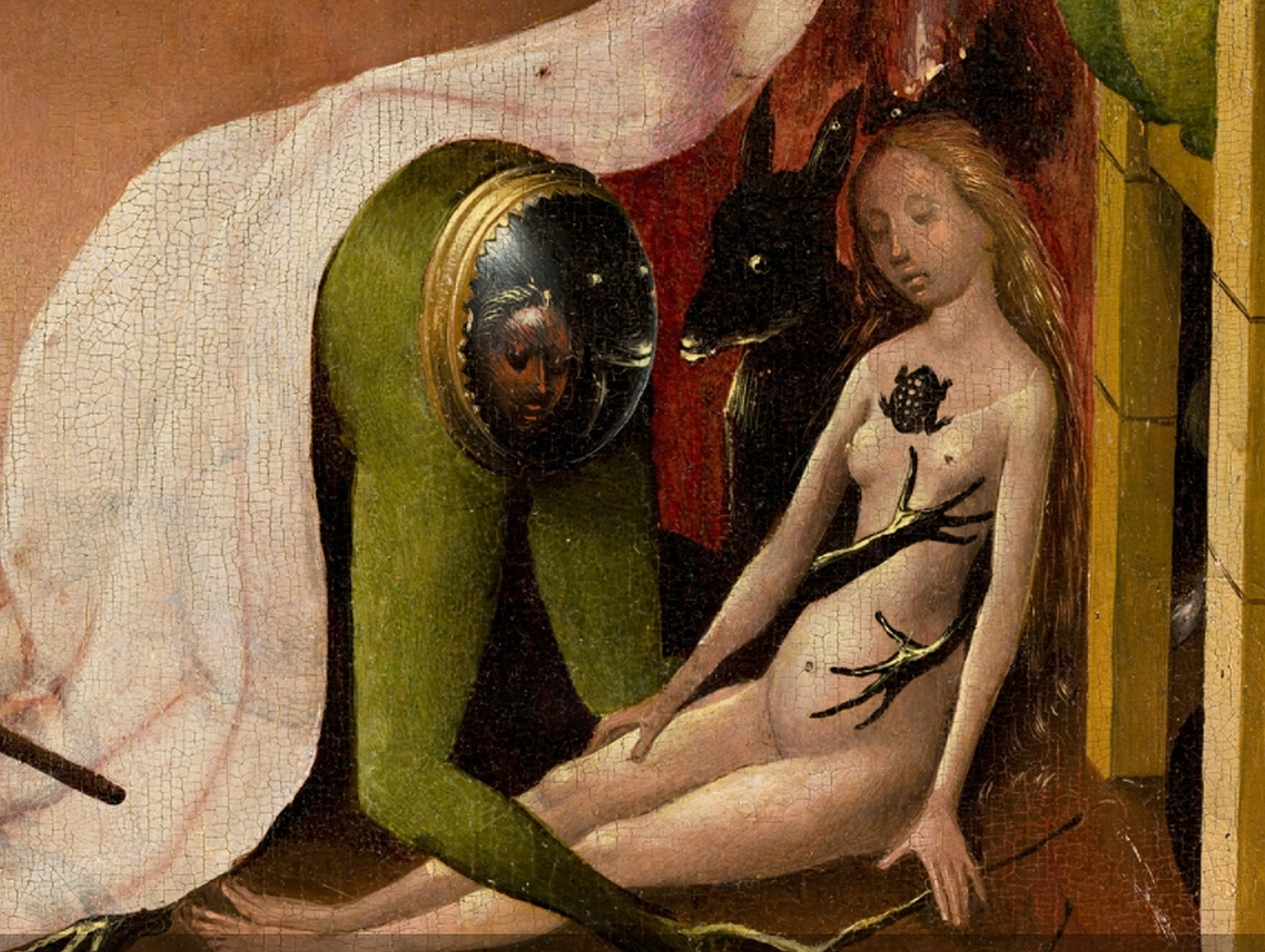
Le Jardin des délices (détail), Jérôme Bosch
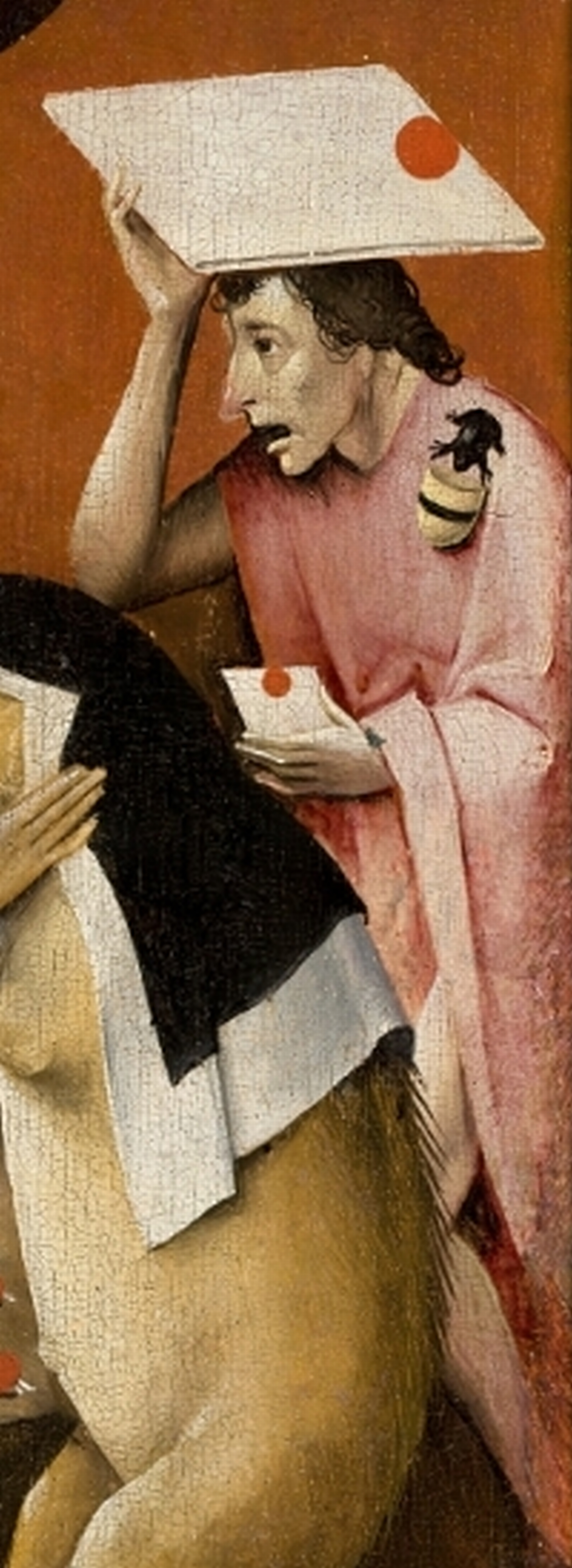
Le Jardin des délices (détail), Jérôme Bosch
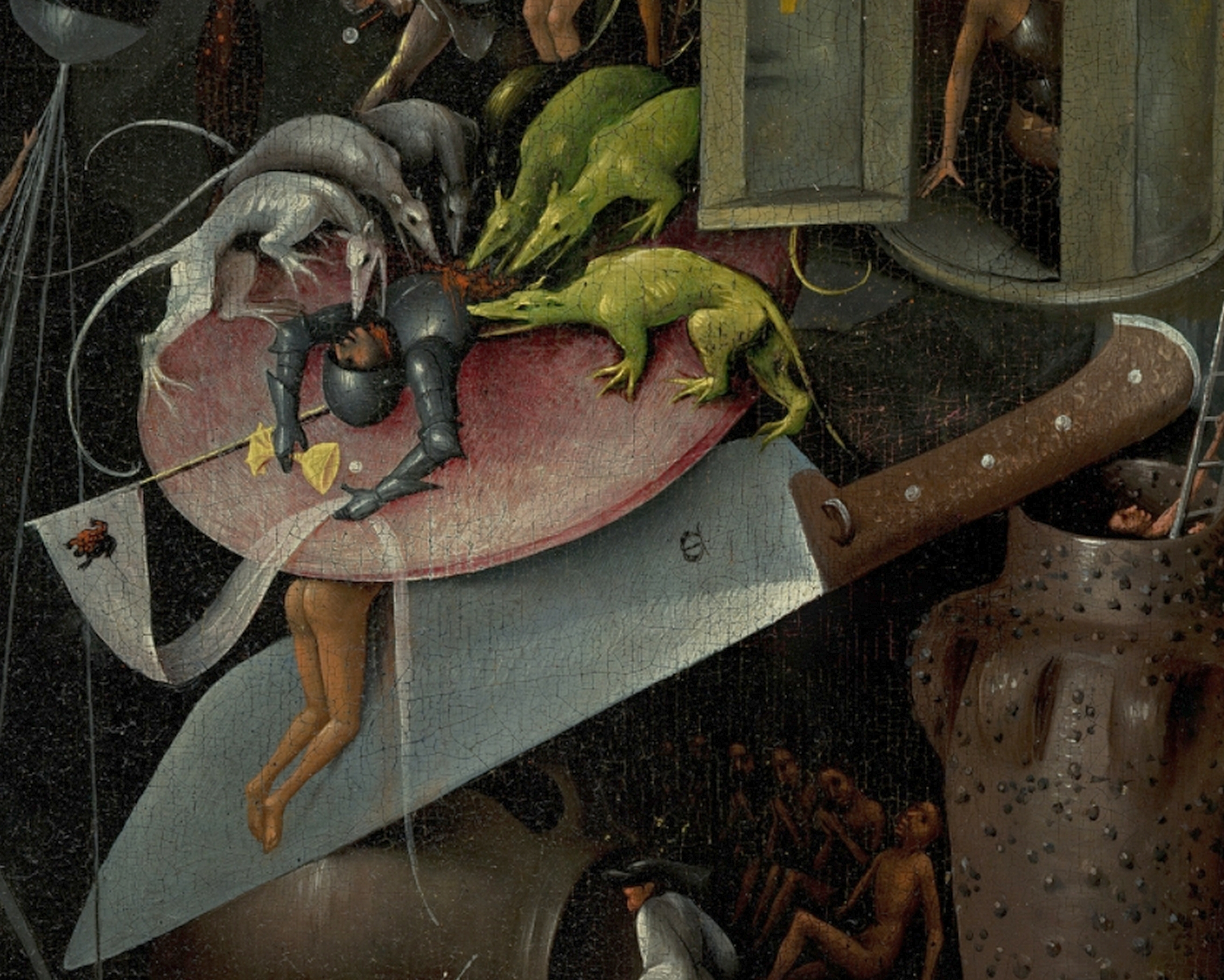
Le Jardin des délices (détail), Jérôme Bosch
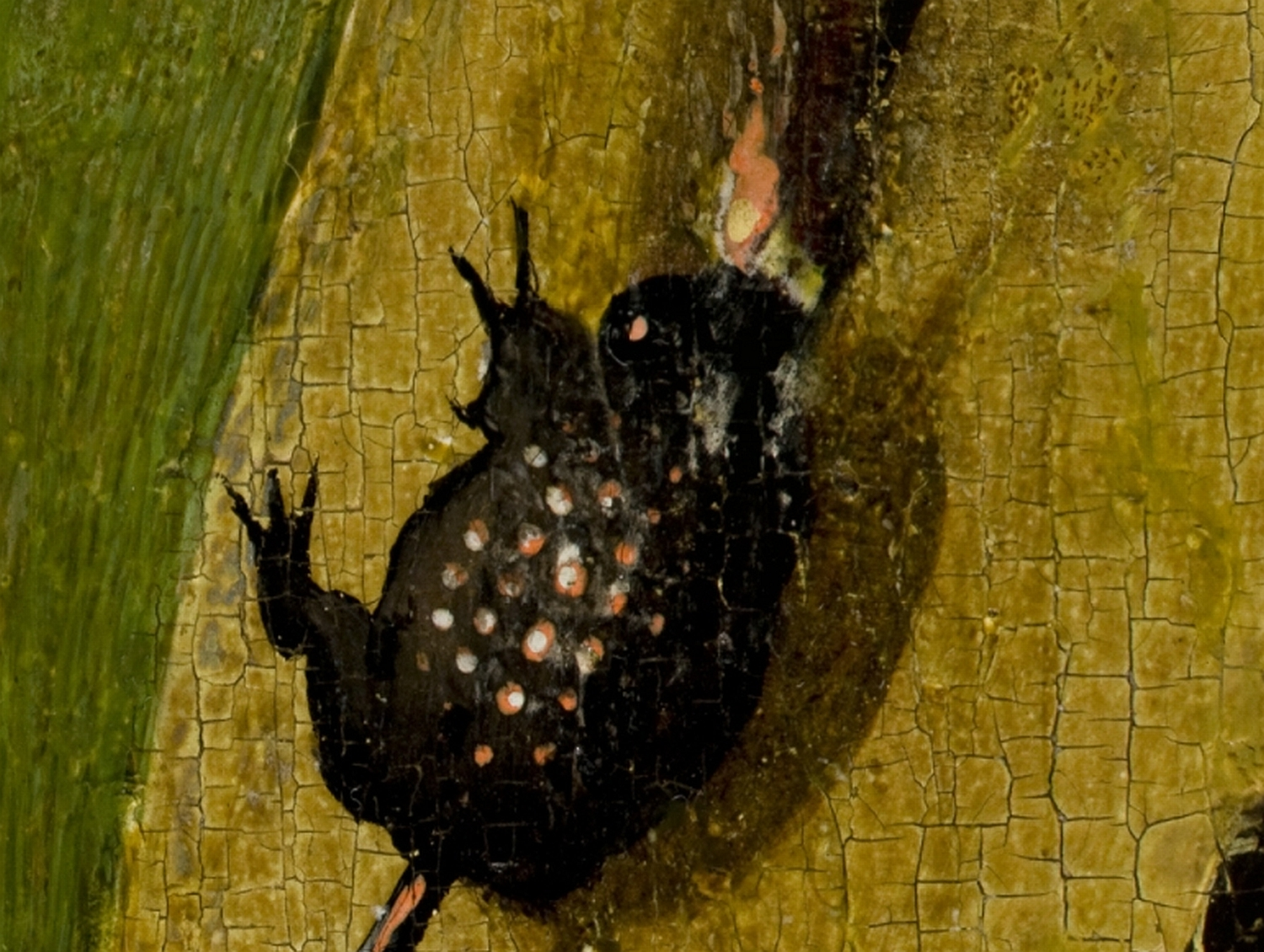
Le Jardin des délices (détail), Jérôme Bosch
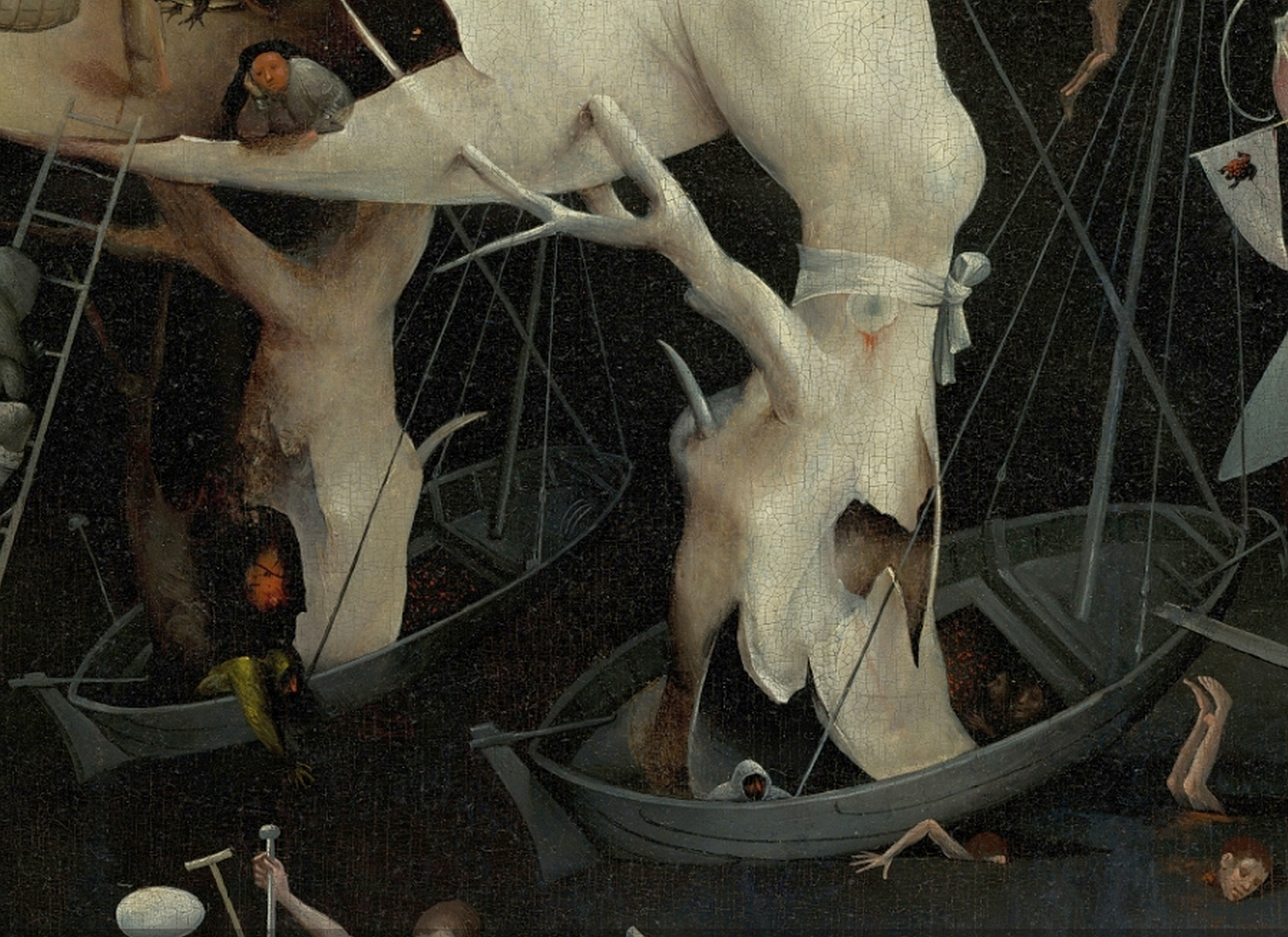
Le Jardin des délices (détail), Jérôme Bosch
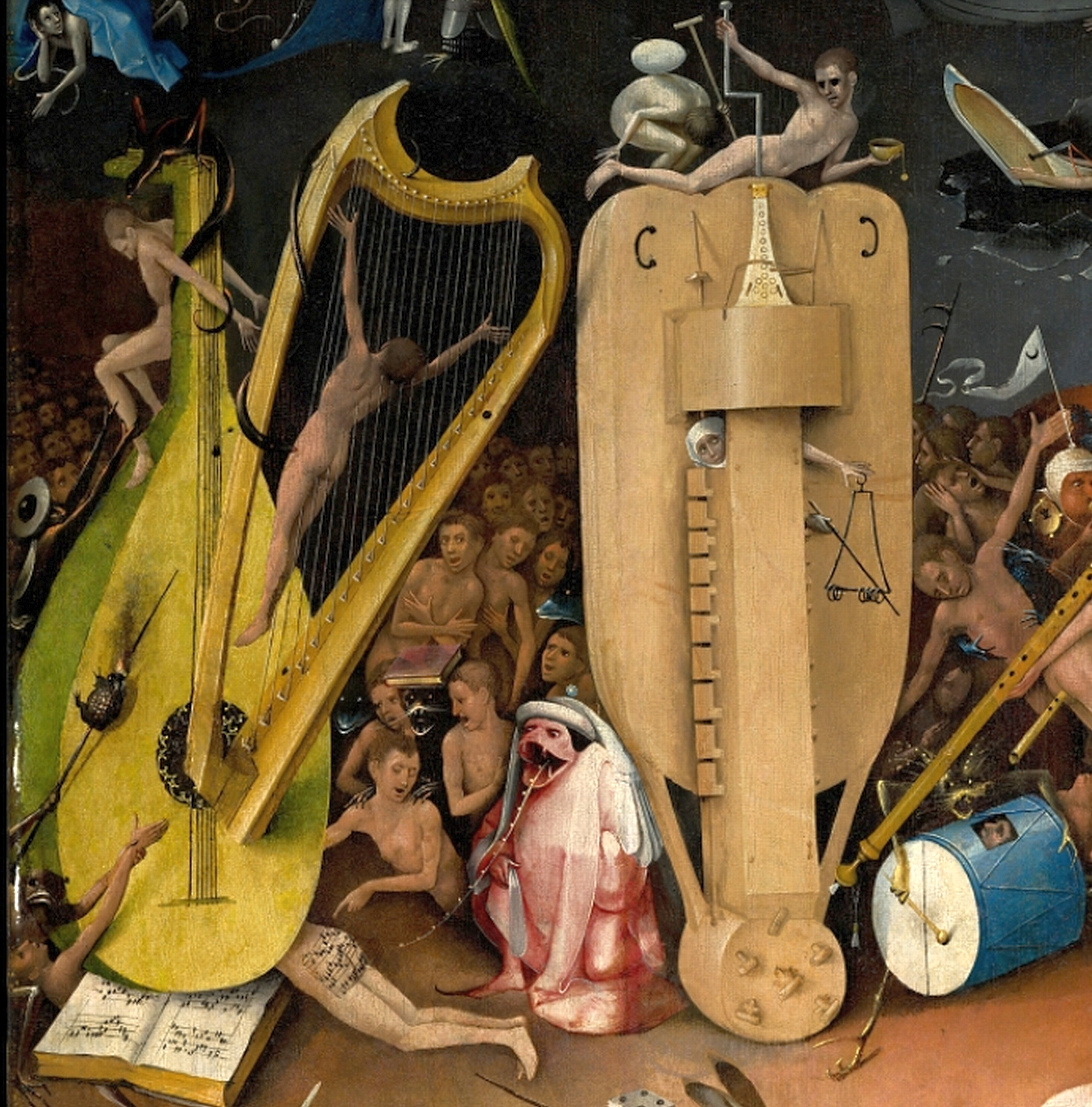
Le Jardin des délicess (détail), Jérôme Bosch
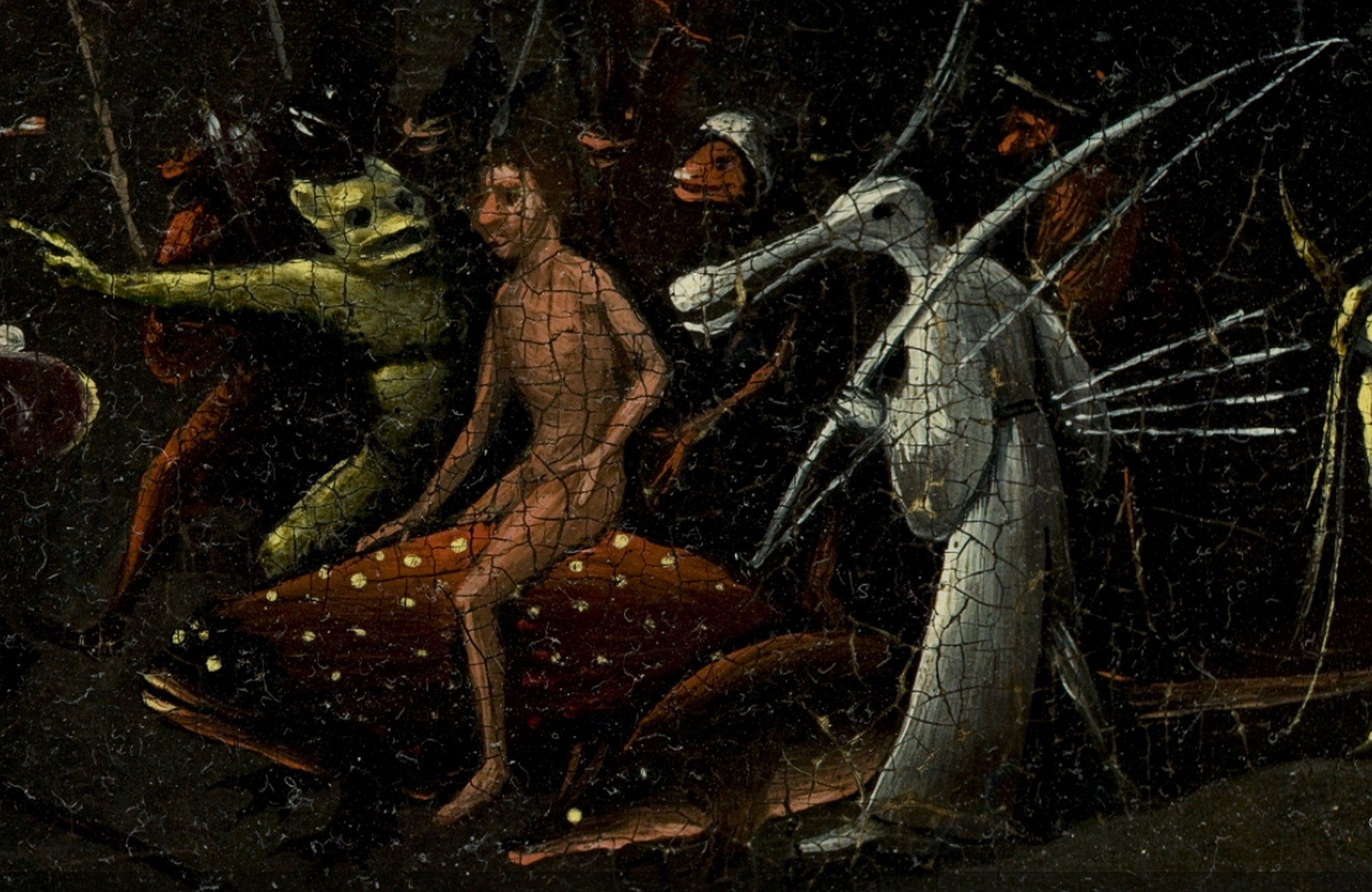
Le Jardin des délices (détail), Jérôme Bosch
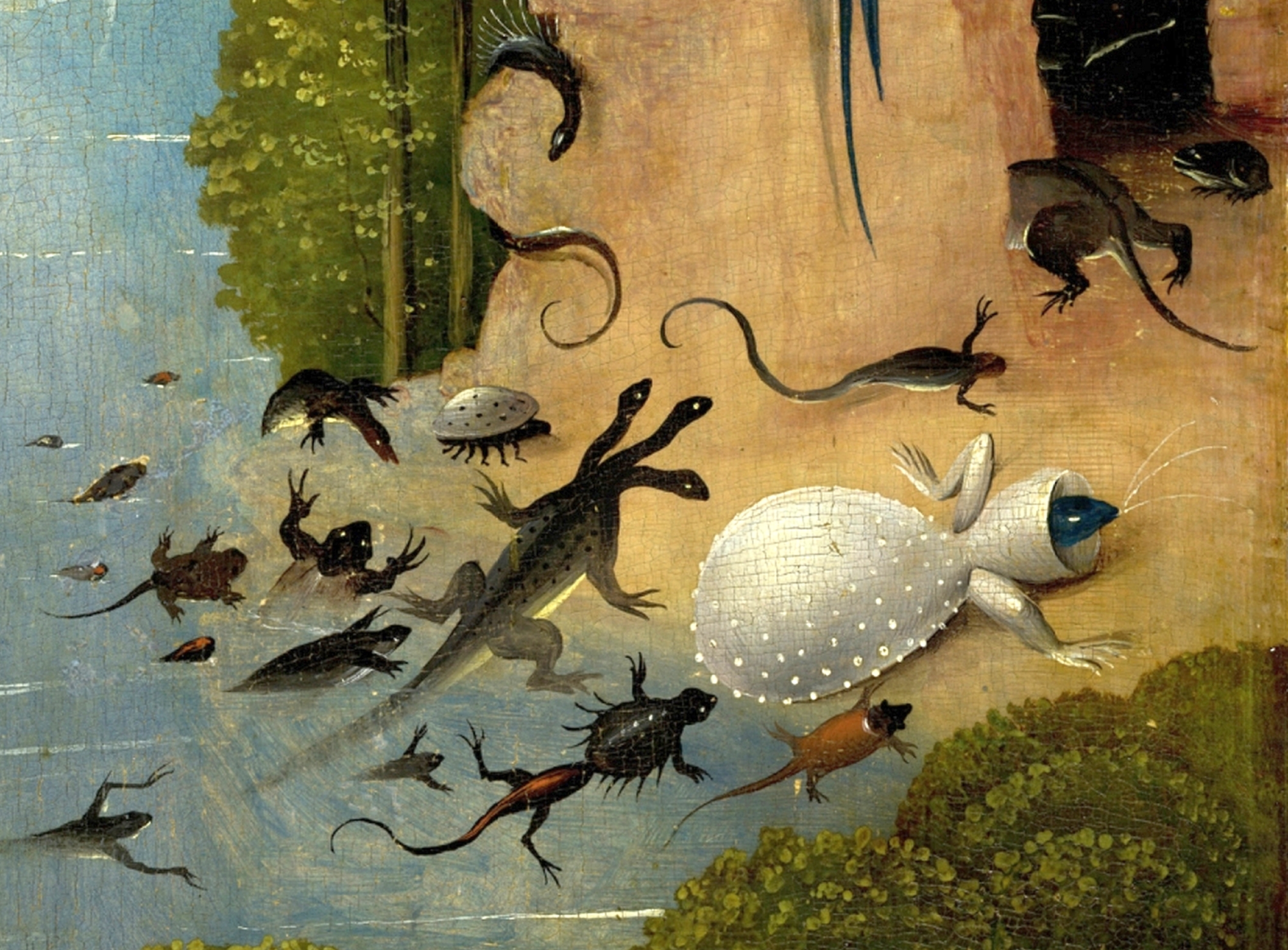
Le Jardin des délices (détail), Jérôme Bosch
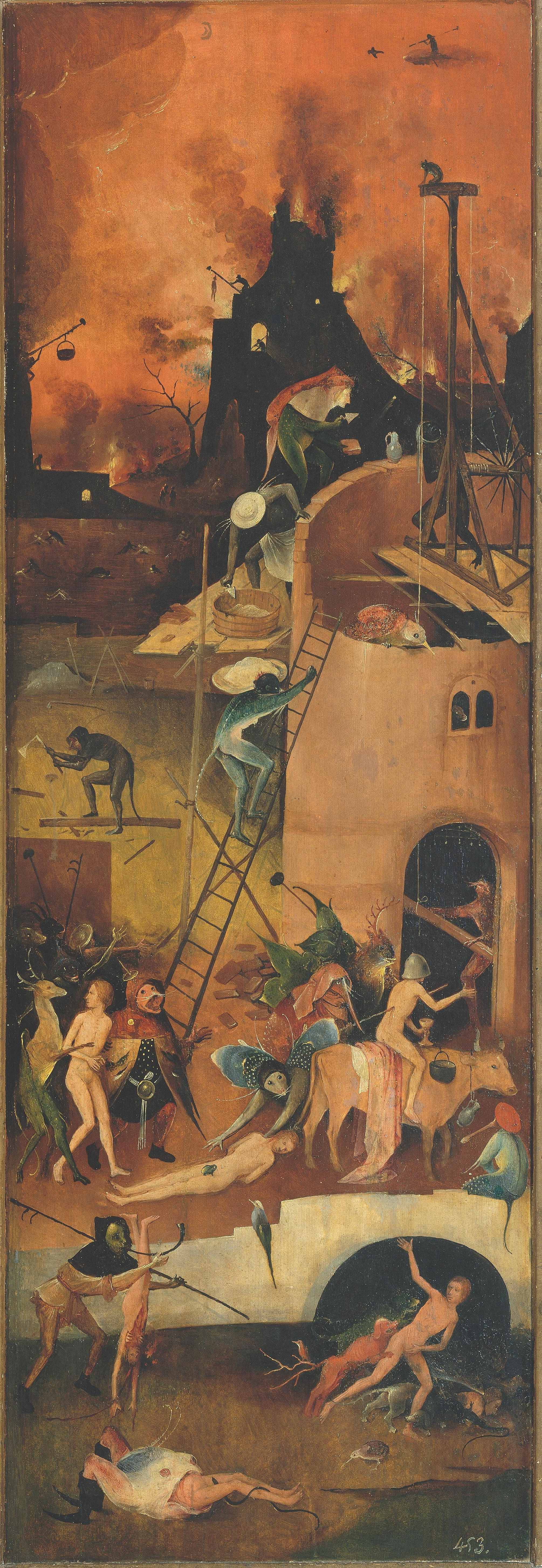
Le Chariot de foin partie droite, Jérôme Bosch

Dans une démarche plus naturaliste, mais qui reste souvent symbolique, les peintres flamands vont parfois prendre le crapaud comme sujet.

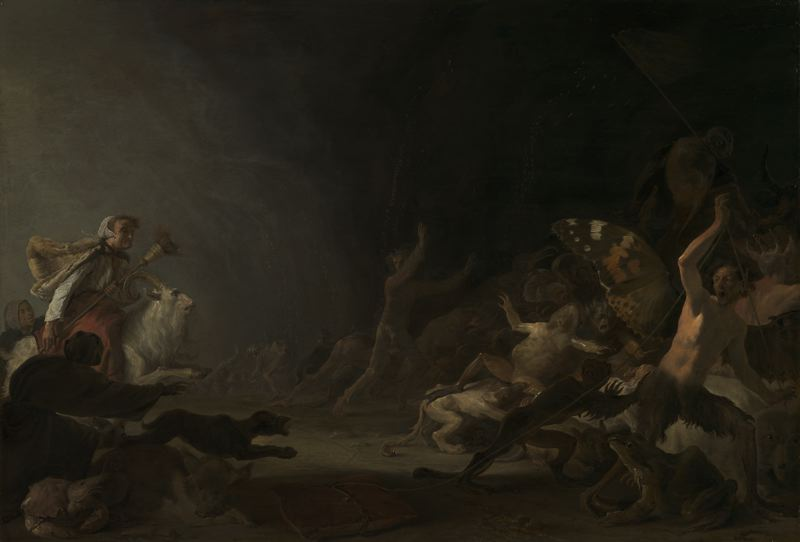
Sabbat de sorcières par Cornelis Saftleven
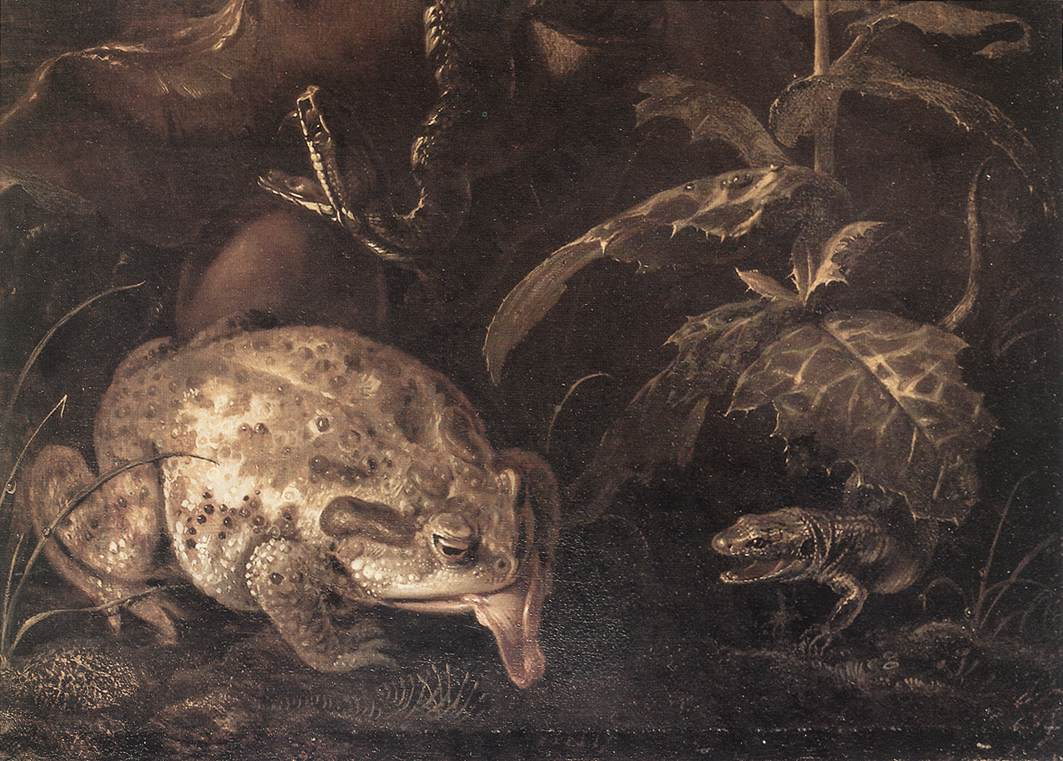
Nature morte aux reptiles et amphibiens (détail) par Otto Marseus van Schrieck
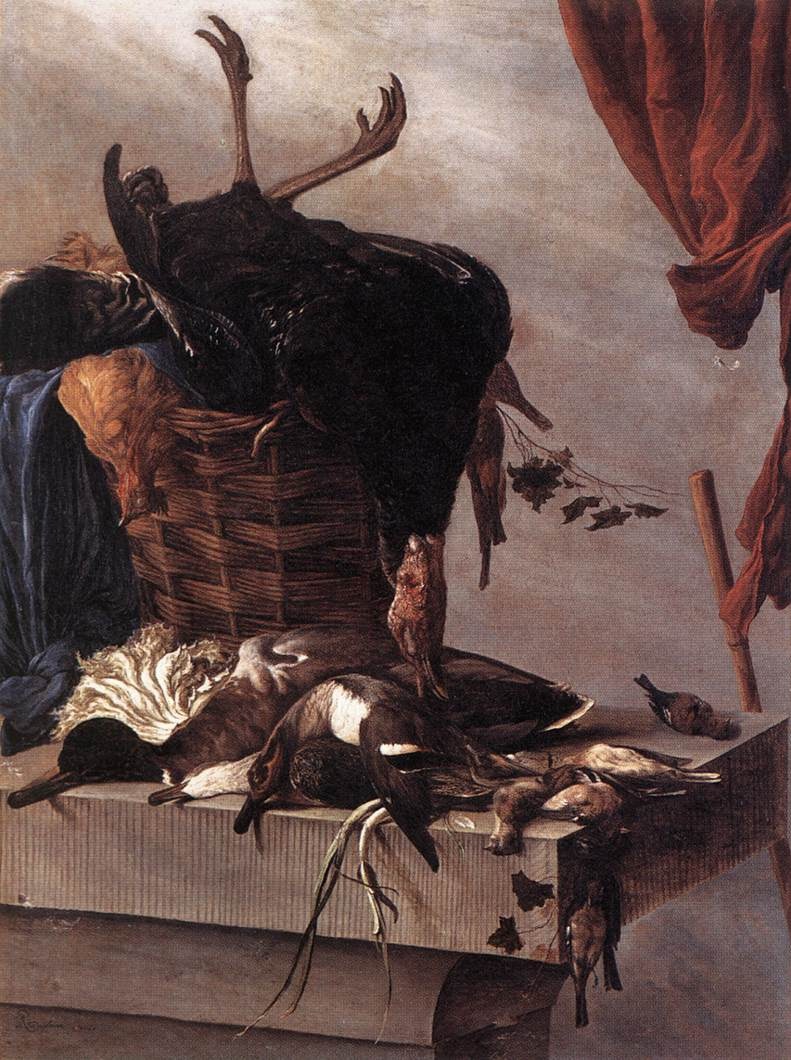
Nature morte par Salomon van Ruysdael